# الحرب العثمانية السعودية
الحرب العثمانية السعودية أو الحرب المصرية السعودية؛ المعروفة بـ الحروب الوهابيّة، هي حرب نشبت بين الدولة العثمانية والدولة السعودية الأولى ما بين سنتي 1226هـ-1233هـ/1811م-1818م، وقد انتهت بعد ست سنوات وأحد عشر شهراً بسقوط الدولة السعودية الأولى وتدمير عاصمتها الدرعية على يد قوات محمد علي باشا الوالي العثماني لمصر.
حيث كان للتوسع السعودي في شبه الجزيرة العربية، مصدر تهديد للدولة العثمانية ومكانتها في العالم الإسلامي، وبخاصة بعد سيطرة السعوديين على الحرمَين الشريفَين. وحرصت الدولة العثمانية على استعادة تلك المكانة، والقضاء على الدولة السعودية. فكلفت والي بغداد، الذي أرسل حملة ثويني بن عبد الله السعدون، وحملة الكيخيا علي باشا. وقد باءتا بالفشل. ثم كان والي الشام، هو مناط آمال الدولة، في استعادة الحجاز من الحكم السعودي. ولكن هذا الوالي، لم يحرك ساكناً في هذا السبيل. وأخيراً، لم يكن أمام الدولة العثمانية من خيار، سوى تكليف والي مصر، محمد علي باشا، القيام بمهمة القضاء على الدولة السعودية.

## الخلفية التاريخية

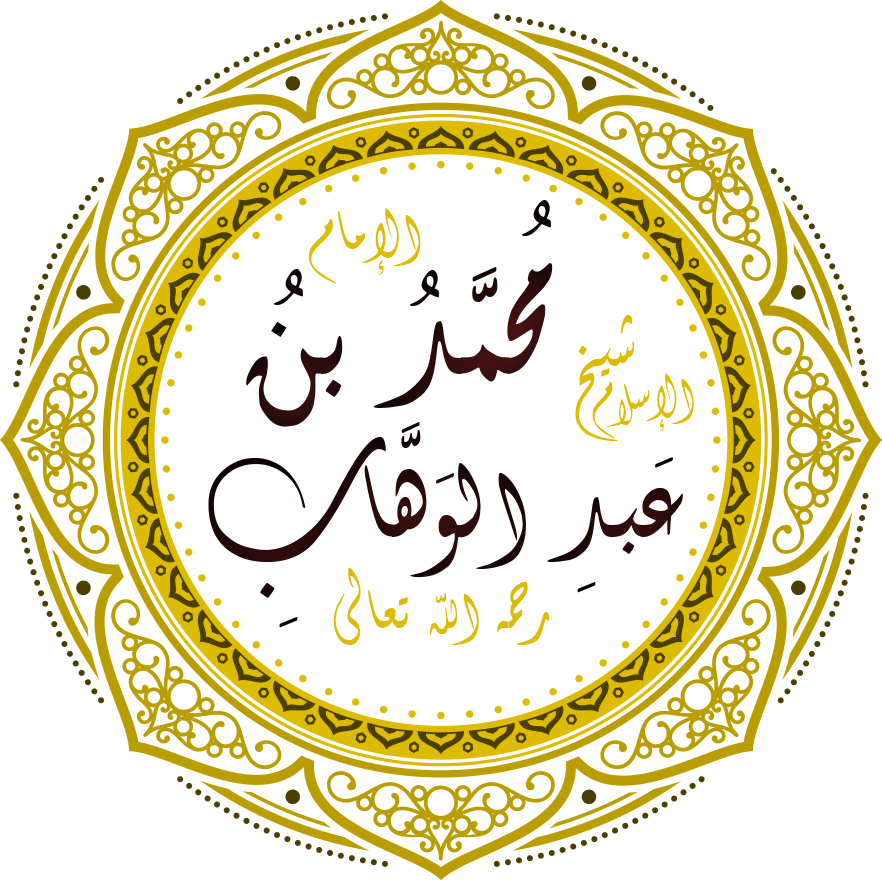
ولد الشيخ محمد بن عبد الوهاب بالعُيَيْنة وتوفي بالدرعية (1703م-1791م)، وله أربعة أبناء معقبين.

ظهرت الدعوة السلفية في القرن الثامن عشر الميلادي على يد الشيخ محمد بن عبد الوهاب التميمي. ولد محمد بن عبد الوهاب سنة 1115هـ/1703م في العُيَيْنة من بلاد اليمامة، ونشأ وقرأ القرآن الكريم وحفظه بها، وتلقى العلم عن أبيه الذي كان قاضياً فيها، وحج إلى بيت الله الحرام وهو بعد في سن الشباب، ثم قصد المدينة المنورة وأقام بها نحو شهرين، ثم رجع إلى بلده واشتغل بدراسة الفقه على مذهب شيخ الإسلام أحمد بن حنبل، وكان حاد الفهم، شديد الذكاء، سريع الإدراك والحفظ، قوي الرغبة في العلم، رحل في طلب العلم فقصد البصرة والحجاز مراراً، ثم أقام بالأحساء؛ إذ كانت آهلة برجال العلم والعلماء، وطالت إقامته يتلقى فيها العلم ويقرأ كثيرا من كتب الحديث والفقه واللغة، فاتسع في كل ذلك، ثم رجع إلى أرضه وموطنه.
كان محمد بن عبد الوهاب حنبلي المذهب، وقد استنكر كثيراً من البدع الفاشية بين المسلمين ورأى فيها شركا بالله، وسعى لتنقية عقيدة المسلمين والتخلص من العادات والممارسات التعبدية التي انتشرت في شبه الجزيرة العربية وخارجها وتراها السلفية مخالفة لجوهر الإسلام التوحيدي، مثل: سؤال الأموات والاستغاثة بهم، والنذر لهم، والذبح لهم، واللجوء إليهم، وبناء المساجد والأضرحة على قبورهم، والتبرك بترابهم؛ أو سؤال الجمادات من الشَّجَرِ والحَجَرْ؛ أو سؤال الغائبين من الملائكة والجن، وغير ذلك. فدعا إلى التوحيد وصنف فيه كتاباً، وكرس نفسه لتنقية الدين وتخليصه مما دخله من البدع، فدعا قومه إلى نبذها وطرح كل ما لم يرد في القرآن الكريم والسنة النبوية المطهرة من التعبدات الشركية، والرجوع بالدين إلى فطرته وبساطته الأولى على ما كان عليه سلف الأمة. وقد وقف معه فئة قليلة وتعرض للأذى أول أمره؛ إذ تنقل بين بلدات اليمامة حتى استقر به المقام بالدرعية. وكان ذلك بعد أن طرده أخيراً أمير العُيَيْنة، عثمان بن حمد بن معمر؛ خوفاً من حاكم الأحساء الذي توعد بقطع التجارة مع العُيَيْنة إن لم يخرج محمد بن عبد الوهاب منها.

### مناصرة محمد بن سعود لدعوة الشيخ محمد بن عبد الوهاب

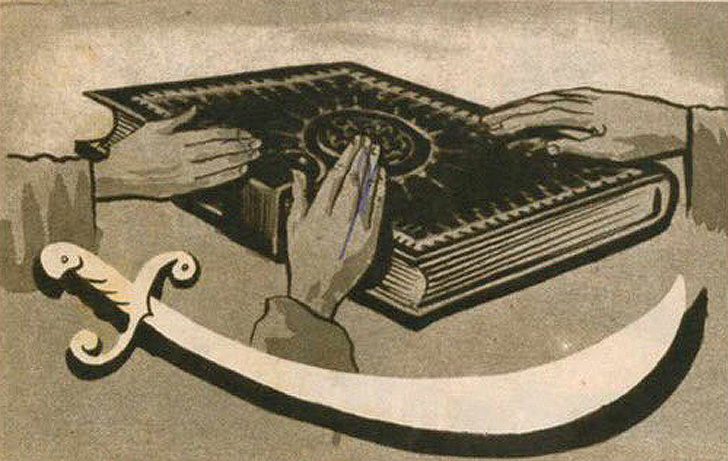
رسمة تعود لبداية القرن العشرين توثق أتفاق الدرعية.

محمد بن سعود، هو مؤسس الدولة السعودية الأولى أو أمير الدرعية السادس عشر، تولى الإمارة خلفاً لابن عمه زيد، وقد تزامنت ولايته مع ظهور أمر الدعوة السلفية؛ وقد وصل الشيخ محمد بن عبد الوهاب إلى الدرعية، وأخذ يدعو أهلها لنبذ كل ما أدخل على دين الله مما ليس فيه، ومنادياً إلى إخلاص العبادة لله وحده، فناصره أهلها، وتوافد عليه طلاب العلم ومنهم: ثنيان بن سعود ومشاري بن سعود، إخوة أمير الدرعية، محمد بن سعود. لم يكن الأمير محمد مهتماً في البداية إلا بعد أن تأثرت زوجته موضي بنت أبي وطبان بالدعوة السلفية؛ إذ ألحت على زوجها بمناصرة الشيخ محمد بن عبد الوهاب والذهاب إليه ومعاونته، والنظر في دعوته، فالتقى الأمير محمد بن سعود بالشيخ محمد بن عبد الوهاب في مسكن الأخير، وتأثر بدعوته، وتعاهدا على نشر الدعوة، وقد تمخض عن ذلك ميثاق الدرعية (ميثاق الدرعية) إيذاناً بقيام الدولة السعودية وإمامتها؛ إذ استبدل لقب الأمير بالإمام سنة 1157هـ الموافق لسنة 1744م. أراد أمير الدرعية، محمد بن سعود، أن يكون بينه وبين الشيخ محمد بن عبد الوهاب عهداً وميثاقاً، فقال له: «يا شيخ إن هذا دين الله ورسوله الذي لا شك فيه، وأبشر بالنصرة لك ولما أمرت به والجهاد لمن خالف التوحيد، ولكن أريد أن أشرط عليك شرطين اثنين. الأول: نحن إذا قمنا بنصرتك والجهاد في سبيل الله وفتح الله لنا ولك البلدان، أخاف أن ترحل عنا وتستبدل بنا غيرنا. الثاني: إن لي على الدرعية قانونا -أي ما يدفعه الضعيف إلى القوي ليحميه ويدافع عنه في سفره وترحاله- آخذه منهم في وقت الثمار، وأخاف أن تقول لا تأخذ منهم شيئا»، أجاب الشيخ: «أيها الأمير أما الأول فأبسط يدك الدم بالدم والهدم بالهدم، وأما الثاني فلعل الله أن يفتح لك الفتوحات، فيعوضك الله من الغنائم ما هو خير منها». ثم بسط محمد بن سعود يده، وبايع محمد بن عبد الوهاب على نصرة دين الله ورسوله والجهاد في سبيل الله وإقامة شرائع الإسلام والأمر بالمعروف والنهي عن المنكر.
روى عثمان بن بشر المؤرخ النجدي المعاصر لتلك الحقبة عن استعصام الشيخ محمد بن عبد الوهاب بالدرعية، ونصرة أميرها له، ما نصه: «أبشر ببلادٍ خير من بلادك، وبالعز والمنعة. فقال له الشيخ: وأنا أبشرك بالعز والتمكين والنصر المبين، وهذه كلمة التوحيد التي دعت إليها الرسل كلهم، فمن تمسك بها، وعمل بها، ونصرها، ملك بها البلاد والعباد». كما أرخ عن مظاهر الشرك التي عَمَّت قَبْل نصرة أمير الدرعية لدعوة الشيخ محمد بن عبد الوهاب، ما نصه: «وكان الشرك إذ ذاك قد فشى.. وكثر الاعتقاد في الأشجار والأحجار والقبور والبناء عليها والتبرك بها والنذر لها، والاستعاذة بالجن والنذر لهم، ووضع الطعام وجعله لهم في زوايا البيوت لشفاء مرضاهم ونفعهم، والحلف بغير الله وغير ذلك من الشرك الأكبر والأصغر.. وليس للناس من ينهاهم عن ذلك -بزواجر القرآن وقوة السلطان-، فيصدع بالأمر بالمعروف والنهي عن المنكر.. فلما تحقق الشيخ.. معرفة التوحيد، ومعرفة نواقضه، وما وقع فيه كثير من الناس من هذه البدع المضلة، صار ينكر هذه الأشياء.. لكن لم ينهوا عما فعل الجاهلون -أمراء البلدات-، ولم يزيلوا ما أحدث المبتدعون».
روى حسين بن أبي بكر بن غنام التميمي الأحسائي أحد مؤرخي الدولة السعودية الأولى والمعاصر لها في وصف مكانة الشيخ محمد بن عبد الوهاب بالدرعية، ما نصه: «وقد بقي الشيخ بيده الحلّ والعقد، والأخذ والإعطاء، والتقديم والتأخير، ولا يركب جيش ولا يصدر رأي من محمد بن سعود ولا من ابنه عبد العزيز، إلا عن قوله ورأيه. فلما فتح الله الرياض، وأمنت السبل، وانقاد كل صعب من باد وحاضر، جعل الشيخ الأمر بيد عبد العزيز بن محمد بن سعود، وفوض أمور المسلمين وبيت المال إليه». أصبحت الدرعية مركزاً لنشر دعوة محمد بن عبد الوهاب الإصلاحية، وتقاطر إليها طلاب العلم الذين صاروا فيما بعد أنصاراً للدعوة وللدولة، وبدأ الشيخ يبعث برسائله إلى أمراء البلاد المجاورة وزعماء القبائل، يبلغهم ما يدعو إليه من إحياء للدين.
لاحقاً، ومع توسع الدولة السعودية، ألغي نظام الإخاوة أو القانون الذي كان يدفعه الضعيف في السفر، وحل محله الزكاة. وكذلك لم تعد القوة هي الحكم في الخلافات بين الناس، فقد أقيم قضاة لفصل الخصومات ونشطت الحركة العلمية نشاطاً عظيماً.

### منع أتباع الدرعية من دخول مكة المكرمة
بعد أن ظهر أمر الدعوة السلفية في نجد اليمامة، وما قام به أتباعها من هدم لأضرحة الأولياء والصالحين المقامة ناحيتهم، قام قائم مكة ووالي الحجاز العثماني، الشريف مسعود بن سعيد، بمنع أتباع الدرعية من الحج، وحبس حاجهم، وشنع في دعوتهم، وبث أتباعه لتنفير الناس منهم، واتهمهم بالجهل، وكفرهم؛ إذ منعهم من دخول مكة من عامهم ذاك سنة 1162هـ الموافق لسنة 1748م. كما كفر الشيخ محمد بن عبدالوهاب وأمر أتباعه بكتابة الكتب ضده وتشويه دعوته. روى ابن بِشر المؤرخ النجدي المعاصر لتلك الحقبة عن منعهم من دخول مكة، ما نصه: «وفيها حبس مسعود بن سعيد شريف مكة حاج نجد، ومات منهم في الحبس عدة، وقيل أول القحط في إحدى وستين».
سار خلف قائم مكة، الشريف مساعد بن سعيد، على نهج أخيه الشريف مسعود بن سعيد، على أنه في آخر عهده سمح لأتباع الدرعية بالحج؛ إذ حدث في سنة 1183هـ الموافق لسنة 1769م أن قبضت جماعة من أتباع الدرعية على جماعة من أتباع الشريف مساعد بن سعيد وعليهم الشريف منصور، وعندما أحضروا إلى الدرعية، أكرمهم إمام الدرعية، عبد العزيز بن محمد، وأطلق سراحهم دون مقابل، فكافأهم شريف مكة بأن سمح لهم بالحج في تلك السنة.

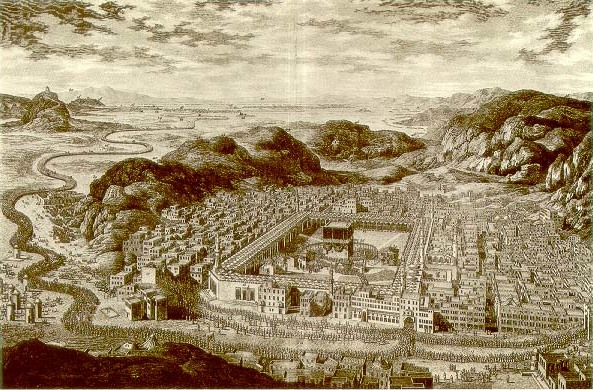
أصبح لأتباع الدرعية الحرية في زيارة مكة المكرمة منذ سنة 1798م.

توفي الشريف مساعد بن سعيد سنة 1184هـ الموافق لسنة 1770م، وخلفه الشريف أحمد بن سعيد الكاره للدولة العثمانية، فالتقى بأتباع الدرعية على كراهية من العثمانيين، وراسل الشيخ محمد بن عبد الوهاب، وأكرم الشيخ عبد العزيز بن عبد الله الحصين الذي وفد إليه لمناقشة كتاب الشيخ محمد بن عبد الوهاب، كتاب التوحيد، كما سمح لأتباع الدرعية بالحج حتى تم عزله؛ إذ عين مكانه الشريف سرور بن مساعد المعادي للدرعية سنة 1186هـ الموافق لسنة 1772م.
قام الشريف سرور بن مساعد، الذي خلف الشريف أحمد بن سعيد، بمنع أتباع الدرعية من الحج حتى قَدَّم له إمام الدرعية، عبد العزيز بن محمد، هدايا ثمينة، وتودد له، فسمح لأتباع الدرعية بالحج سنة 1197هـ الموافق لسنة 1782م، ولسنة واحدة. روى ابن غنام الأحسائي المعاصر لتلك الحقبة ما قُدِم لشريف مكة في قوله: «وفيها أهدى عبد العزيز، حرسه الله تعالى، إلى سرور والي مكة المشرفة خيلا وركابا، وكرمه بذلك وشرفه، وقصده بذلك التشريف والإكرام، وإهدائه ذلك النفيس الذي هو أجل الحطام، الرخصة لأهل الدين والإسلام، في أداء واجب الافتراض والالتزام، خامس أركان هذا الدين، على التحقيق والجزم واليقين، الذي مُنِعُوه من سنين، وكانوا على قضائه متوجدين، فجاء الأمر منه في ذلك بالرخصة، فشمر المسلمين وانتهزوا الفرصة».
توفي الشريف سرور بن مساعد سنة 1202هـ الموافق لسنة 1787م، وخلفه أخوه الشريف غالب بن مساعد، والذي واصل سياسة سلفه، بل وقام بتجريد حملات كبيرة قاصداً إنهاء نفوذ الدرعية عسكريا بإيعاز من الدولة العثمانية؛ إذ كان ذلك بعد أن توسعت وامتد نفوذها لجبل شمر والأحساء المحاذيتين لمناطق نفوذ الدولة العثمانية. لاحقاً، سمح الشريف غالب بن مساعد بعد هزيمة وقعت عليه من أتباع الدرعية بالحج ودون انقطاع.

### دخول الحجاز في طاعة إمام الدرعية

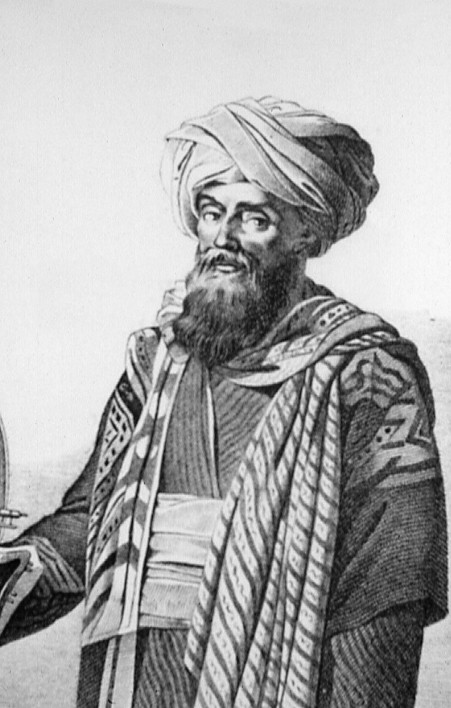
الرحالة الاسباني دومينغو فرانثيسكو باديا الذي شهد تسليم مكة بفتح أبوابها لإمام الدرعية سعود الكبير بن عبد العزيز في حج سنة 1221هـ.

في سنة 1217هـ الموافق لسنة 1802م، قدم على الدرعية صهر الشريف غالب بن مساعد، عثمان بن عبد الرحمن العدواني، وكان مبعوثاً من قِبَل الشريف غالب في مكة للتفاوض بعد أن لاقت الدعوة السلفية استحسان بعض قبائل الحجاز التابعة للشريف، وظهر جلياً خوفه من أن تنقلب عليه. تأثر عثمان العدواني أثناء إقامته بالدرعية بما يدعو إليه علماؤها؛ إذ انضم إليهم، وخلع ما كان عليه الشريف غالب والعثمانيين، وسار من نفس العام لضم الحجاز، ونشر الدعوة السلفية فيه. كان يرافقه سعود الكبير ابن الإمام عبد العزيز بن محمد مع عدد كبير من قوات الدرعية، وكان ذلك قبيل اغتيال إمام الدرعية عبد العزيز بن محمد.
هُزِم عسكر الشريف غالب بن مساعد من نفس العام في معركة العبيلاء، ثم اجتمع لدى عثمان العدواني من أهل البادية والحاضرة في نجد والحجاز الكثير، فتوجه بهم إلى الطائف وفيها الشريف غالب بن مساعد وقد تحصن واستعد لمنازلتهم، فحاصرها، فما كان من الشريف إلا أن ترك الطائف متوجهاً إلى مكة، فدخلها عثمان وأتباعه، وخضعت له جميع قراها وبواديها، فجمع الأخماس وبعثها إلى الدرعية؛ وعلى إثر ذلك تم تعينه أميراً على الحجاز تقديراً لصنيعه.
وفي سنة 1218هـ الموافق لسنة 1803م، خضعت أرياف الحجاز الجنوبية، ومن ثم حاصر عثمان العدواني عامل الدولة السعودية على الحجاز مع أتباعه مكة، ودخلها من دون قتال بعد خروج الشريف غالب بن مساعد إلى جدة، في حين هاجم سعود الكبير بن عبد العزيز جدة، فامتنعت عن السقوط، فانسحب لمناعة أسوارها على أن يعيد الكرة لاحقا. استغل الشريف غالب بن مساعد عودة سعود الكبير (بُوْيع إماماً إثر حادثة اغتيال أبيه من نفس السنة)، واستولى على مكة، في حين توجه عثمان العدواني إلى جدة وحاصرها دون طائل. دخل معظم أهل الحجاز في طاعة عثمان العدواني بعد أن تأثروا بالدعوة السلفية، وقد أقام عثمان حصناً منيعاً في المدرة، وجعل عليه أحد المخلصين له ليكون كتثبيت لسيطرته. استمر عثمان العدواني بمضايقة عسكر الشريف غالب بن مساعد ودارت بينهم وقائع كثيرة، تلاها صلح بين الدرعية والشريف غالب بن مساعد بعد أن ضيق علماء مكة على الشريف، فخضع الشريف غالب للدرعية، وعُيِن قائماً على مكة، فامتد نفوذ الدولة السعودية لمكة المكرمة وكان ذلك بعد أن بايع أهل المدينة المنورة إمام الدرعية وهدموا قباب القبور ناحيتهم سنة 1220هـ الموافق لسنة 1805م. وفي صفر من نفس السنة 1220هـ الموافق لسنة 1805م، هجمت قوات الدرعية على العساكر العثمانية في أكبر معسكراتهم بالحجاز، وهزمتهم، فدان الحجاز كاملاً للدولة السعودية، وبايعت بقية القبائل إمام الدرعية على السمع والطاعة وانتظم الأمر لسعود الكبير بن عبد العزيز.
أَرَّخْ الرحالة دومينغو فرانثيسكو باديا الإسباني أو علي بيك العباسي الذي كان قد قصد مكة قادماً من القاهرة في صورة حاج للاستقصاء بعد أن تناهت الأنباء عن خضوع الشريف غالب للدرعية سنة 1220هـ الموافق لسنة 1805م، والذي شهد تسليم مكة بفتح أبوابها لإمام الدرعية سعود الكبير بن عبد العزيز في حج سنة 1221هـ، ما نصه: «شاهدت رتلاً عسكرياً، يشكل طابوراً مكوناً من خمسة أو ستة آلاف شخص. كما بدى لي. متكدسين في طول السكة وعرضها، مما يستحيل معه الحركة، يتقدم القافلة اثنان من الفرسان المسلحين برماح طولها مترين، وتنتهي هذه القافلة بخمسة عشر أو عشرين ممتطين الخيول والجمال، يحملون الرماح بأيديهم كرفقائهم السابقين، ويلحظ أنهم لا يحملون أعلاماً ولا أبواقاً.. كان بعضهم خلال هذه المسيرة يرفعون أصواتهم بهذه المناسبة المقدسة، بينما آخرون يتلون الأدعية في صوت مرتفع ومبهم كل على طريقته؛ وفي هذا الوضع المشار إليه، صعدوا بانتظام إلى أعلى المدينة، وهناك تفرقوا على شكل فصائل.. وبعد مدة محدودة، رأيت جيشاً مؤلفاً من خمسة وأربعين ألفاً من الوهابيين، أكثرهم كانوا راكبين على الجمال، وفي معيتهم آلاف من الجمال الأخرى التي تحمل الماء والخيام والخشب للوقود والأعشاب الجافة لجمال القادة، ومجموعة تقدر بمئتين من الخيول التي تحمل الأعلام.. مرفوعة على الرماح، وقد قيل لي أن هؤلاء الخيالة ينتمون إلى القائد الثاني أبي نقطة؛ وقد لحظت سبعة أو ثمانية أعلام من راكبي الجمال بدون طبول ولا أبواق ولا أية أداة عسكرية أخرى، وبما أن هؤلاء الرجال جميعاً كانوا في ثياب الإحرام وكذلك قادتهم، تعذر عليّ تبين سعود.. إلا أن شيخاً جليلاً ذا لحية بيضاء طويلة يتقدمه العلم الملكي بدا لي أنه السلطان -الإمام-، وكان هذا العلم الملكي أخضر.. منقوش عليه بأحرف بيضاء ضخمة. ولم يلبث الجبل حتى اكتسى وما حوله من الأرض بجموع الوهابيين، وكان مشهدهم يملأ النفس ذعراً.. يطيعون زعماءهم طاعة عمياء، ويتحملون صامتين كل أنواع المشاق».

## تدخل الدولة العثمانية

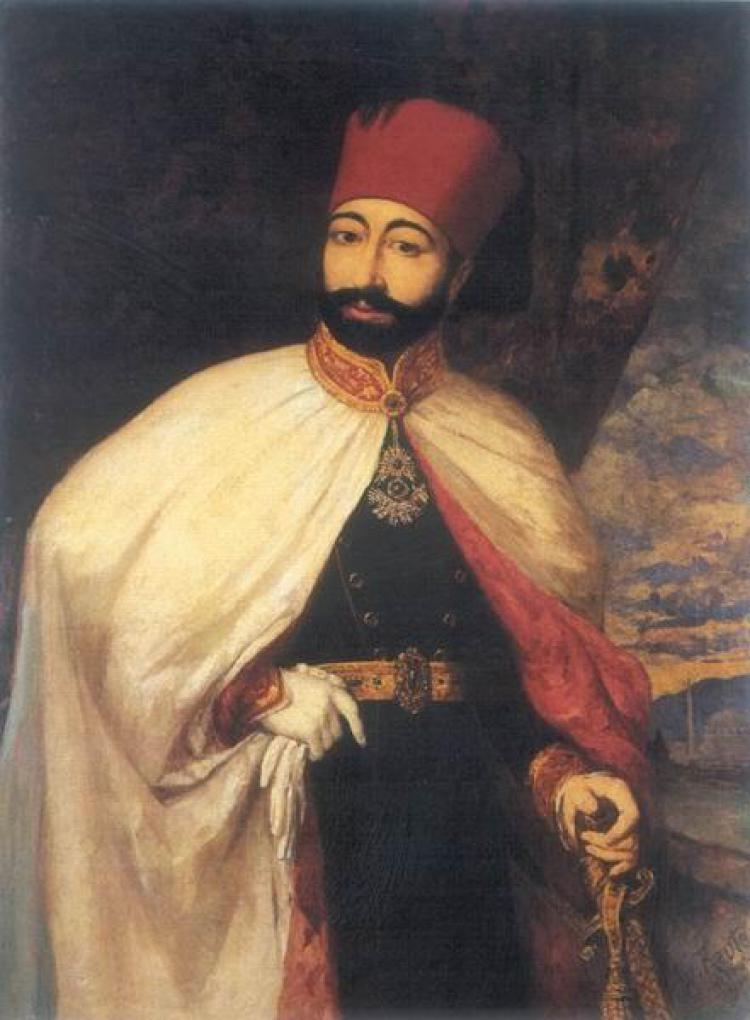
السلطان العثماني محمود الثاني.

### تدخل الدولة العثمانية عن طريق ولاة العراق والحجاز والشام
اختلفت نظرة الدولة العثمانية إلى الدولة السعودية باختلاف المكان الذي تمتد إليه. فنظرت الدولة العثمانية إلى الدولة السعودية ودعوتها، في نجد، على أنها انتفاضة محلية كعادة القبائل في المنطقة؛ لأن نجداً، في نظر الدولة العثمانية، إقليم بعيد عن مراكزها، الإستراتيجية والاقتصادية والعسكرية، في شبه الجزيرة العربية وخارجها. ومع أن الدولة العثمانية، أحست بأن الدعوة السلفية والدولة السعودية، تحَدٍ، ديني وسياسي، لها، إلا أن موقفها تجاههما كان مختلفاً. فحينما امتدتا إلى جبل شمر والأحساء وأصبحت الدولة السعودية تحاذي مناطق نفوذها كثيرًا، رأت الوقوف في وجه هذا التحول، فاتخذت موقفاً معادياً لهما. ورأت أن تستخدم عدة قوى سياسية في ضربهما. أصبح العراق العثماني مركزا لتجمع القوى المعارضة للدولة السعودية، بالإضافة لذلك قامت الدولة العثمانية بتجريد حملة ضد الدولة السعودية بقيادة ثويني بن عبد الله السعدون زعيم عشائر المنتفق بالعراق سنة 1201هـ/1786م، وقد تقدمت تلك الحملة واحتلت بلدة التنومة عنوة، ثم حاصرت بريدة إحدى بلدات القصيم، لكن ثويني بن عبد الله اضطر لرفع الحصار لاحقاً بعد أن سمع بوقوع الاضطرابات جنوب العراق، فقفل راجعاً إلى وطنه.
واصل العثمانيون دعمهم للخارجين على النفوذ السعودي، مما تسبب باندلاع الحرب السعودية المملوكية. وردا على ذلك الدعم المقدم من ناحية العراق العثماني لخصوم الدرعية ودعوتها، أغار الأمير سعود الكبير بن عبد العزيز على أرض الروضتين بين المطلاع وسفوان سنة 1203هـ/1788م في حملة تأديبية، إلا أنها لم توقف أو تحد من موقف العثمانيين في دعم المعارضين للنفوذ السعودي، حيث لجأ إلى العراق براك بن عبد المحسن السرداح سنة 1207هـ/1792م مما أغضب الدرعية.
وفي سنة 1205هـ/1790م، جهز الشريف غالب بن مساعد قائم مكة ووالي الحجاز، حملة ضخمة بإيعاز من الدولة العثمانية لضرب الدولة السعودية الناشئة في نجد وتدمير عاصمتها. قام الشريف غالب بتسيير حملته تحت قيادة أخيه الشريف عبد العزيز بن مساعد، وقوامها عشرة آلاف مقاتل مجهزة بالمدافع. وصلت تلك القوات لمنطقة السر في نجد، وأطبقت الحصار على حصن قصر بسام أربعة أشهر. كانت الدولة السعودية في فترة هجوم الشريف تلقي بكامل ثقلها على دولة آل حميد في الشرق، وما إن وصلها النبأ حتى سير عبد العزيز بن محمد قواته صوب منطقة السر لفك الحصار عن حاميته المرابطة بحصن قصر بسام. فقامت قوات الدرعية بتعقب قوات الشريف عبد العزيز بن مساعد وأوقعت فيها خسائر فادحة انسحب على إثرها الشريف عبد العزيز لقرب بلدة الشعراء في عالية نجد، مما دفع بالشريف غالب للمسير بنفسه ونجدة قواته، فسار من نفس العام وأطبق الحصار على بلدة الشعراء مع أخيه الشريف عبد العزيز وعجزا عن اقتحامها بعد شهر من حصارها. مع نقص المؤن واقتراب موسم الحج، آثر الشريف غالب رفع الحصار، فقفل راجعاً إلى الحجاز مع أخيه دون أي نتيجة تذكر. وفي سنة 1210هـ/1795م، أغار الشريف غالب بن مساعد على أتباع الدولة السعودية في عالية نجد قرب ماء ماسل، وأحدث فيهم مقتلة عظيمة وقد شجعه انتصاره على شن حملة جديدة من نفس العام أيضا إلا أنه هزم عند ماء الجمانية بعد أن بعث عبد العزيز بن محمد قوات لصده.
وفي سنة 1212هـ/1797م استغل الشريف غالب بن مساعد انشغال الدولة السعودية ناحية العراق، فشن هجوماً عاصفاً من جهة الحجاز غرباً على القبائل التي اعتنقت الدعوة السلفية في رَنْيَة وبِيْشَة بإيعاز من الدولة العثمانية، مما دفع بعبد العزيز بن محمد لإرسال بعض قواته لنجدتهم.
بعد مقتل ثويني بن عبد الله وهزيمة قواته سنة 1211هـ/1796م، جهز والي بغداد حملة جديدة من اثني عشر ألفاً من المقاتلين بقيادة نائب والي بغداد، الكتخدا علي باشا وضمت فيها الجند المدرب والمدافع، وقوة من العشائر جنوب العراق، وسيرتها سنة 1213هـ/1798م نحو الأحساء براً وبحراً، إلا أنها عجزت عن اقتحام حصون الأحساء، ودب اليأس في قواتها مع طول الحصار، فقفلت راجعة إلى العراق. عندها أسرع سعود الكبير بن عبد العزيز في تخريب آبار الماء على طول الدرب وأقام معسكره عند ماء ثاج شمال الأحساء ليمنعهم عنه. وقد قامت مناوشات بين الطرفين عند الماء، وانسحب على إثرها الكتخدا علي باشا دون أي طائل. لم تحقق تلك الحملات أهدافها في القضاء على إمامة الدرعية إلا أنها استنزفتها قَبْل الحملة العثمانية المصرية لاحقاً؛ إذ امتدت النزاعات مع ولاة العراق حتى سنة 1226هـ/1811م.
يُذْكر أن تلك الأعمال والحملات العثمانية على الدولة السعودية كانت سبباً في اندلاع الحرب السعودية المملوكية، حيث أصبح العراق العثماني في فترة ولاته المماليك مركزا لتجمع المعارضين للنفوذ السعودي ومصدر تهديد لأقاصي مناطق هذا النفوذ شرقاً وشمالاً. لذا، أغار سعود الكبير بن عبد العزيز على الزبير والبصرة وسوق الشيوخ والسماوة والنجف وكربلاء وعانة وبواديهم، وكررها مراراً، وكان ذلك ما بين سنتي 1797م-1811م. عمل سعود الكبير فيها على جمع قواته من أهل البادية والحاضرة على حدود العراق، والتوغل معهم قاصداً بلدات العراق على نهر الفرات؛ ليقضي على فرصتهم في أن يغيروا عليه في جيوبه المتفرقة كما كان يحدث معه سابقاً. أوكلت الدولة العثمانية لاحقاً لوالي الشام، عبد الله باشا العظم، مهمة القضاء عليه، إلا أنه لم يقم بأي عمل فعال بحجة ضعف قواته، فعزلته، وعينت مكانه كنج يوسف باشا الذي اكتفى بالتحريض على دعوة الدرعية، والاستعداد لغزو مناطقها المتاخمة لحدود إيالته سنة 1224هـ الموافق لسنة 1809م؛ وكان ذلك إبان انشغال الدرعية بأحداث إنزال الحملة البريطانية الثانية على شواطئها في خورفكان ورأس الخيمة وما حولهما سنة 1224هـ الموافق لسنة 1809م. بعث سعود الكبير بن عبد العزيز برسالة لكنج يوسف باشا لاحقاً، كما سير حملة كبيرة عليه سنة 1225هـ الموافق لسنة 1810م، أغار فيها على القبائل حول بصرى والمزيريب، وتنقل بنفسه على رأس قواته في سهل حوران، ووصل لماء الفيجة وجبل الشيخ؛ مما أغضب السلطان العثماني الذي عزل كنج يوسف باشا وعين مكانه سليمان باشا على أن ينسق مع والي مصر محمد علي باشا جهودهما ضد الدرعية.
بالرغم من أن الدولة العثمانية لم تكن يومًا مستقرة في الحجاز إلا ان قيام الدولة السعودية الأولى كان بمثابة تهديد خطير لمكانتها، كون نمو تلك الدولة الجديدة لم يكن مجرد حركة انفصالية عادية. لهذا كلفت حكومة الأستانة ولاتها في العراق والشام لحشد جيوشهم للقضاء على تلك الحركة، فكان سليمان باشا والي بغداد هو أول من حاول القيام بتلك المهمة فكانت حملة سنة 1797 الفاشلة. وبعدها توجه السلطان سليم الثالث إلى ولاة الشام، ولكنهم لم يحققوا ماكان يرجو منهم في القضاء على الدعوة الوهابية. ومن بعده أتى السلطان محمود الثاني (1808-1839) الذي لاحظ عجز قدرة ولاته في الشام والعراق في القضاء على الوهابيين وطرد آل سعود من الحجاز، فاتجه إلى والي مصر يطلب منه استخلاص الأراضي الحجازية من آل سعود، كما انه لم يتوان عن تقديم المساعدات له، وألح عليه في الإعداد لهذه الحملة عدة مرات بعد تذرع محمد علي باشا بحجج مختلفة، وبالآخر وافق محمد علي على القيام بتلك المهمة.
ورغم أن محمد علي لم يظهر رغبة بالتوسع في الجزيرة العربية، إلا أنه رأى في حملة الحجاز عدة فوائد: فالأولى هي استجابة لأمر السلطان لإخماد الثورة الوهابية، ثم فرصة سانحة في التخلص من طوائف الجنود الدلاة والألبان والأرناؤوط المضطربة وغير النظامية في جيشه، وكذلك التخلص من بعض التزاماته المالية تجاه الباب العالي بحجة أن الحملة تحتاج إلى أموال يعجز عن سدادها، وكذلك الحاحه في طلب الأموال والمهمات الحربية ومدافع للجيش من السلطان العثماني. وأيضا تمثل تلك الحملة فرصة نادرة تُطلق يده في فرض الضرائب والإتاوات على الشعب الذي لن يتذمر منها لأن تلك الحرب ستكون مقدسة لاسترداد الحرمين وتأمين طريق الحج، وباسترداده الأماكن المقدسة سيكسبه مكانة عالية وسمعة طيبة في العالم الإسلامي.

### الحملة الأولى (1811م - 1813م)
اتخذ محمد علي باشا معسكراً بالقرب من القاهرة لإعداد حملته، وعقد لواءها لابنه طوسون باشا يرافقه فيها كبار قادته، ولما وقعت مذبحة المماليك بالقلعة، بدأ محمد علي باشا في حشد المقاتلين والعتاد كثيرًا، وقطع في ذلك ستة أشهر ونصف الشهر إلى أن صارت على أهبة الرحيل. بلغ عدد رجال الحملة المسيرين في أولها ثمانية آلاف مقاتل نظامي فقط، كما ارتفع العدد في الحجاز إلى أن بلغ أربعة عشر ألف مقاتل؛ إذ دخلت فيهم قوات غير نظامية من العربان.

#### معارك ينبع والسويق وبدر
في شعبان سنة 1226هـ/سبتمبر 1811م، بدأ محمد علي باشا في تسيير قواته ناحية الحجاز، وكان خط سير الحملة أن تتحرك السفن بالجنود المشاة من ثغر السويس إلى ينبع البحر، أما الفرسان وعلى رأسهم طوسون باشا فيسيرون براً مع مواشيهم وجمالهم المحملة بالمؤن والسلاح عن طريق برزخ السويس فالعقبة حتى يبلغوا ينبع البحر فيلتقوا بالمشاة بها ومن هناك يزحف الجمع إلى المدينة المنورة. وصلت السفن العثمانية بعد شهر من تحركها بلدة ينبع البحر واستولت عليها، وقد كان فيها حامية صغيرة؛ إذ انسحب أميرها الموالي للدولة السعودية الشريف جابر بن جبارة بعد أن خسر ثلاثمائة من أتباعه. أسرع الشريف ابن جبارة في إعلام أمير المدينة المنورة المعين من قِبَل الدولة السعودية مسعود بن مضيان الحربي، ليبعث الأخير برسالة لسعود الكبير بن عبدالعزيز بالدرعية يعلمه فيها عن هذا الإنزال، ويعلمه عن القوات الأخرى التي تسير بمحاذاة الساحل براً والتي أخذت في استمالة أبناء القبائل بالهدايا والأموال في طريقها إلى ينبع البحر.
روى عبدالرحمن الجبرتي المؤرخ المصري المعاصر لتلك الحقبة ما جرى لأهل البلدة وأحداثها، بقوله: «وردت الأخبار بأن عساكر البحرية ملكوا ينبع البحر، ونهبوا ما كان فيه من ودائع التجار، وذلك أنه كان بمرساة ينبع عدة مراكب وأدوات.. ونهبوا كل ما كان بينبع من الودائع والأموال والأقمشة والبن، وسبوا النساء والبنات الكائنات بالبندر، وأخذوهن أسرى، ويبيعوهن على بعضهم البعض، ووصل المبشرون بذلك.. فضربوا لذلك مدافع من القلعة كثيرة، وعملوا شنكا، وطافت المبشرون على بيوت الأعيان ليأخذوا منهم البقاشيش، وأرسلوا بتلك البشارة شخصا معينا كبيرا إلى إسطنبول، يبشرون أهل الدولة وسلطان الإسلام، وكان ذلك أول فتح حصل».
وفي نوفمبر من نفس السنة، وصل طوسون باشا بفرسانه إلى ينبع البحر حيث التقى بقواته المشاة فيها، وسار منها مع قادته قاصداً ينبع البر. وفي طريقه أغار عليه الشريف ابن جبارة مع مسعود بن مضيان الحربي ليمنعاه من بلوغها، فهزمهما؛ إذ أهلك ألف من أتباعهما تحت ضربات المدافع ودخل ينبع البر سلماً. فسارع مسعود بن مضيان الحربي في الانضمام لقوات الدرعية الرئيسية والتي بدأت في حفر خندق في أحد خيوف وادي الصفراء في الطريق الرابط ما بين المدينة وينبع للإيقاع بالقوات العثمانية. لاحقاً، واصلت الحملة العثمانية سيرها نحو المدينة المنورة، تعاونها جموع من القبائل التي استمالها طوسون باشا بالهدايا والأموال. وتمكنت، بعد اشتباكات يسيرة مع الشريف ابن جبارة من الاستيلاء على السويق، كما أخضعت بدر.
روى عبدالرحمن الجبرتي عن دخول طوسون باشا ينبع البر، وإخضاع السويق، واشتباكات طلائع الجيشين قرب وادي الصفراء، ما نصه: «وصلت هجانة ومعهم رؤوس قتلى ومكاتبات مؤرخة في منتصف شهر القعدة، مضمونها: أنهم وصلوا إلى ينبع البر في الحادي والعشرين شوال.. وأنَّهم ملكوا قرية ابن جبارة من الوهابية، وتسمى قرية السويق، وفر ابن جبارة هاربا، وحضرت عربان كثيرة وقابلوا ابن الباشا.. وأنَّه ورد عليهم خبر ليلة أربعة عشر شهره -ذي الحجة-، بأن جماعة من كبار الوهابية حضروا بنحو سبعة آلاف خيال وفيهم عبدالله بن سعود، وعثمان.. ومعهم مشاة، وقصدوا أن يدهموا العرضى على حين غفلة.. ووقع بينهم القتال والوهابية يقولون: «هاه يا مشركون»، وانجلت الحرب عن هزيمة الوهابية.. وكانت الحرب بينهم مقدار ساعتين». كما قال عن مصير بدر التي خضعت قَبْل اشتباكات الطلائع، ما نصه: «ولما وصلوا بدرا واستولوا عليها.. نهبوهم وأخذوا نساءهم وبناتهم وأولادهم وكتبهم، فكانوا يفعلون فيهم ويبيعونهم من بعضهم لبعض».

#### معركة وادي الصفراء
وفي أواخر ديسمبر من نفس السنة، زحف طوسون باشا وقادته نحو المدينة المنورة، وكان قد أعد لهم عبدالله ابن الإمام سعود الكبير كميناً في أحد خيوف وادي الصفراء الضيقة في طريقهم للمدينة المنورة بعد أن اتفق الرأي مع من معه على حفر خندق وتعبئة قواتهم عنده، فصار عند الخندق أهل نجد بقيادة عبدالله بن سعود الكبير، وفي الجبال فوق الخندق أهل الحجاز وعسير وعليهم عامل الدولة السعودية على الحجاز عثمان بن عبدالرحمن العدواني؛ كما عمل أيضا على وضع بعض التحصينات الصغيرة لتأخير تقدمهم.
روى عبدالرحمن الجبرتي المؤرخ المصري في تاريخه، أنه عندما وصلت قوات طوسون باشا لاحقاً، نصبت خيامها بالصفراء قرب الجبال، وأرزت خيولهم، فأخذوا يرمون من في الوادي وتقدموا؛ إذ أخذوا يحاربون على المتراس الأول حتى أخذوه، ومن بعده سقط الثاني ودخلوا لعمق الوادي.
عندها تقدم عثمان بن عبدالرحمن العدواني ومسعود بن مضيان الحربي بأهل الحجاز ومن معهم من فوق الخندق ورموهم، كما كسروا بعض قوات طوسون باشا التي سبق أن صعدت بعض أطراف الجبال، فتراجعت قوات طوسون باشا للأسفل والحرب لا تزال قائمة فيه، فانهزموا؛ عندها اندفعت قوات عبدالله بن سعود الكبير وراءهم بقلب الوادي وأوقعت فيهم خسائر فادحة في اليوم الثالث والأخير للمعركة. خسرت الدولة السعودية اثنين من كبار قادة الخيالة في صفوفها، هما: شيخ شمل قحطان هادي بن قرملة القحطاني، ومانع بن وحير العجمي، إلا أنها لم تخسر من قواتها البالغة ثمانية عشر ألفاً أكثر من ستمائة إلى ألف وستمائة مقاتل مما عد هزيمة شنيعة للحملة العثمانية الجديدة.

#### عبور طوسون باشا وادي الصفراء
فر طوسون باشا بعد الهزيمة في الصفراء مع من بقي حياً من قواته قاصداً ينبع البحر، وتحصن بها؛ إذ لم يعد معه من عساكره سوى ثلاثة آلاف مقاتل من أصل ثمانية آلاف مقاتل نظامي والتي لم يدخل فيها القوات الغير نظامية التي نجح في استمالتها وحاربت معه وتشتت شملها، فأسرع في طلب المدد.
وصلت أنباء هذه الهزيمة لاحقاً إلى محمد علي باشا، ونسبها طوسون باشا إلى اختلاف قواده وتقصيرهم، وطلب المدد كي يسد الفراغ الذي وقع في صفوف قواته، فتأثر محمد علي باشا لهذه الهزيمة، وأرسل يستدعي قادته المسؤولين عنها، ورجع بعضهم إلى مصر من تلقاء أنفسهم، فغضب عليهم محمد علي باشا وأقصاهم من مراكزهم ونفاهم من مصر، وكان منهم صالح قوج رئيس الجند الأرنؤوط والذي كان له شأن كبير في مذبحة المماليك بالقلعة. اضطر محمد علي باشا للقيام بنفقات الحملة إلى فرض ضرائب جديدة وكبيرة أمكنته أن يمون منها قواته في فترة وجيزة، كما اختار لقيادتها خيرة رجالاته.
وفي سنة 1227هـ/1812م، قدم من مصر عن طريق البحر أحمد بونابرت مع الأموال والعدد والعدة في خمسة عشر ألفاً من المقاتلين بالإضافة لثلاثة آلاف مقاتل من المغاربة جهزهم محمد علي باشا دعما للقوات المرابطة في ينبع البحر والتي عليها ابنه طوسون باشا. تحركت تلك الجموع النظامية بعد تأمين ينبع البحر إلى المدينة المنورة، وقد استولت في طريقها على وادي الصفراء وبلدات حرب حوله وغيرها دون قتال باستمالة أهلها وأحلافهم بالهدايا والمال مع الخُلَع لشيوخ العشائر.

#### معركة المدينة المنورة
وصلت القوات العثمانية إلى المدينة المنورة في منتصف شوال سنة 1227هـ/1812م، وضربت عليها الحصار، وسدت عنها الماء، ونصبت عليها المدافع والقنابر الكبار، وهدمت ناحية قلعة البلد؛ ذلك أنه عندما استعصت المدينة بأسوارها وقوة تحصيناتها أمر طوسون باشا قواته بحفر سراديب تحت سور المدينة ناحية قلعة البلد وثوروا فيها البارود وأشعلوا فيها النار، فانهار السور، وانقضت القوات العثمانية على من كان فيها. وقد كان بالمدينة المنورة من الحامية التابعة للدرعية عدد من أهل نواحيها جعلهم فيها إمامها سعود الكبير بن عبد العزيز أثناء قفوله من الحج سنة 1226هـ/1811م، حيث وضع فيها سبعة آلاف مقاتل إلى جانب القوات المرابطة فيها من أهلها تحسبا لهجوم محتمل. في تلك الأثناء، قام بعض من كان يسكن المدينة بفتح باب البلد، فانكسرت القوات السعودية المرابطة فيها، وانهارت صفوفها، وكثر الرمي والقتل فيهم عند فجوة السور المنهار ومن داخل البلد، فانحازوا لقلعة المدينة المحصنة وذلك لتسعة مضين من ذي القعدة. فأخذت قوات طوسون باشا في ضرب القلعة بالمدافع حتى طلب من كان فيها المصالحة بعد أيام فأنزلوهم منها بالأمان على أن يغادروا المدينة فغادروها بعد شهر من بدأ المعركة التي امتدت من منتصف شهر شوال إلى منتصف شهر ذي القعدة تقريبا، وقد مات بعد خروجهم الكثير مرضا أو جوعا، كما خسرت الدرعية ثلثي عسكرها المكلف بحماية المدينة.
روى بركهارت مؤرخ حملات محمد علي باشا في تاريخه، ما قام به أحمد بونابرت بعد المعركة، ما نصه: «جمع أحمد، بأسلوب الوندال الحقيقي، جماجم كل الوهابيين الذين قتلوا في المدينة، فكون منها برجاً في الطريق الرئيسية إلى ينبع، ووضع حرساً قربه. ومع ذلك نجح العرب، وحتى سكان المدينة، من وقت إلى آخر في إزالة ذلك التذكار المرعب. وحين وصلت إلى المدينة.. لم يكن قد بقي منه إلا القليل».
روى عبدالرحمن الجبرتي عن مصير عامل الدولة السعودية على المدينة المنورة، مسعود بن مضيان الحربي، وما جرى له عند وصوله إلى الأستانة أسيراً، ما نصه: «وقعت كائنة لطيف باشا، وذلك أن المذكور مملوك الباشا أهداه له عارف بيك.. فلما حصلت النصرة للعسكر واستولوا على المدينة، وأتوا بمفاتيح زعموا أنها مفاتيح المدينة كان هو المتعين بها للسفر للديار الرومية بالبشارة للدولة، وأرسلوا صحبته مضيان الذي كان متأمراً بالمدينة، ولما وصل إلى دار السلطنة، ووصلت أخباره احتفل أهل الدولة بشأنه احتفالا زائدا، ونزلوا لملاقاته في المركب في مسافة بعيدة، ودخلوا إلى إسلامبول في موكب جليل وأبهة عظيمة إلى الغاية.. وكان يوم دخوله يوما مشهودا، وقتلوا مضيان المذكور في ذلك اليوم، وعلقوه على باب السراية، وعملوا شنانك ومدافع وأفراحا وولائم».

#### تحصينات مكة المكرمة
وفي الأواخر من نفس السنة 1227هـ/1812م، حج إمام الدولة السعودية سعود الكبير حجته التاسعة والأخيرة وقد بلغه سقوط المدينة المنورة قَبْل دخول مكة المكرمة، فاجتمع عليه أهل الأحساء وعمان ونجد والحجاز وتهامة وغيرهم، والتقى بابنه عبدالله، وأمره أن ينزل بمن معه وادي مرّ بالقرب من مكة شمالاً لحمايتها ولتكون مكة قاعدة يجتمعون فيها إن انهزموا؛ كما اجتمع بشريف مكة غالب بن مساعد مرارا وأهدى إليه هدايا وأعطاه عطايا جزيلة كما أخذ عليه العهد أن لا يخونه أو يغدر به؛ كما كسى الكعبة المشرفة بالديباج والقيلان الأسود والحرير ووضع بمكة بعض الجند المخلصين له ورجع إلى عاصمته الدرعية للتحضير لمعاقبة القبائل التي غدرت به حديثا والتي سَلَّمَت واِنْفَضت عن مواقعها المحصنة بين ينبع والمدينة المنورة كموقع وادي الصفراء الإستراتيجي.

#### الشريف غالب يغدر بسعود الكبير ووقوع معركتي الحِنَاكِية وتْرُبَة
بعد انقضاء موسم الحج وعودة سعود الكبير إلى الدرعية، قام الشريف غالب بن مساعد بمراسلة قوات محمد علي باشا عارضا عليهم تسليم جدة ومكة دون قتال؛ عندها وقع بعبدالله بن سعود الكبير ما أوحشه من الشريف غالب بن مساعد وأحس بغدر الأخير، فاستظهر جنوده المخلصين له بمكة وعجلوا بالخروج منها. عندها قام إمام الدولة السعودية سعود الكبير بتجريد حملتين إحداهما بقيادة ابنه فيصل بن سعود الكبير لدعم المرابطين جهة مكة الذين جَدَّ الشريف غالب في طلبهم، والذين تنقلوا بين العبيلاء والطائف (دخلها أتباع الشريف في شهر صفر) ورَنْيَة واستقروا بتْرُبَة. والأُخْرى خرج هو على رأسها من عشرين ألفاً في آخر ربيع سنة 1228هـ/1813م قاصداً جهة المدينة المنورة لمعاقبة القبائل التي غدرت به ولمحاولة قطع الطريق بين المدينة المنورة والإمدادات القادمة من ناحية مصر، فنزل الحِنَاكِية شرق المدينة المنورة وهزم حامية طوسون باشا فيها واستردها، ثم سار منها حتى بلغ جبل أحد، فأغارت عليه الخيالة العثمانية وحاولت استدراجه لأسوار المدينة المنورة وعليها أحمد بونابرت فلم تفلح، وواصل مهاجمة القبائل التي غدرت به حتى بلغ الصفراء فأحرق نخيلها، ثم سار في الحرة ونزل على أهل بلدة السوارقية فهزمهم وقطع نخيلهم. في تلك الأثناء، وفي شهر شعبان، اكتمل جمع طوسون باشا ومصطفى بيك مع الشريف غالب في مكة بعد أن وصلت السفن العثمانية جدة الساحلية من ناحية مصر محملة بالمؤن الكبيرة. خرج مصطفى بيك لاحقاً قاصداً تْرُبَة شرق الطائف؛ البلدة المحصنة التي استقر فيها المرابطة من أتباع الدرعية بعد خروجهم من مكة والتي قصدها فيصل بن سعود الكبير لدعم من استعصم بها. فحاصرها مصطفى بيك لثلاثة أيام وأخذ في ضربها بالمدافع حتى أقبل مدد من أهل بِيْشَة وغيرهم لفك الحصار، فناوشوا قواته حتى أوقعوها في أحد الكمائن وكسروها. ففر مصطفى بيك أخيرا إلى الطائف واحتمى بها. أرسل طوسون باشا إلى أبيه لاحقاً، يخبره بأمر هزيمة قواتهم في تْرُبَة، وأنه يجهل مصير الحامية في الحِنَاكِية لسيطرة سعود الكبير بن عبدالعزيز على الطرق الموصلة لها، وأنه خشي أن تنكث العربان عهودها، وتنقلب عليه. وألح على أبيه في سرعة إرسال نجدة إليه. لذا، قرر محمد علي باشا أن يتولى قيادة قواته بنفسه وسار إلى الحجاز سنة 1228هـ/1813م.
بلغت خسائر الحملة العثمانية في دورها الأول على الحجاز نحو ثمانية آلاف مقاتل نظامي، كما خسرت من مؤونتها نحو خمسة وعشرين ألف رأس من الماشية، وكلفت الحملة إلى ذلك الحين 35 مليون فرنك. في حين خسرت الدولة السعودية مناطق مهمة في الحجاز، مثل: وادي الصفراء الإستراتيجي، والطائف، وميناء جدة، وفقدت الحرمين الشريفين. كما خسرت في أقصى جنوبها الشرقي أجزاء كبيرة من عمان، إثر مقتل قائدها هناك، مطلق بن محمد المطيري، والذي قتل في بلدة الواصل عقب ثورة اندلعت أثناء انشغال الدرعية بأحداث الحجاز، كما فشلت الحملة التي بعثها إمامها سعود الكبير بقيادة عبد الله بن مزروع التميمي لوقف التراجع على الجبهة العمانية سنة 1813م، كما توفي أبرز حلفائها الشيخ حميد بن ناصر الغافري العماني، مما دفع بقواتها للتحصن في البريمي حتى سنة 1233هـ/1818م. خسرت الدولة السعودية أيضا عاملها على الحجاز، عثمان بن عبد الرحمن العدواني، حيث غُدِر به وأُسِر من قِبَل بعض العربان الذين نجح طوسون باشا في استمالتهم بالأموال قرب العبيلاء، وبتدبير الشريف غالب، فَسُلم للقوات العثمانية، وأُرْسل إلى القاهرة ومنها إلى الأستانة. وقد روى عبد الرحمن الجبرتي المؤرخ المصري المعاصر لتلك الحقبة قصته، بقوله: «كان أعظم أعوانهم وهو الذي كان يحارب لهم ويقاتل ويجمع قبائل العربان ويدعوهم عدة سنين ويوجه السرايا على المخالفين ونما أمره واشتهر لذلك ذكره في الأقطار»، إلى أن قال: «واستهل شهر ذي القعدة بيوم الثلاثاء سنة 1228 وفي خامس عشره، وصل عثمان.. صحبة المتسفرين معه إلى الريدانية آخر الليل، وأشيع ذلك، فلما طلعت الشمس ضربوا مدافع من القلعة إعلاما وسروراً بوصوله أسيراً، وركب صالح بيك السلحدار في عدة كبيرة، وخرجوا لملاقاته، وإحضاره، فلما واجهه صالح بيك نزع من عنقه الحديد، وأركبه هجيناً، ودخل به إلى المدينة وأمامه الجاويشية والقواسة الأتراك، وبأيديهم العصي المفضضة، وخلفه صالح بيك وطوائفه، وطلعوا به إلى القلعة، وأدخله إلى مجلس كتخدا بيك وصحبه حسن باشا وطاهر باشا وباقي أعيانهم، ونجيب أفندي قبي كتخدا الباشا ووكيله بباب الدولة، وكان متأخرا عن السفر، ينتظر قدوم المضايفي -عثمان- ليأخذه بصحبته إلى دار السلطنة، فلما دخل عليهم أجلسوه معهم فحدثوه ساعة، وهو يجيبهم من جنس كلامهم بأحسن خطاب، وأفصح جواب، وفيه سكون وتؤدة في الخطاب، وظاهر عليه آثار الإمارة والحشمة والنجابة، ومعرفة مواقع الكلام، حتى قال الجماعة لبعضهم البعض: «يا أسفاً على مثل هذا، إذا ذهب إلى إسلامبول يقتلونه»، ولم يزل يتحدث معهم حصة، ثم أحضروا الطعام فواكلهم، ثم أخذه كتخدا بيك إلى منزله، فأقام عنده مكرماً ثلاثة حتى تمم نجيب أفندي أشغاله، فأركبوه وتوجهوا به إلى بولاق، وأنزلوه في السفينة مع نجيب أفندي، ووضعوا في عنقه الجنزير وانحدروا طالبين الديار الرومية، وذلك يوم الإثنين حادي عشرينه».

### الحملة الثانية (1813م - 1816م)

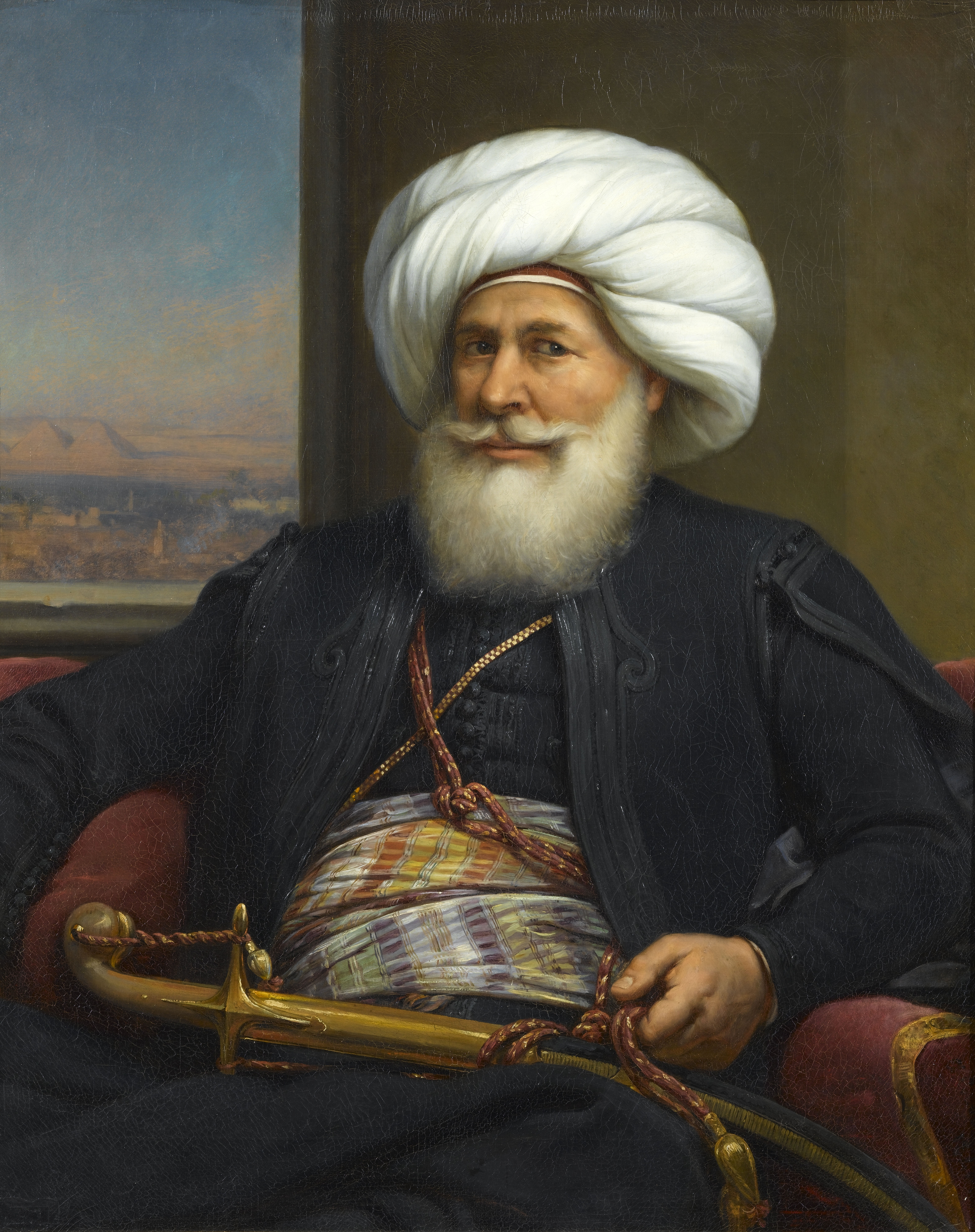
نزل محمد علي باشا الحجاز وقاد قواته سنة 1813م.

وصل محمد علي باشا ميناء جدة مع أربعة آلاف مقاتل نظامي، وقاد قواته في ذي القعدة سنة 1228هـ/نوفمبر 1813م، وكان ذلك بعد التراجع الذي لحق بطوسون باشا ومصطفى بيك على جبهتي الحِنَاكِية وتْرُبَة سنة 1813م. ومنذ وصوله إلى جدة، بدأ بالتخطيط للمرحلة المقبلة من الحرب، مع تجهيز قواته لمواجهة جيش الدولة السعودية الرئيس، وحسم الأمر في معركة فاصلة. كما اتخذ عدداً من الإجراءات المهمة، كتخفيف الضرائب المفروضة على العربان، ليقضي على أي تذمر بينهم، وصرف أعطيات شهرية، لمن أسندت إليه منهم عمليات حفظ الأمن. وجعل ثغر جدة، هو المستودع الأساسي للعتاد الحربي. ورتب وسائل نقل العتاد والمؤن، إلى الداخل. واتصل بسلطان مسقط، واستأجر عشرين سفينة لنقل المؤن، لمدة سنة كاملة. وأقام مجموعة من الحاميات، في النقط المهمة إلى جانب من انضم له من العربان، خشية عامل المفاجأة.

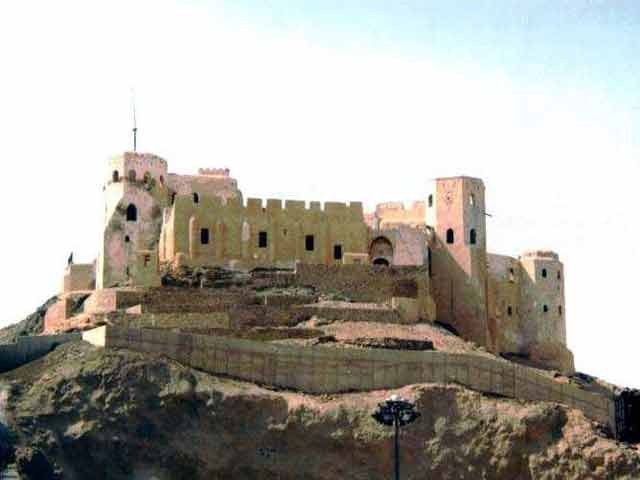
قصر الشريف غالب بن مساعد (أجياد) سنة 1999م.

وبعد التخطيط للقتال، أرسل محمد علي باشا، ابنه طوسون باشا، الذي اتخذ من الطائف مقراً لقيادته، على رأس قوات يصحبها الشريف راجح، أحد كبار الأشراف وشجعانهم، وتوجهوا نحو تْرُبَة. في حين توجه محمد علي نفسه إلى مكة وألقى القبض على الشريف غالب بن مساعد؛ لأنه ارتاب في مسلكه، ورأى أنه من أسباب تقدم أتباع الدرعية. كما صادر أمواله، وبعث به إلى القاهرة في ذي الحجة سنة 1228هـ/ديسمبر 1813م. ومن القاهرة، نقل الشريف غالب ناحية الأناضول، ثم نفي إلى سالونيك، وظل فيها حتى توفي أواخر سنة 1231هـ/1816م.
روى ابن بِشر عن ما فعله محمد علي باشا في الشريف غالب وأحداثها، بقوله: «فلما دخل مكة واستقر به القرار فيها سار إليه غالب الشريف للتهنئة. فأكرمه محمد علي وأعظمه وأعطاه جزيلاً وفعل معه بالظاهر فعلاً جميلاً، وكان قصده غيره ذلك. فلما ضبط محمد علي مكة بالعساكر وزاره الشريف على عادته أمسكه وقيده وحبسه وأحاط بجميع ما يملك من الأموال والأثاث والمتاع والحلقة والكراع والمماليك، وأخذ جميع ما في خزائنه من الذهب والفضة وغير ذلك مما يعجز عنه الحصر، وأخرج حرمه وعياله من قصر أجياد المعروف في مكة، واستولى عليه».

#### معركة تْرُبَة الثانية

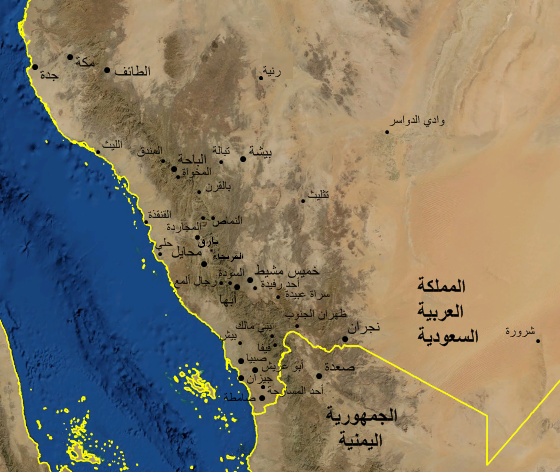
المناطق التي شهدت الدور الثاني من حرب محمد علي باشا ضد الدولة السعودية حيث تقع تْرُبَة ما بين الطَّائِف ورَنْيَة، وتبدو القُنْفُذَة على ساحل البحر الأحمر، في حين تمتد بلدات زهران حول المندق.

سار طوسون باشا وقادته على رأس ستة آلاف مقاتل إلى تْرُبَة، البلدة المحصنة شرقي الطائف، وانضم إليهم عند بلوغهم إياها جموع من أبناء البوادي التي تم استمالتها، وجرت معارك كبيرة على أسوارها عمد فيها طوسون باشا إلى ضرب تْرُبَة بالمدافع، كما حاولت قواته تسلق أسوارها دون جدوى. استعصت البلدة، وصمدت، وكان ردءاً لأهلها قائد خيالة الدرعية، غصاب بن شرعان العتيبي، كما كان عليها أمير تْرُبَة، رشيد بن جرشان البقمي، كما شاركت أرملة سلفه حمد بن عبد الله البقمي، غالية بنت عبد الرحمن البقمية، في تمويل قوات البلدة بأموالها، وهي أيضا التي أخفت نبأ وفاة زوجها أثناء معركة تْرُبَة الأولى حتى ظُنَّ أنها قائدة للبلدة. لاحقاً، حملت القوات المتحصنة بتْرُبَة على قوات طوسون باشا؛ إذ أجبرتها على الانسحاب إلى الطائف والتحصن بها. نتج عن هذه الهزيمة انشقاق الشريف راجح الذي فضل التواصل مع غصاب العتيبي، والدخول في طاعتهم. كما فر قائم مكة المعين من قِبَل محمد علي باشا، الشريف يحيى بن سرور، والذي كان قد فر واستعصم بعسير خوفاً من أن يشك به محمد علي باشا كما حصل مع الشريف غالب بن مساعد من قَبْل، إلا أن محمد علي باشا استطاع لاحقاً استمالته وطمأنته.
روى ابن بِشر المعاصر لتلك الحقبة أحداث معركة تْرُبَة في قوله: «ثم إن محمد علي سير ابنه طوسون بالعساكر العظيمة والجموع الكثيرة إلى جهة الحجاز واليمن، وكان أدنى ما يليهم تربة، وكان قد أحصنها سعود بالبناء وأعد فيها عدة للحصار ومرابطة، واستنفر أهل الحجاز وأمرهم أن ينزلوا حولها مرابطة لها، ثم أقبل طوسون ومن معه من العساكر والجموع ونازلوا أهل بلد تربة وحاصروها نحو أربعة أيام، ونصبوا المدافع والقنابر ورموها رمياً كثيراً فلم يؤثر فيها شيئاً، وأنزل الله الرعب به وبعساكره ورحل عنها بعدما قتل من قومه قتلى كثيرة»؛ كما قال أيضا عن قيادة غصاب لجبهة تْرُبَة وغاراته على البوادي التي تعاونت مع محمد علي باشا حولها: «قدم غصاب تربة وأقام فيها نحو سنة يقاتل الروم والبوادي». في حين روى عبدالرحمن الجبرتي أحداث معركة تْرُبَة في قوله: «والذي أخبر به المخبرون عن الباشا وعساكره أن طوسون باشا وعابدين بيك ركبوا بعساكرهم على ناحية تربة التي بها المرأة التي يقال لها غالية، فوقعت بينهم حروب ثمانية أيام ثم رجعوا منهزمين ولم يظفروا بطائل».
روى ابن بِشر عن انضمام الشريف راجح لغصاب العتيبي وتخطيطهم للإيقاع بمحمد علي باشا بمكة، ما نصه: «ثم دخلت السنة التاسعة والعشرون بعد المائتين والألف، ومحمد علي صاحب مصر في مكة على الحال المذكورة، ورجع إليه عساكره الذين حاصروا بلد تربة، فلما رجعوا دخل بعضهم مكة وبعضهم جعله عند الطائف، ولم يزل محمد علي في مكة وجدة وابنه طوسون في الطائف، هذا وراجح الشريف ومن تبعه وغصاب العتيبي ومن معه من أهل الحجاز واليمن من جنود المسلمين نازلون فيما بينهم وبين تربة يصابرون تلك العساكر ويدبرون الرأي فيهم، ثم أقبل عساكر  كثيفة من مصر مع البحر».
وفيها في محرم من السنة نفسها 1229هـ، سار أمير القصيم حجيلان بن حمد التميمي وأمير الجبل محمد بن عبد المحسن آل علي بأمر سعود الكبير مع بعض قواتهما لمناجزة من عاون الحملة العثمانية وقَبِل منها أموالها، فأغاروا على البوادي قرب الحِنَاكِية إلا أنهم هزموا. روى ابن بِشر في مسيرهم ووقعتها، ما نصه: «فنزلوا على البوادي وبنوا خيامهم ووقع بينهم قتال. ثم إن أهل البوادي استصرخوا من حولهم من البوادي.. وقتل منهم قتلى كثيرة».

#### معركة القُنْفُذَة
وفي الحادي عشر من جُمَادى الأولى سنة 1229هـ/الأَوَّل من مايو سنة 1814م، مات إمام الدولة السعودية سعود الكبير بن عبدالعزيز بالدرعية، بعلة أصابته في بطنه، أثناء استعداده للمسير إلى الحجاز، ولاستنفار قواته هُنَاكْ. في حين سير محمد علي باشا بعض قواته بحراً، يرادفهم قوات على البر نحو بلدة القُنْفُذَة، فدخلوها واستولوا عليها. ما إن علم عامل الدولة السعودية على عسير، طامي بن شعيب المتحمي، بما جرى ببلدة القُنْفُذَة، حتى حرف وجهته لها؛ إذ كان في طريقه إلى الحجاز للتجمع مع القوات المرابطة بتْرُبَة وللهجوم على مكة. فسار بالقوات ناحية القُنْفُذَة، وقطع آبار الماء عنها، ووقعت معارك كبيرة على بوابة البلدة، فدخلها طامي واستردها. روى ابن بِشر عن نتيجة معركة القُنْفُذَة، ما نصه: «فالتقى الفريقان وحصل قتال شديد ونصر الله المسلمين، فانهزمت العساكر المصرية وقتل منهم مقتلة عظيمة، وأخذوا سلاحاً كثيراً ومدافعهم وأمتعتهم، وانهزم شريدهم ومن كان منهم في السفن، وهربوا إلى مكة وجدة»؛ كما أسهب في وصف تسيير محمد علي باشا قواته نحوها وأحداثها في قوله: «فأرسل تلك العساكر براً وبحراً، فسير في البحر أكثر من أربعين سفينة وبندروا عند القنفذة وعساكر تبرا لهم في البر.. وكان أمير عسير وتهامة طامي بن شعيب قد سار بجميع الشوكة من رعيته وتوجه إلى الحجاز، فلما بلغه استيلاء الترك على القنفذة حرف جيوشه إليهم وقصدهم فيها، ومعه أكثر من ثمانية آلاف مقاتل، فنازلهم فيها ووقع قتال شديد فنصر الله طامي ومن معه.. وأخذوا المحطة وما فيها. ومن خيلهم نحو خمسمائة. وغنموا من الركاب والمتاع والسلاح والأزواد ما لا يبلغه العدّ حتى قيل إن الخيام التي أخذوا تزيد على الألف، وانهزم شريدهم في السفن. وذلك أنهم لما انهزموا تركوا المحطة وجنبوها وتوجهوا إلى السفن وركبوها».
في حين أرخها عبدالرحمن الجبرتي، المؤرخ المصري في تاريخه، بقوله: «وصلت القافلة من ناحية السويس، وأخبر الواصلون عن واقعة قنفذة، وما حصل بها بعد دخول العسكر إليها، وذلك أنهم لما ركبوا عليها برا وبحرا وكبيرهم محو بيك، وزعيم أوغلي، وشريف آغا، فوجدوها خالية، فطلعوا إليها وملكوها من غير ممانع ولا مدافع، وليس بها غير أهلها.. فقتلوهم وقَطَّعوا آذانهم، وأرسلوها إلى مصر ليرسلوها إلى إسلامبول، وعندما علم العربان بمجيء الأتراك خلوا منها، ويقال لهم عرب العسير، وترافعوا عنها.. فلما استقر بها الأتراك ومضى عليهم بها نحو ثمانية أيام رجعوا عليهم وأحاطوا بهم، ومنعوهم الماء، فعند ذلك ركبوا عليهم وحاربوهم، فانهزموا وقتل الكثير منهم، ونجا محو بيك بنفسه في سبعة أنفار وكذلك زعيم أوغلي وشريف آغا، فنزلوا في سفينة وهربوا»؛ كما روى عن تسيير محمد علي باشا بعض قواته براً لنجدتهم في قوله: «فغضب الباشا، وقد كان أرسل لهم نجدة من الشفاسية الخيالة، فحاربهم العرب، ورجعوا منهزمين من ناحية البر».
وفي هذا الشهر أيضا، كان أكبر أبناء سعود الكبير وولي عهده، عبدالله، على رأس حملة بعثه فيها والده قَبْل موته لمحاربة بعض أهل البوادي الذين نجح طوسون باشا في استمالتهم بالهدايا والأموال جهة المدينة المنورة، وكان في مرافقته الشيخ علي بن محمد بن عبدالوهاب. روى ابن بِشر عن وصول الأنباء لعبد الله أثناء عودته من تلك الغارة، وأثناء وقوفه عند ماء الخانوقة في عالية نجد للمبيت ليلاً، ومبايعته إماماً، ما نصه: «فلما وصل إلى الماء الخانوقة.. بلغه وفاة أبيه سعود رحمه الله وهو نازل عليها عشاء، فلم يشعر المسلمون بذلك حتى قرأ بهم علي ابن الشيخ صلاة الفجر، بسورة الحمد والمنافقين، فلما بلغ قوله تعالى: (قل إن الموت الذي تفرون منه فإنه ملاقيكم) فهم بعض الناس من لفظه بالآية وفاة الإمام لأنهم يعلمون أنه مريض، فلما فرغ من الصلاة قام علي في الناس، ووعظهم موعظة بليغة وعزاهم واستشهد بهذه الآية وأورد عليها كلام العلماء والمفسرين فانتحب الناس بالبكاء، ثم قاموا وبايعوا عبدالله على دين الله ورسوله والسمع والطاعة».
روى بركهارت عن تصدع الدولة السعودية بعد موت سعود الكبير، وتَبَوُّء ابنه الأكبر مكانه، ما نصه: «عبدالله ابنه الأكبر، الذي أطاعه قادة الوهابيين في حياة أبيه سعود، أصبح وريثاً للسلطة العليا.. وكان عبدالله يحظى بدعم جماعة قوية من علماء الدرعية.. فيما يتعلق بالشجاعة والمهارة في الحرب، فقد تجاوزت سمعته سمعة أبيه، لكنه لم يكن يعرف جيداً كيفية إدارة المصالح السياسية للقبائل التي تحت قيادته مثلما كان يفعل سعود؛ والتي بدأ زعماءها الكبار يمارسون بعض أجواء الاستقلال.. الوهابيين الجنوبيين، الذين كانوا الآن أكثر عرضة للهجمات، لم يجدوا دعماً من القبائل الشمالية، والتي كان من الممكن أن يساعدهم فرسانها بشكل جوهري».

#### معركة الحصن ومسير محمد علي باشا لفك الحصار المضروب على قواته في الطائف
سير محمد علي باشا معظم قواته بقيادة عابدين بيك لإخضاع بلدات زهران الممتدة جنوب الطائف، وكان ذلك بعد هزيمة قواته في القُنْفُذَة. زحف عابدين بيك في عشرين ألفاً من المقاتلين وضرب حصاره على حصن عامل الدولة السعودية في الحجاز، بخروش بن علاس الزهراني. استعصم بخروش في حصنه بعد أن فشلت محاولاته في وقف تقدم عابدين بيك ناحيتهم بوضع الصخور الضخمة فوق الجبال المطلة على الممرات والأودية الضيقة وإيقاعها على مؤخرة جيشه. أصدر إمام الدولة السعودية عبدالله بن سعود الكبير بالدرعية أمراً لعامله على عسير، طامي بن شعيب المتحمي، بضرورة فك الحصار عن بلدات زهران بعدما بلغه تحرك قوات كبيرة ناحيتهم من جهة الطائف؛ فوقع القتال لاحقاً عند الحصن، وتشتت صفوف عابدين بيك، وانهزم، وانسحب إلى الطائف. روى ابن بِشر أحداثها في قوله: «وفيها في شوال سار طامي بن شعيب برعاياه من عسير وألمع وغيرهم نحو عشرة آلاف مقاتل، وكان الروم قد ساروا من مكة والطائف بعساكر كثيرة نحو عشرين ألفاً من الأتراك والمغاربة، فحاصروا بخروش في أودية وادي زهران. واجتمع عليه طوائف شعلان ومن معه من قبائله، ومحمد بن دهمان ومن معه من قومه وابن حابش وغيرهم، وحصلت المواقعة في الروم وبين تلك الجنود الحجازية والتهامية قرب حصن بخروش فاقتتلوا قتالاً شديداً، فانهزم الروم هزيمة شنيعة». انسحبت قوات عابدين بيك بعد الهزيمة تاركة وراءها الكثير من الخيام والسلاح وتعقبتها قوات بخروش وطامي إلى الطائف، وضربوا حصارهم على البلدة، وكان يتمركز في داخلها طوسون باشا بقواته. فأسرع في نجدتهم محمد علي باشا، وسار بنفسه من مكة، ونجح في فك الحصار بالحيلة لضيق الوقت؛ إذ بعث برسالة وهمية تحمل البشرى لطوسون باشا المحاصر في الطائف، وفيها: «إني قادم إليك، فأحضر وألحق بنا فوق الجبل». قام أحد الرعاة الذين استمالهم محمد علي باشا بإيصال الرسالة لبخروش والذي ادعى أنه حصل عليها من معسكر قريب للعثمانيين، فتوجس بخروش أن يقع وقواته بين القوتين في الداخل والخارج، فانسحب مع طامي بن شعيب بقواتهما عن الطائف.

#### ثورة في المدينة المنورة ووقعتي أم الجنادل والقاعدة
في أعقاب فك الحصار عن الطائف، عاد محمد علي باشا إلى مكة، قاصداً جدة، حيث أخذ يدرب الجيش تدريباً قاسياً لمدة ثلاثة أشهر. في تلك الأثناء، كانت قد اشتدت وتفاقمت ثورة سبق أن شبت بين ينبع والمدينة المنورة، وسببها أن حاكم المدينة، طاهر أفندي، قد قام بقتل شيخ شمل حرب؛ إذ قامت عشائر حرب ومن عاونها للأخذ بالثأر، وقطعت السبل بين ينبع والمدينة، ومنعت وصول المؤن من ناحيتها للمدينة، وكادت الثورة أن تعظم لولا أن عالجها محمد علي باشا بالحكمة. سار طوسون باشا لاحقاً بأمر من أبيه لمصالحتهم وواعدهم ناحية بدر حيث التقى بشيوخ عشائرهم وعهد لهم بعقاب حاكم المدينة عقابا يتكافأ مع جريمته، فهدأت بذلك حدة غضبهم، وساعده على تهدئتهم ما بذله لهم من المال. وفي خلال تلك الحادثة، تلقى طوسون باشا من المدينة نبأ وفاة حاكمها الذي شبت الثورة بسببه، فأذاع طوسون باشا هذا النبأ، وأفهمهم أن أباه هو الذي أمر بقتله عقابا له على فعلته، فجنحت عشائرهم إلى السلم وكفت عن قطع السبل ناحيتها مع اقتراب موسم الحج.
عاود وعمل عابدين بيك في ذات الوقت على إعداد الحملات من مقره بالطائف وتسييرها لبلدات زهران جنوباً إلا أنها تراجعت وتقهقرت؛ إذ خسر بعض مقاتليه الأرنؤوط حياتهم ومعظم مؤنهم بين أوديتها الضيقة المجهزة بالكمائن. لجأ عابدين بيك على إثر ذلك إلى قيادة القوات بنفسه بعد أن أمده محمد علي باشا بما يحتاج من المؤن. ففي الطائف، طلب عابدين بيك ممن استمالهم من العربان أن يُحْضروا له رجالاً لهم دراية بالمسالك الوعرة التي توصله إلى وادي زهران دون الحاجة للمرور بين بلدات زهران المكشوفة. تولى أولئك لاحقاً مهمة الدليل حيث عبر عابدين بيك على رأس قواته الأودية، ووصل لوادي دهمة شرق حصون زهران، وكان محمية للرعي؛ إذ كشف أمر حملته فيه. واصل عابدين بيك لاحقاً تقدمه وأقام معسكراً في فرشة السود بالقرب من حصن بخروش دون أن يعرف أن أمر حملته قد كشف. وفي إحدى ليالي ذي القعدة سنة 1229هـ/1814م، هاجمتهم القوات المرابطة مع بخروش، وطوقتهم، وكانت قد تمترست من كل جانب. فر عابدين بيك بصعوبة، كما أعلن من كان معه استسلامهم وغنم بخروش سلاحهم ومتاعهم. لاحقاً، طلب أسرى قوات عابدين بيك السماح بدفن موتاهم حول مورد الماء، وقَبْل وصولهم للمورد وهو قريب من فرشة السود حيث كان معسكرهم، قام بخروش بذبح الأدلاء المرافقين لهم، وتبدل اسم فرشة السود إلى أم الجنادل، نسبة إلى حادثة ذبح الأدلاء وجندلتهم.
تدارك عابدين بيك أثناء انسحابه الأخير أخطاءه، وعمل على ترتيب صفوف قواته؛ إذ قام ببناء حصن في ناصرة بلحارث على الدرب الواصل ما بين الباحة والطائف لتكون قاعدة لمضايقة القوات المرابطة مع بخروش وطامي جنوباً. أدرك بخروش الخطر الكبير من وجود ذلك الحصن القريب من مقره، فسار نحو ناصرة بلحارث لتدميره في العشر الأواخر من ذي الحجة سنة 1229هـ/ديسمبر 1814م. عند الليل، تقدمت قواته إلى الحصن وانقسمت إلى فرق صغيرة وتسلقت الأسوار، مما وفر الوقت لمرور فرقه الرئيسية متجاوزة كافة الدفاعات والتحصينات لبوابة الحصن. سقط الحصن سريعاً، وقضي على معظم أفراد الحامية لاحقاً داخل جنبات الحصن؛ بعد أن تم إحراق وتهديم أجزاء كبيرة منه.
روى عبدالرحمن الجبرتي عن استنهاض محمد علي باشا لقواته، ما نصه: «حضر ميمش آغا من الديار الحجازية، وعلى يده فرمانات خطابا لدبوس أوغلي وآخرين، يستدعيهم إلى الحضور بعساكرهم.. وفي رابعه، سافر طائفة من العسكر.. وفي سابعه، وصلت هجانة باستعجال العساكر وتوالى حضور الهجانة لخصوص الاستعجال»، إلى أن قال: «وفي عاشره، خرجت العساكر المجردة لسفر الحجاز.. وفي غايته، وصلت الهجانة باستعجال العساكر.. وفي سابع عشره، ارتحل دبوس أوغلي وحسن آغا سرششمة، ومن معهم من العساكر من منزلتهم متوجهين إلى الديار الحجازية.. وفي يوم الثلاثاء، خرجت عساكر كثيرة مجردين للسفر».

#### استنفار في تْرُبَة
وفي تْرُبَة، البلدة المحصنة شرقي الطائف، استنفر فيصل بن سعود الكبير القبائل الموالية للدولة السعودية، وكان ذلك بعد أن ولاه أخاه عبدالله بن سعود الكبير قيادة جبهة تْرُبَة. لاحقاً، خرج فيصل بن سعود الكبير بمن معه من تْرُبَة وعددهم حوالي العشرة آلاف مقاتل من أهل نجد إلى ماء غزايل، لملاقاة مقاتلي القبائل التي استجابت إلى ندائه، ووفدت إليه للوقوف إلى جانبه في معركة فاصلة. قُدِرت القوات التي اجتمعت لفيصل بن سعود الكبير ما بين الخمسة وعشرين إلى الثلاثين ألفاً. روى ابن بِشر المؤرخ النجدي المعاصر لسقوط الدولة السعودية أحداث نزول فيصل بن سعود الكبير تْرُبَة واجتماع ثلاثين ألفاً معه قائلاً: «نزل بلد تربة واستنفر الرعايا من المسلمين الحجازية، فقدم طامي بن شعيب في عسير وألمع ومن دونهم من زهران ورؤسائهم، وغامد وغيرهم نحو عشرين ألفاً. فلما أقبلوا على تربة أرسلوا إلى فيصل وأخبروه بقدومهم، فقدم فيصل من تربة ومعه نحو عشرة آلاف مقاتل، فاجتمعت تلك الجموع كلها في غزايل وهو بئر كبير واسع غزير الماء قرب بلد تربة».
أيقن محمد علي باشا بعد انقضاء موسم الحج لسنة 1229هـ وما وصله فيه من إمدادات أن قواته جاهزة لمعركة قد تحدد مصير حملته في شبه الجزيرة العربية. ولبث الحماسة في جنوده، أعلن أنه سيخرج على رأس قواته. وقد تحدد هدف الهجوم بلدة تْرُبَة المحصنة. وكان من المقرر أن يكون هذا الهجوم هو الأعنف عليها بعد أن ظلت عصية لعام كامل. كان بحوزة هذا الجيش الكثير من سلاح المدفعية الذي قيل أنه سيهدم أسوار تْرُبَة في أيام بالإضافة إلى الكثير من الفؤوس لقطع أشجار النخيل التي تحمي بلدة تْرُبَة. روى بركهارت المرافق للحملة أيضا أن محمد علي باشا قد جلب بذور البطيخ من أحد الأودية لتبذر مكان هذه البلدة بعد مساواتها بالأرض، وقد أشاع هذا بين الناس في مكة، إلا أن كل هذه التحضيرات لم تطمئن الجنود الذين أدركوا مدى الصعوبة والقسوة التي تنتظرهم أمام تحصينات تْرُبَة المنيعة.
وصف بركهارت رد فعل القوات المرابطة مع فيصل بن سعود الكبير عن حشد محمد علي باشا قواته لملاقاتهم، ما نصه: «ضحك العدو عندما قيل إن محمد علي يعتبر أخذ تربة أمراً مؤكداً؛ وحول هذا الوقت استلم الباشا من بخروش رسالة مكتوبة بأسلوب منطوي على السخرية والاحتقار. لقد أخبره فيها أن لديه بالفعل براهين كافية عما يستطيع الوهابيون أن يفعلوه، وأنه إذا عزم على حربهم فينبغي أن يأتي بجنود أفضل من أولئك الذين يقودهم الآن، لكن الخطة الأكثر حكمة له هي أن يعود إلى مصر من حيث جاء ويغمس نفسه في ماء النيل العذب. وقد كفر بخروش لاحقاً عن إهانته هذه لكرامة الباشا بأن مات ميتة شنيعة».

#### معركة بِسْل
وفي الثاني من محرم سنة 1230هـ/15 ديسمبر 1814م، غادر أحمد بونابرت في عشرين ألفاً من المقاتلين إلى كُلَاخ للانضمام مع قوات حسن باشا، يرافقهم قوات أخرى غير نظامية من العربان، في حين تأخر محمد علي باشا وعزم على اللحاق بهم على رأس أربعة آلاف مقاتل بعد الرابع والعشرين من الشهر نفسه (ديسمبر)؛ وذلك بعد أن تناهت إليه الأخبار عن خروج قوات كبيرة من بلدة القُنْفُذَة الساحلية لمحاصرة حاميته في جدة. عمل طامي بن شعيب المتحمي على تضليل محمد علي باشا عن طريق إصدار الأوامر للحامية المرابطة في القُنْفُذَة بأن تقوم بنصب الخيام بأعداد كبيرة على طول الساحل لصرف انتباه محمد علي باشا عن موقع الهجوم الفعلي وهو بِسْل؛ إذ استقر رأي فيصل بن سعود الكبير بعد التشاور مع قادته على المبادرة بالهجوم، رغم أن البعض كانوا يرون أن الأفضل هو البقاء في تْرُبَة المحصنة لحماية المؤن، بدلاً من جلبها معهم. تحركت قوات فيصل بن سعود الكبير لاحقاً من غزايل إلى بِسْل، وسيطروا على قمم الجبال والتلال، وحشدوا أحمالهم وأسلحتهم فيها، وقطعوا المواصلات بين كُلَاخ والطائف. روى هارفرد بريدجز أحداث القُنْفُذَة وسبب تأخر محمد علي باشا عن اللحاق بأحمد بونابرت، ما نصه: «كان الباشا عازماً على اللحاق به في الرابع والعشرين من الشهر نفسه، ولكن أخباراً وصلت تفيد بأن قوة وهابية كبيرة قد شوهدت بالقرب من ميناء القنفذة، وهي على ما يبدو تتقدم باتجاه جدة. وقد أحدث هذا في البداية ذعراً شديداً»، إلى أن قال: «وصلت إلى الباشا تقارير متنوعة ومختلفة خلال المدة من الرابع والعشرين من ديسمبر إلى السابع من شهر يناير 1815م، وفي هذا اليوم بالضبط خرج الباشا من مكة».
ذكر ابن بِشر عن مسير فيصل بن سعود الكبير إلى بِسْل على رأس جيشه وأحداثها، ما نصه: «وساروا إلى الروم وهم قد اجتمعوا بعددهم وعدتهم على بسل، فنازلهم المسلمون ووقع بينهم في ذلك اليوم قتال وطراد، وقتل من الروم عدد كثير»، إلى أن قال: «أقبل محمد علي صاحب مصر بعساكر كثيرة مدد لتلك العساكر، ووقع القتال بين الفئتين، فثبت فيصل ومن معه ووقع كسيرة في ناحية جموع المسلمين من جهة زهران وغامد، ثم اتصلت الكسرة في قوم طامي من عسير وغيرهم، واتصلت الكسرة على جموع المسلمين لا يلوي أحد على أحد».
كما أرخها هارفرد بريدجز في قوله: «عندما وصل الباشا محطته الثانية في الزيمة قابله مبعوث أرسل على عجل من كلاخ، وأبلغه أخباراً مفادها أن مجموعة كبيرة من الوهابيين قد تمكنت من الاستيلاء على بلدة بسل التي تقع بين كلاخ والطائف، وبذلك استطاعت قطع الاتصال بين هذين المكانين، وأن مجموعة أخرى من الوهابيين كانت تقوم بغارة على العرب المتعاونين مع الأتراك، والذين تقع ديارهم إلى الشرق من كلاخ. على الرغم من كل هذا أسرع الباشا خطاه إلى كلاخ، وفي اليوم التالي تقدم باتجاه بسل ومعه جميع فرسانه. وجد الباشا الوهابيين يعسكرون على سفوح الجبال التي تشرف على سهول بسل، وأن قوتهم تقدر بحوالي خمسة وعشرين ألف مقاتل ولكن فرسانهم كانوا قليلين جداً، في حين لم تكن لديهم مدفعية من أي نوع، ومن ناحية أخرى كان غالبية الزعماء الوهابيين الأقوياء موجودين في هذا المعسكر، وقد ظهر الآن جليا أن الهجوم من القنفذة كان الغرض منه توجيه اهتمام الباشا بعيداً عن هدف الهجوم الأساسي وهو بسل، حيث يسيطرون الآن على موضع قوي في منتصف خطوط المواصلات التركية، وعندما تقدمت الخيالة التركية للهجوم صمد الوهابيون في مواقعهم.. وتمكنوا من صد محاولة قام بها الباشا لزرع واحدة من مدافعه الميدانية في موضع يستطيع مضايقتهم به. وقد أدرك محمد علي في الحال أنه طالما احتفظ الوهابيون بمواقعهم فلن تكون هناك فرصة للنجاح ضدهم، كما أدرك أيضا أنه طالما بقي في مكانه فإن التأخير المترتب على ذلك سيكون له آثار خطرة عليه بقدر ما ستكون فيه فوائد لأعدائه، وخلال الليل أرسل الباشا بطلب التعزيزات من كلاخ، كما قام بنشر مدفعية على جناح القوات الوهابية، وعندما طلع الصباح جدد الباشا الهجوم ثانية بواسطة خيالته، ولكنه صد مرة أخرى، بعد ذلك لجأ إلى خدعة تمكن بواسطتها من تحقيق أقصى ما كان يتمناه، لقد أصدر الباشا أوامره للطابور الموجود على جناح القوات الوهابية ليتحرك مقترباً من معسكر الوهابيين مع إطلاق النيران من المدفعية، ثم التراجع بعد ذلك بطريقة ظاهرها عدم الانضباط والفوضى؛ حيث تعقب الوهابيون من كانوا قد تصوروهم هاربين واعتقدوا أن الساعة التي يستطيعون فيها وضع النصر بين أيديهم قد جاءت»، إلى أن قال: «وصل الوهابيون الآن إلى السهل وأصبحت تفصلهم عن الجبال مسافة كافية لتشجيع الباشا على القيام بالهجوم الذي كان يبيته، لقد حشد كل خيالته وتصدى لمواجهة من كانوا يتعقبونه، ولم يمض وقت طويل قبل أن تصبح نتيجة المعركة في صالحة، وبدأت المذبحة في صفوف الوهابيين. لقد قيل: إنه خلال ساعات طرح خمسة آلاف رأس عند أقدام الباشا، في حين استطاع كثير من زعمائهم الكبار الهرب من ساحة المعركة بصعوبة»، إلى أن قال: «أشير إلى الظروف الاستثنائية التي كانت تمر بها جماعات عدة من عربان أقسموا بالطلاق من زوجاتهم قبل الخروج في هذه الحملة بألا يولوا ظهورهم للأتراك، لقد وجدهم المنتصرون على الجبال مربوطاً بعضهم إلى بعض عند الساق، لكي يمنع بعضهم بعضاً من الهرب من ميدان المعركة، لقد حارب هؤلاء المتعصبون.. وتم تقطيعهم جميعا إلى أشلاء».
أسهب بركهارت في وصف غدر الشريف راجح بقوات فيصل بن سعود الكبير والتسبب في محاصرتهم وأحداثها، بقوله: «رأى الوهابيون الأعداء يهربون، فظنوا أن اللحظة السعيدة لسحقهم تماماً قد حلت. فتركوا مواقعهم القوية على جوانب الجبال، وتعقبوا الهاربين فوق السهل. وحدث كل شيء كما توقع الباشا. وحينما اعتقد أن العدو ابتعد عن الجبال مسافة كافية، دفع بفرسانه، وواجه المتعقبين لجيشه، وتقرر مصير المعركة فوراً لصالحه. حينئذ اتخذ المشاة الأتراك مواقع العرب. وهنا انضم الشريف راجح، الذي كان قد وصل لتوه مع أتباعه، إلى محمد علي، فأحاط بالوادي الذي سينسحب عبره الوهابيون. وفي ساعات قليلة كوّمت خمسة آلاف رأس أمام الباشا. وأحيط بألف وخمسمائة وهابي في وادي ضيق فمزقوا إرباً»، إلى أن قال: «وقد أُخِذ حوالي ثلاثمائة وهابي أحياء بناء على أمر مستعجل من محمد علي، الذي أمر رجاله أن يمنحونهم مأوى؛ إذ لم يتنازل لطلب الرحمة من الأعداء إلا عدد قليل جداً. وأرسل الشريف راجح مع بعض الفرسان، لتعقب الهاربين». كما قال عن سبب هزيمتهم، ما نصه: «كان سبب هزيمة الوهابيين نزولهم من الجبال إلى السهل؛ إذ لم تكن لديهم أية وسائل لمقاومة الفرسان. وكان سعود قد حذر ابنه في كلماته الأخيرة التي وجهها إليه من القيام بمثل هذا العمل. لكن احتقارهم للجنود الأتراك، ورغبتهم في إنهاء الحملة، وربما رغبتهم في اعتقال محمد علي شخصياً، من الأمور التي جعلتهم ينسون الأسلوب الحكيم الذي اتبعوه في الحرب من قبل».

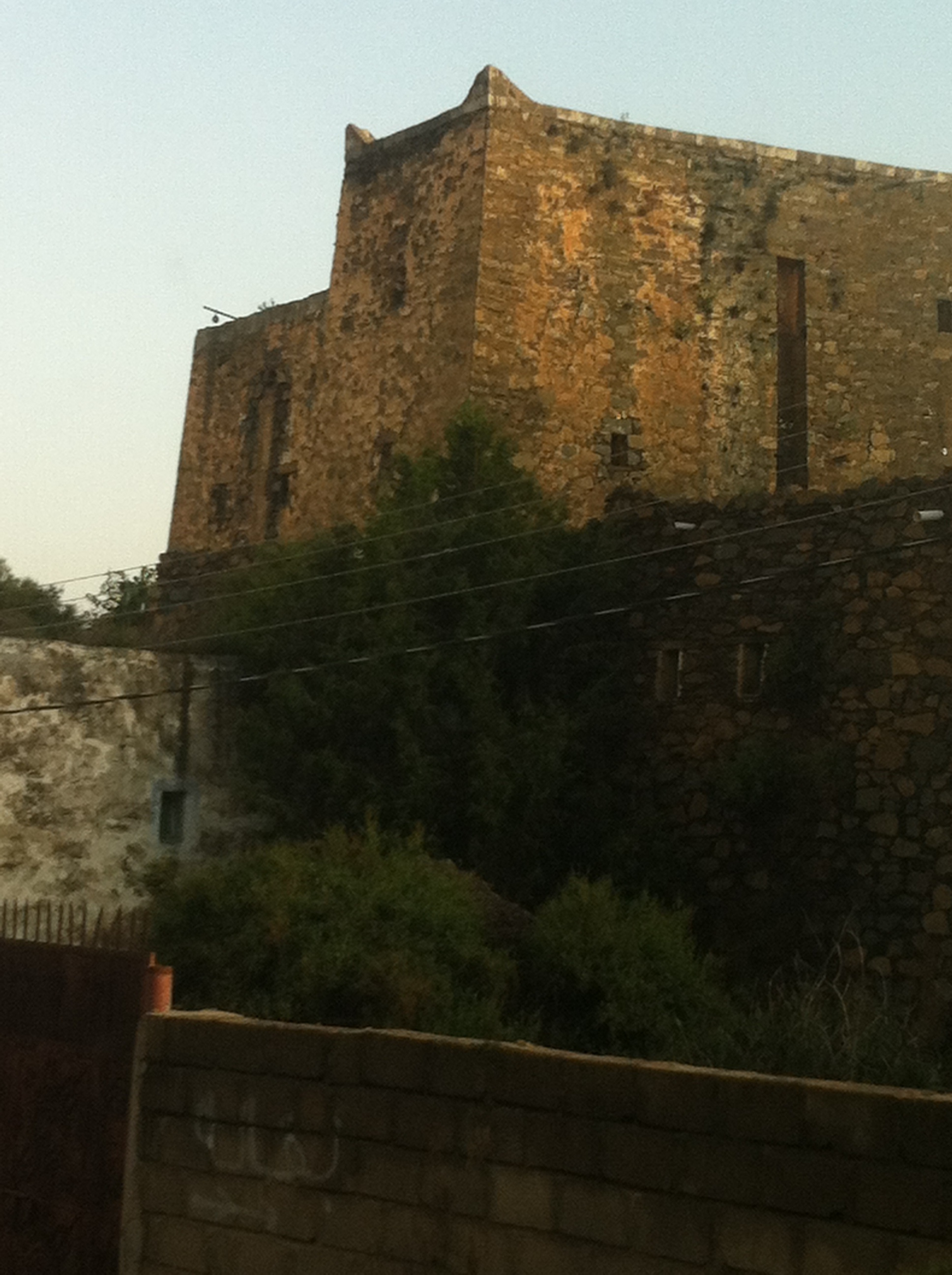
حصن قديم في إحدى نواحي عسير.

وصف بركهارت مصير قادة وأتباع فيصل بن سعود الكبير وما حل في معسكرهم، ما نصه: «أصبح كل مخيمهم وأمتعتهم وأكثر إبلهم فريسة للأتراك، وهرب طامي نفسه مع عدد قليل فقط من أتباعه»، إلى أن قال: «بخروش، الذي كان من أغلظ زعماء الوهابيين، قتل اثنين بيده من ضباط الباشا. وحين قُتِل حصانه اختلط بالفرسان الأتراك حتى وجد فرصة جذب بها أحدهم من فوق ظهر حصانه، ثم امتطاه، وهرب. وقد وجدت مجموعات بكاملها من عرب عسير فوق الجبال وقد ربطوا أرجلهم بحبل واحد. وكانوا عند مغادرتهم لأسرهم قد أقسموا جميعاً بالطلاق.. ألا يفروا أمام الأتراك، وأن يعودوا إذا أمكن أن يعودوا منتصرين.. وقد مزقوا إرباً بعد ذلك».
قُدِرت خسائر الدولة السعودية بعشرة آلاف مقاتل أو ما يعادل ثلث قواتها التي هبطت بِسْل؛ إذ هلك معظمهم في اليوم الثالث والأخير للمعركة، إلا أن الخسارة التي كان لها دويها الأكبر في الدرعية هو فقدانها لمعسكرها بما فيه من أموال وأسلحة وأقوات وغير ذلك في بِسْل؛ إذ لم تستطع تعويض تلك الخسارة أبداً. كان من نتاج ذلك، أن تهاوت بقية بلداتها في الحجاز ومعظم عسير بسرعة في أيدي قوات محمد علي باشا لاحقاً.

#### احتجاج الشريف راجح على إعدام أسرى بِسْل

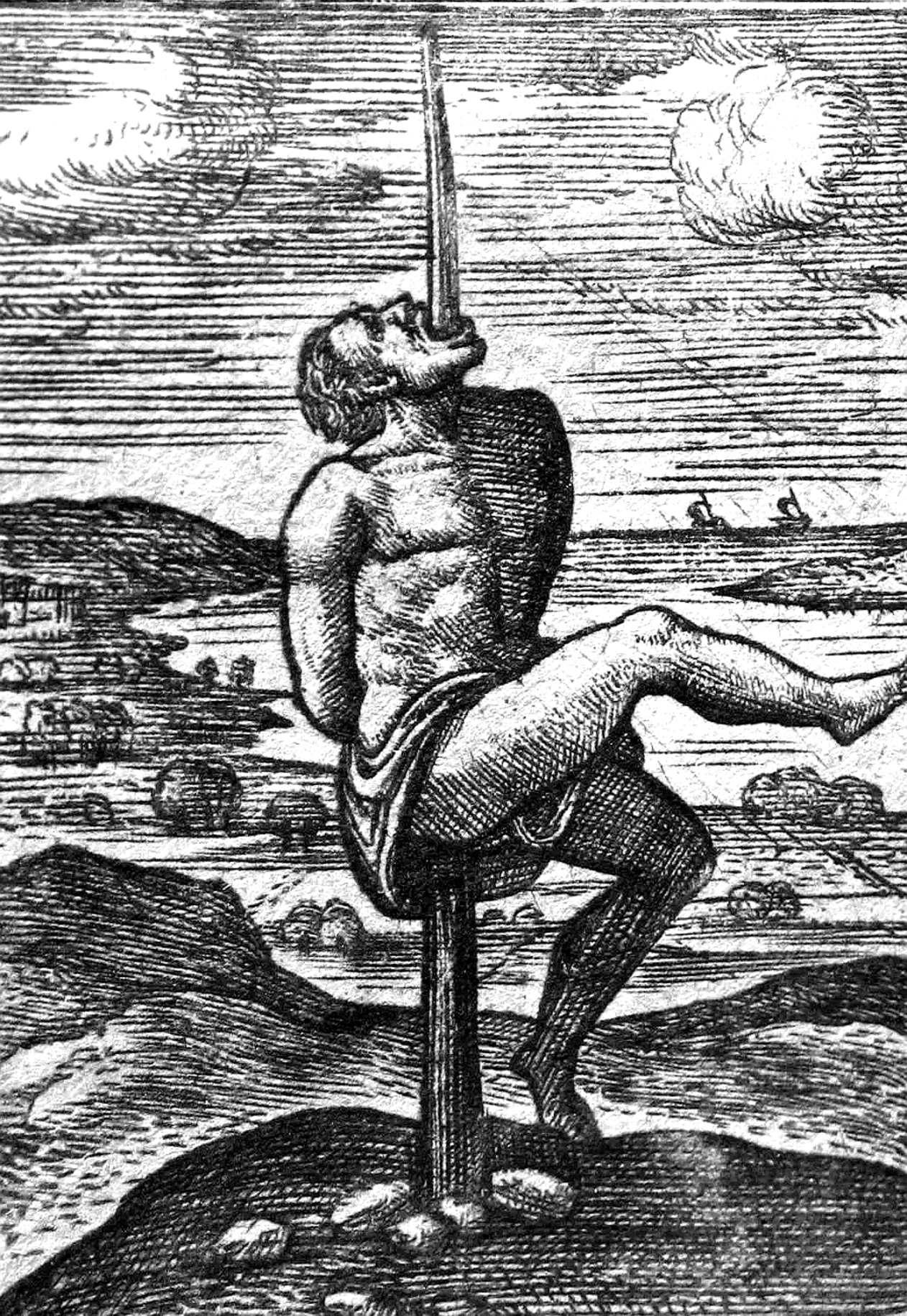
رسم تخيلي لطريقة إعدام أسرى بِسْل.

روى بركهارت عن مصير الثلاثمائة أسير من أتباع الدرعية واحتجاج الشريف راجح على إعدامهم، ما نصه: «أرسل محمد علي الثلاثمائة أسير الذين منحهم مأوى، إلى مكة. واحتفل بانتصاره بأن أمر بوضع خمسين منهم على خوازيق أمام بوابات مكة. ولاقى كل اثني عشر منهم موتاً مروعاً مثل ذلك عند كل واحد من المقاهي العشرة، وأمام كل محطة من محطات التوقف بين مكة وجدة. أما بقيتهم ففعل بهم ذلك عند بوابات جدة. وتركوا حتى افترست الكلاب والنسور جثثهم. احتج الشريف راجح لدى محمد علي، لكن دون جدوى».

#### سقوط تْرُبَة وبلدات عسير وزهران

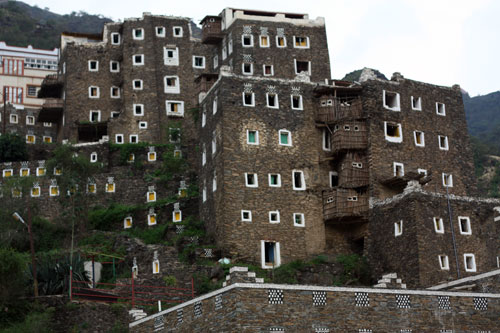
نمط من أنماط البناء القديمة في نواحي عسير.

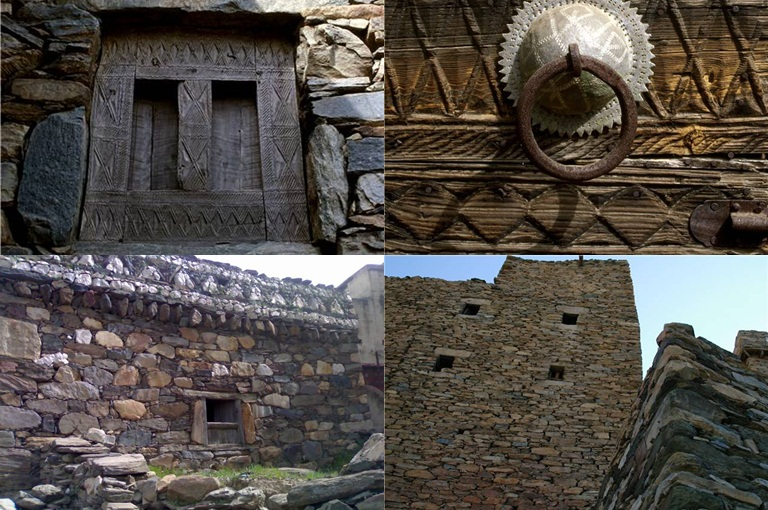
البيوت الشائعة قديماً في الباحة وما جاورها.

انفتح الطريق بعد معركة بِسْل لدخول عسير وبقية بلدات الحجاز، فقد تحرك محمد علي باشا إلى عسير في الوقت الذي سير فيه محو بيك إلى بلدات زهران. استطاع محمد علي باشا في البداية دخول تْرُبَة، كما دخلت قواته رَنْيَة وأحرقتها، ومن ثم زحف إلى بِيْشَة وتبالة فدخلهما عنوة قاصداً بلدة طَبَبْ وضواحيها، مركز طامي، وما إن وصلها حتى ضربها بالمدافع ليومين، فانسحب طامي إلى حصنه في مِسْلِيَة، ومنه إلى صَبْيا، والتي غُدِر به فيها وسُلِم؛ وأرسل لاحقاً إلى محمد علي باشا الذي كان قد انسحب بشطر من قواته بعد تدميره طَبَبْ لبلدة القُنْفُذَة الساحلية والتي استولى عليها أيضا في أعقاب معركة بِسْل. روى هارفرد بريدجز والذي كان مكلفا من قِبَل الإمبراطورية البريطانية بدراسة أحوال بلاد فارس وجوارها، ما نصه: «بعد ذلك تم القيام بهجوم ناجح، ضد قبيلة بخروش، وفي أثناء هذا الهجوم قبض على شيخ تلك القبيلة وأخذ أسيراً، وقد حاول بخروش الهرب ولكن أمسك به وتم إعدامه بطريقة قاسية جداً». في حين وصف بركهارت المرافق لمحمد علي باشا مصيرهما قائلاً: «تم إرسال رأسه -بخروش- مع طامي إلى القاهرة، ثم من هناك إلى القسطنطينية، حيث وُضِع ذلك الرأس في كيس يتدلى من على كتفي طامي خلال عرضه في شوارع المدينتين، وقد أُعْدم طامي في المدينة الأخيرة فور وصوله».
روى عبدالرحمن الجبرتي الأحداث التي تلت معركة بِسْل، والهدايا التي تلقاها الباشا، بقوله: «وصلت قافلة.. وفيها الأخبار والبشرى بنصرة الباشا على العرب، وأنه استولى على تربة، وغنم منها جمالاً وغنائم، وأخذ منها أسرى.. وفي أواخره ورد لحضرة الباشا هدية من بلاد الإنكليز، وفيها طيور مختلفة الأجناس والأشكال كبار وصغار، وفيها من يتكلم ويحاكي، وآلة مصنوعة لنقل الماء، يقال لها الطلنبة، وهي تنقل الماء إلى المسافة البعيدة، ومن الأسفل إلى العلو، ومرآة زجاج نجف كبيرة قطعة واحدة، وساعة تضرب مقامات موسيقى في كل ربع يمضي من الساعة، بأنغام مطربة وشمعدان به حركة غريبة، كلما طالت فتيلة الشمعة غمز بحركة لطيفة، فيخرج منه شخص لطيف من جانبه فيقط رأس الفتيلة بمقص لطيف بيده، ويعود راجعاً إلى داخل الشمعدان».
كما قال أيضا: «وصلت عساكر في داوات إلى السويس، وحضروا إلى مصر وعلى رؤوسهم شلنجات فضة، إعلاماً وإشارة بأنهم مجاهدون وعائدون من غزو الكفار، وأنهم افتتحوا بلاد الحرمين، وطردوا المخالفين لديانتهم حتى أن طوسون باشا وحسن باشا كتبا في إِمضائهما على المراسلات بعد اسمهما لفظة المغازي، والله أعلم بخلقه».

#### رجوع محمد علي باشا إلى مصر وطوسون باشا يعقد الصلح
وفي جُمَادى الآخرة سنة 1230هـ/1815م، جاءت الأنباء لمحمد علي باشا عن حوادث عصيان، في مصر، من قِبَل المماليك. وتحت هذا الظرف، أسرع محمد علي باشا في الرجوع إلى مصر؛ إذ أبحر في أواخر جُمَادى الآخرة سنة 1230هـ/مايو 1815م.
روى ابن بِشر المعاصر لتلك الحقبة عن رجوع محمد علي باشا إلى مصر ومسير طوسون باشا إلى نجد والصلح الذي وقع في قوله: «ورجع محمد علي إلى مصر لما بلغه من اختلاف وقع فيه من الغزو رؤساء دولته، وفي مسير محمد علي هذا إلى تهامة وابنه أحمد طوسون في المدينة النبوية يجهز العساكر إلى نجد، وأرسل إلى أهل الرس وأهل الخبراء.. في القصيم، وكاتبوه فأرسل طوسون إلى العسكر.. وأمر أن يسيروا إليها، فساروا إلى القصيم وأطاع أهل الخبراء والرس، فدخلهما الروم واستوطنوهما، واستالوا على ما فوقهما من القصيرات والمزارع مثل ضرية ومسكة والبصيري ونجخ المعروفات في تلك الناحية، وثبت بقية بلدان القصيم وحاربوا الروم. فلما بلغ عبدالله ذلك استنفر جميع المسلمين من أهل الجبل والقصيم ووادي الدواسر والأحساء وعمان وما بين ذلك من نواحي نجد، فخرج من الدرعية على استهلال جمادى الأولى، واجتمع عليه المسلمون، ونزل المذنب.. في القصيم، ثم رحل منه ونزل الرويضة المعروفة فوق الرس.. فخرج عسكر الروم من الرس وحصل رمي بالمدافع من بعيد، ولم يقاربوه، وبلغه في أثناء طريقه أن أحمد طوسون وعساكر الروم أقبلوا من المدينة ونزلوا الداث الماء المعروف قرب بلد الرس، فحرف عبدالله جيوش المسلمين وأراد أن يبغتهم على ذلك الماء ويناجزهم، فإذا هم قد رحلوا وقصدوا الرس، فأمر عبدالله على شوكة أهل القصيم أن يرجعوا وينزلوا عند بلدانهم لئلا يقع خلل فيها، فأغار على أهل البصيري ودهمهم.. ثم ذكر له عسكر من الروم على البعجاء الماء المعروف قرب البصيري نازلين عليه قاصدين الرس، فقصدهم عبدالله. فلما علم به العسكر دخلوا قصر البعجاء وتحصنوا به فحشدت عليهم الجموع وثلموا جدار القصر وتسوروه عليهم وقتلوهم أجمعين وهم مائة وعشرة رجال كلهم من رؤساء الروم وأغواتهم. ثم رجع عبدالله من البعجاء، ونزل المذنب، وكان طوسون قد استوطن الخبراء وأرسل عسكراً ونزل الشبيبية المعروفة بين عنيزة والخبراء ومعهم بعض البوادي، وقد أراد طوسون أن يرحل بعدهم من الرس وينزل عنيزة. فلما بلغ ذلك عبدالله رحل من المذنب ونزل عنيزة.. فأقام عبدالله على عنيزة أيام وهو يبعث السرايا على الروم والبوادي الذين في الشبيبية، ويشن عليهم الغارات، فضيقوا عليهم وندم كثير من أهل الرس على إطاعتهم الروم، وانحاز عدة رجال منهم إلى الشنانة النخل المعروف فوق الرس وصاروا في قلعتها، فسار إليهم وحاصروهم أشد الحصار ورموهم بالمدافع والقنابر فثبتوا وقتلوا من الروم عدة قتلى، ورحلوا عنهم ورحل العسكر والبوادي الذين في الشبيبية وانهزموا إلى الرس. ثم رحل عبدالله بن سعود من عنيزة ونزل الحجناوي الماء المعروف بين عنيزة والرس، واحتصر الروم في الخبراء والرس فأقام عبدالله ومن معه من المسلمين على الحجناوي قريب شهرين يصابرون الروم. ويقع مقاتلات ومحاولات بينهم من بعيد، ثم إن الله سبحانه ألقى الرعب في قلوبهم وجنحوا للسلم، وذلك أنه أقبل ثلاث ركائب عليها ثلاثة رجال -رجلين من العرب-، ورجل من رؤساء الروم بالأمر لطوسون بالمصالحة، فوقعوا في قوم عبدالله يحسبونهم عسكر الروم فأخذهم رجال وأتوا بهم عبدالله فضرب عنق الرجلين، وأظهر الرومي كتباً معه، وأنه أتى للمصالحة فأكرمه عبدالله وأرسله إلى أصحابه، فوقع الصلح بينهم وانعقد بين طوسون وعبدالله على وضع الحرب بين الفئتين، وأن الروم يرفعون أيديهم عن نجد وأعمالها، وأن السابلة تمشي آمنة بين الفريقين من بلد الروم والشام ومصر، وجميع ممالكهم إلى نجد والشرق وجميع ممالك عبدالله، وكل منهما يحج آمناً وكتبوا بذلك سجلاً، ورحل الروم من الرس أول شعبان متوجهين إلى المدينة، وبعث عبدالله معهم بكتاب الصلح عبدالله بن محمد بن بنيان شيخ الدرعية والقاضي عبدالعزيز بن حمد بن إبراهيم، ليعرضوه على محمد علي صاحب مصر».
بعد التفاوض، أخلى طوسون باشا معسكراته وعاد إلى المدينة المنورة، كما طلب من أبيه محمد علي باشا السماح له بالرجوع إلى مصر لسوء حالته الصحية، فاستأذن محمد علي باشا السلطان العثماني محمود الثاني في ذلك، فوافق، ورجع طوسون باشا أواخر سنة 1230هـ بعد أن تعهد محمد علي باشا للسلطان العثماني بغزو الدرعية في الوقت المناسب.

#### محمد علي باشا ينقض الصلح وشيخ الدرعية وقاضيها يزوران الأزهر

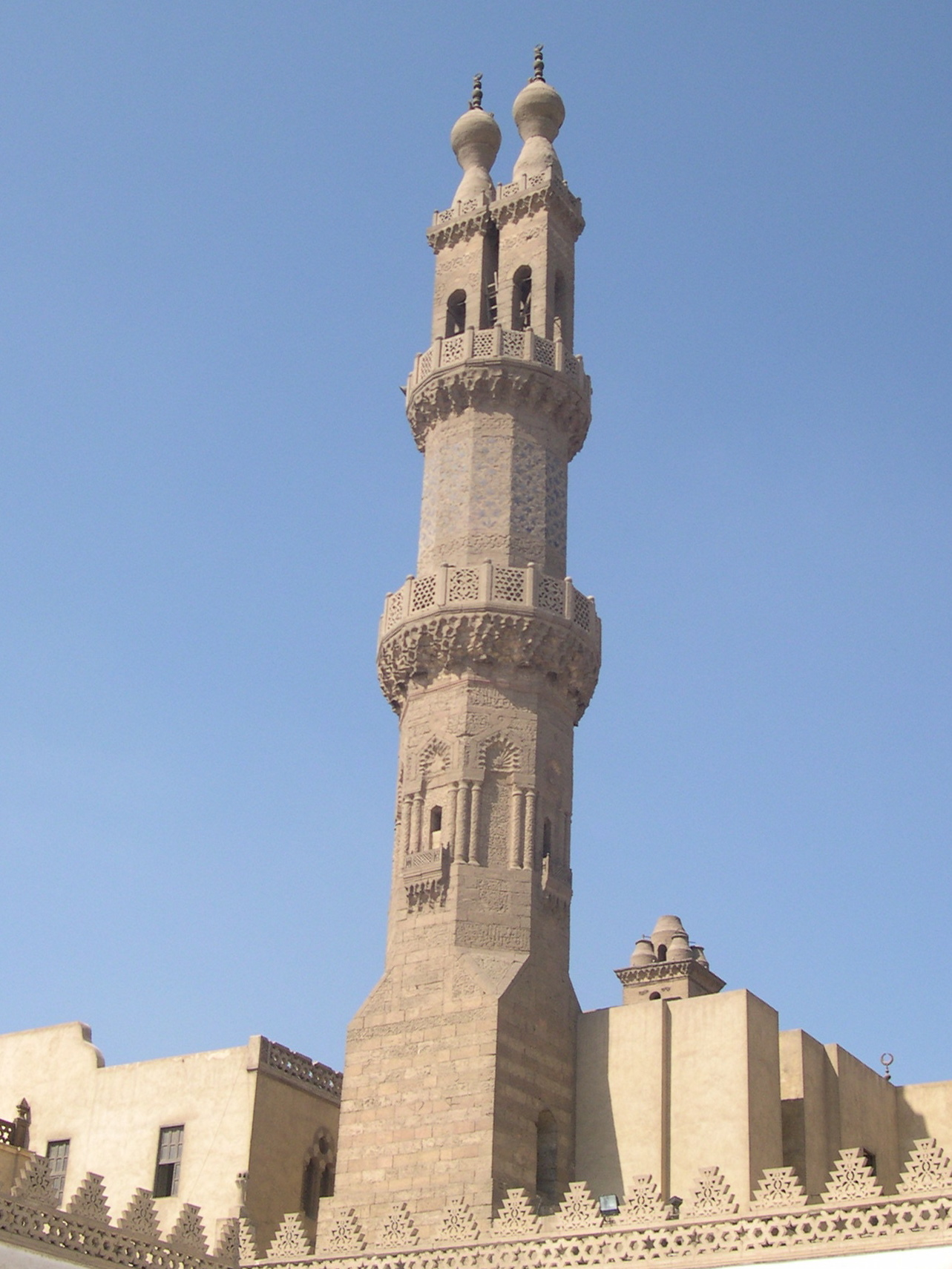
مئذنة الغوري، الجامع الأزهر، القاهرة.

روى عبدالرحمن الجبرتي في تاريخه عن وصول شيخ الدرعية وقاضيها إلى القاهرة للمصادقة على الصلح ونقض محمد علي باشا له وتجولهما، ما نصه: «ووصل اثنان منهم إلى مصر، وكأن الباشا لم يعجبه هذا الصلح، ولم يظهر منه علامات الرضا بذلك، ولم يحسن نزل الواصلين، ولما اجتمعا به وخاطبهما على المخالفة فاعتذرا وذكرى أن الأمير سعود المتوفي كان فيه عناد وحدة مزاج، وكان يريد الملك وإقامة الدين وأما ابنه الأمير عبدالله فإنه لين الجانب والعريكة، ويكره سفك الدماء على طريقة سلفه الأمير عبدالعزيز المرحوم، فإنه كان مسالماً.. حتى أن المرحوم الوزير يوسف باشا حين كان بالمدينة كان بينه وبينه غاية الصداقة، ولم يقع بينهما منازعة ولا مخالفة في شيء، ولم يحصل التفاقم والخلاف إلا في أيام الأمير سعود، ومعظم الأمر للشريف غالب.. وانقضى المجلس وانصرفا إلى المحل الذي أمرا بالنزول فيه، ومعهما أتراك ملازمون لصحبتهما مع أتباعهما في الركوب والذهاب والإياب، فإنه أطلق لهما الإذن إلى أي محل أراداه، فكانا يركبان ويمران بالشوارع بأتباعهما ومن يصحبهما ويتفرجان على البلدة وأهلها، ودخلا إلى الجامع الأزهر في وقت لم يكن به أحد من المتصدرين للإقراء والتدريس، وسألوا عن أهل مذهب الإمام أحمد بن حنبل رضي الله عنه، وعن الكتب الفقهية المصنفة في مذهبه، فقيل انقرضوا من أرض مصر بالكلية، واشتريا نسخاً من كتب التفسير والحديث مثل: الخازن، والكشاف، والبغوي، والكتب الستة المجمع على صحتها، وغير ذلك، وقد اجتمعت بهما مرتين، فوجدت منهما أنسا وطلاقة لسان، واطلاعا وتضلعاً ومعرفة بالأخبار، والنوادر، ولهما من التواضع وتهذيب الأخلاق، وحسن الأدب في الخطاب، والتفقه في الدين، واستحضار الفروع الفقهية، واختلاف المذاهب فيها ما يفوق الوصف، واسم أحدهما عبدالله، والآخر عبدالعزيز، وهو الأكبر حساً ومعنى».

#### إحضار الشريف راجح من الحجاز وحبسه
روى بركهارت أحداثها في قوله: «في شهر سبتمبر سنة 1815م جرى إحضار الشريف راجح، البطل العربي، إلى القاهرة مكبلاً بالأغلال. لقد قيل: إنه نازع حسان باشا، حاكم مكة، الذي شك في أنه على اتصال خياني مع العدو. لكن الحقيقة هي أن كل قادة الجانب العثماني كانوا ينظرون إليه بعين الحسد بسبب الشهرة التي نالها، والرأي السائد بأن النصر في بسل كان قد تحقق بجهوده. طوال الأشهر الأولى من سجن الشريف راجح في القاهرة، كان الأتراك يعاملونه معاملة المجرم العام». أطلق سراح الشريف راجح لاحقاً في ربيع سنة 1816م.

### الحملة الثالثة (1816م - 1818م)

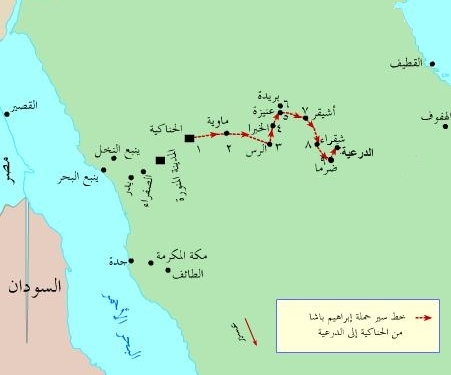
خط سير إبراهيم باشا من الحِنَاكِية إلى الدرعية.

بعد انسحاب طوسون باشا وقواته من القصيم، قاد إمام الدولة السعودية، عبدالله بن سعود الكبير، عدة حملات تأديبية، ضد القبائل والجماعات، التي ساعدت وأيدت طوسون باشا، فأعد جيشاً، شاركت فيه جموع من أهل البادية والحاضرة، من أهل الأحساء ووادي الدواسر وجبل شمر والجوف، واتجه نحو القصيم، وحارب بعض أهل البوادي، وواصل عملياته التأديبية إلى قرب المدينة المنورة. وفي هذا الوقت، كانت الاستعدادات تجري على قدم وساق في مصر، للمرحلة القادمة من الحرب، التي اختير لقيادتها ابن محمد علي باشا، إبراهيم باشا، وشهدت الموانئ ناحية مصر، حركت متزايدة في وصول العساكر والمعدات والمؤن. عمل محمد علي باشا على تلافي الأخطاء التي وقعت في المراحل السابقة، فزود الحملة بمجموعة من الأطباء الإيطاليين، للإشراف الصحي على القوات، وأرفقها بمجموعة من الخبراء العسكريين، وعلى رأسهم المسيو فاسيير، والذي كان قائد أركان حرب لإبراهيم باشا، وهو ضابط فرنسي، خدم جيش نابليون.
بعد أن استكملت الحملة جميع معداتها ولوازمها، خرجت إلى ينبع البحر، ووصلتها في ذي القعدة سنة 1231هـ/سبتمبر 1816م، وفيها بدأت قوات إبراهيم باشا في استعراض قدراتها، لإرهاب من ينوي الخروج عن الطاعة. فتسابقت الأنباء إلى القبائل، التي نزل بها الرعب، فجددت ولاءها لمحمد علي باشا.
اتجه إبراهيم باشا إلى المدينة المنورة، وأخذ يضع خططه الحربية، متلافياً الأخطاء السابقة، ثم بدأ زحفه نحو الأراضي النجدية؛ إذ دخل بلدتي الصويدرة والحِنَاكِية، إلى الشرق من المدينة المنورة، وجعل من الحِنَاكِية مقراً لمعسكره. ومنها بدأ بإرسال الغارات على القبائل حولها لإخضاعها كما أرسل فرق للتجسس.

#### معركة مَاوِيَة

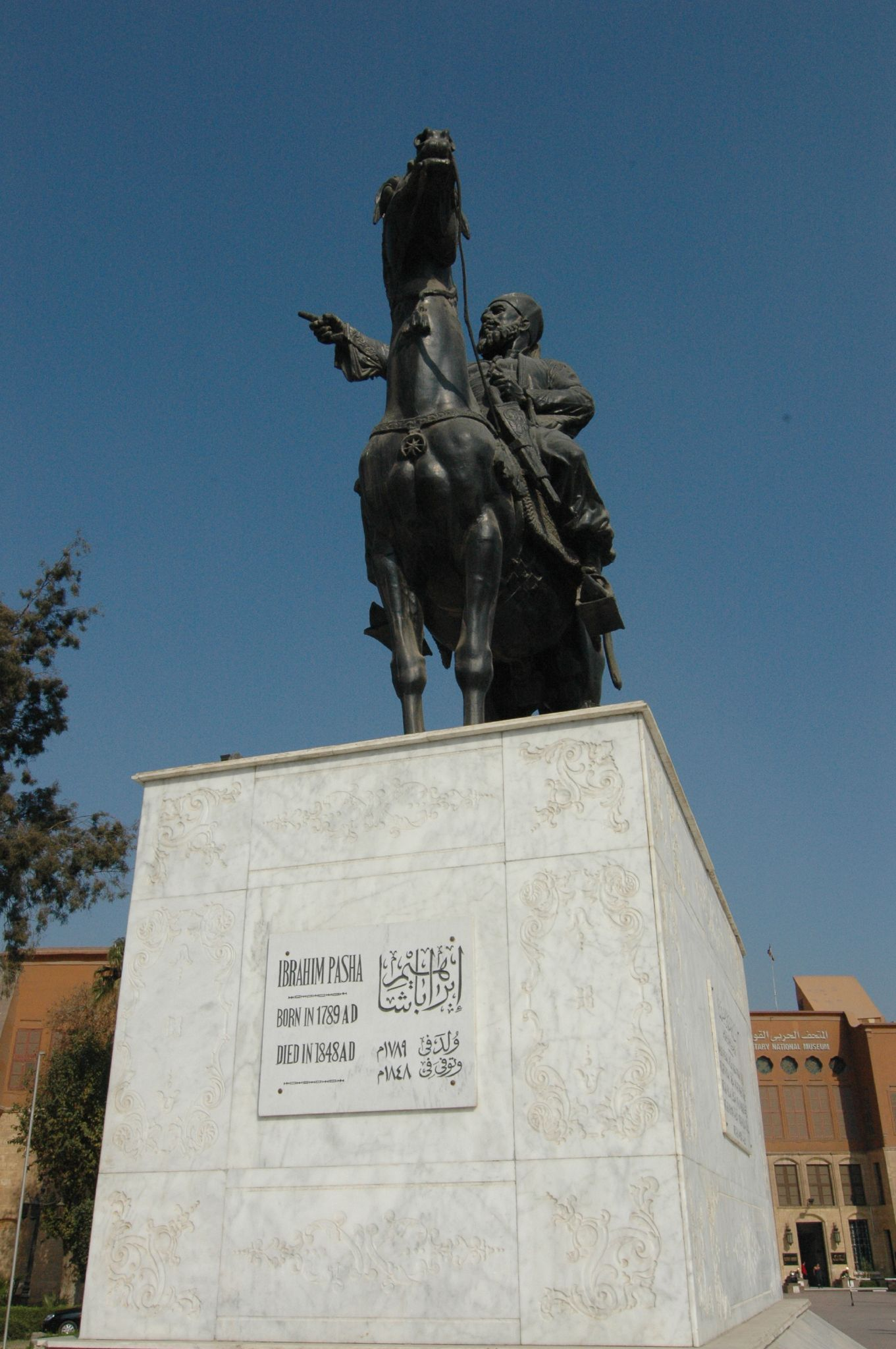
تمثال إبراهيم باشا في القاهرة.

كانت القوات التابعة للدرعية قد بنت خطتها على أساس استدراج قوات إبراهيم باشا إلى الصحراء، والقيام بعملية التفاف حولها، من الخلف، وقطع خطوط المواصلات بينها وبين مراكز تموينها، ومن ثم تطويقها والقضاء عليها. انطلق إمام الدولة السعودية، عبدالله بن سعود الكبير، من الدرعية بقواته، في عشرين جُمَادى الأولى سنة 1232هـ/1817م، ونزل قرب بلدة الرس، ولحق به عامله على القصيم حجيلان بن حمد التميمي مع قواته، وسار إلى وادي الرُمَّة، حتى نزل ماء العلم، ليهاجم البوادي المتعاونة مع إبراهيم باشا. فلما علموا بمقدمه، رحلوا إلى بلدة الحِنَاكِية، والتحقوا بقوات إبراهيم باشا. ثم رجع عبدالله بن سعود الكبير من ماء العلم، ونزل مِسْكَة، في عالية نجد. وبعد أيام، ارتحل منها إلى نجخ القصر، في عالية نجد، وأقام به أياماً. وجاءته الأنباء، بأن بعض قوات إبراهيم باشا، ومعهم البوادي، نزلوا عند ماء مَاوِيَة، بالقرب من الحِنَاكِية. فسار إليهم مع معظم قواته في الخامس عشر من جُمَادى الآخرة سنة 1232هـ/1817م، وأغار عليهم عند ماء مَاوِيَة بغتة، فتضعضعت قوات إبراهيم باشا حتى اقتربت من معسكرها، عندها أخرج قادة الأخير المدافع وثوروا فيهم، فأمر عبدالله بن سعود الكبير قواته بالتراجع لماء مَاوِيَة، واضطربت صفوفه وانهزمت، فتراجع إلى نجخ القصر.

#### حصار الرَّس واستسلامها
سار إبراهيم باشا بعد الانتصار في مَاوِيَة قاصداً بلدة الرس حيث أطبق عليها الحصار في خمس بقين من شعبان سنة 1232هـ/1817م، وضربها بالمدافع والقبوس، وحاربها ليلا ونهارا، فثبت أهلها؛ إذ كلما هدمت القبوس جزءا من سورها أعادوا بناءه. فبعث عبدالله بن سعود الكبير بمرابطة تحت قيادة حسن بن مزروع التميمي لدعمهم، فشدد إبراهيم باشا ضربه للبلدة. روى ابن بِشر أحداثها في قوله: «أنزل الله السكينة على أهل البلد والمرابطة، وقاتلوا قتال من حمى الأهل والعيال وصبروا صبرا ليس له مثال، فكلما هدم القبوس السور بالنهار بنوه بالليل وكلما حفر الروم حفراً للبارود حفر أهل الرس تجاهه حتى يبطلوه، وبعض الأحيان يثور عليهم وهم لا يعلمون». طال الحصار إلى الثاني عشر من ذي الحجة من نفس السنة، وشدد إبراهيم باشا حصاره حيث رماها في إحدى لياليها بخمسة آلاف رمية بالمدافع والقنابر كما قطع النخيل خلف قلعتها.
قام جنود إبراهيم باشا بحفر نفقين أحدهما جنوب البلدة والآخر شرقيها، وعبأوا النفقين بالبارود، يتسع النفق لسير رجل واحد وهو مطأطئ الرأس. وتمتد من الحد الخارجي للسور حتى وسط البلدة. قام أهل البلدة الذي بادروا بالعمل على التصدي لأحدها بعد اكتشافه بإحداث فتحة صغيرة تجاه مصدر الحفر حتى اخترقوا النفق، ثم قاموا بربط قبس من نار في قطة وأطلقوها تجاه النفق لتخترق مواقع الأسلحة، وحين لامست النار البارود أحدثت انفجارا كبيرا في معسكر قوات إبراهيم باشا.
لاحقاً، وصلت الإمدادات لإبراهيم باشا، وآثر أهل البلدة الاستسلام، فصالحهم على دمائهم وأموالهم على أن يخرج المرابطة الذين بعثهم عبدالله بن سعود الكبير، فخرج المرابطة من الرس، ودخل إبراهيم باشا الرس واستقر بها بعد ثلاثة أشهر ونصف من حصارها.

#### سقوط الخبراء واضطراب بلدات القصيم
بعد أن أخضع إبراهيم باشا الرس، قصد بلدة الخبراء، فنزلها، فوقع الرعب بأهل نجد وتفرق أهل البوادي. فمكث عبدالله بن سعود الكبير ببلدة عنيزة المجاورة وضبطها ووضع مرابطة في قصرها، قصر الصفا المحصن، واستعمل عليهم محمد بن حسن بن مشاري آل سعود، وجعل للبلدة في القصر شيئا كثيرا من الطعام والبارود والخشب وكل ما يحتاجون إليه لحصار طويل ورحل قاصداً بريدة المجاورة لها، حيث استعمل على مرابطة مختارة أخا محمد، إبراهيم بن حسن بن مشاري آل سعود؛ وكان ذلك مُؤازَرَةً لعامله على القصيم حجيلان بن حمد التميمي.

#### سقوط عنيزة
سار إبراهيم باشا بعد إخضاع بلدة الخبراء قاصداً بلدة عنيزة بعد أن تزود بما يحتاجه من المؤن، فنازل أهلها وسلمت له، في حين امتنع المرابطة واستعصموا بقصر الصفا، فحاصره إبراهيم باشا، وجر عليهم القنابر ورماهم بها يوما وليلة حتى ثلم جدار القصر، وانهار، فاستسلموا على أن يخرجوا من البلدة، فقبل منهم. روى ابن بِشر المعاصر لسقوط الدولة السعودية عن أحداث قصر الصفا: «وامتنع أهل قصر الصفا، فجر عليهم القنابر ورماهم بها رمياً هائلاً يوما وليلة، وعمل الباشا زحافات دون رصاص أهل القصر وقرب منهم القبوس والقنابر، حتى ثلم جدار القصر ووقعت رصاصة من القنبر في القصر وجعلها الله على جبخانهم، وكان في موضع خاف في بطن الأرض ومسقف عليه بخشب كبار وفوقه طين وتراب ولكن الله سبحانه إذا قضى أمرا كان مفعولاً، فثار الجبخان وهدم ما حوله، ومات بسببه رجل أو رجلان، فلما رأى أهل القصر أن البلد أطاعت وأن القصر هدم عليهم، طلبوا المصالحة».

#### أهل شقراء يحفرون خندقاً لحماية بلدتهم
في أواخر ذي الحجة من نفس السنة 1232هـ/1817م، أمر أمير شقراء والوشم على أهل شقراء أن يستكملوا حفر خندقهم لحماية البلدة من الزحف القادم. قال ابن بِشر: «فقاموا في حفره أشد القيام واستعانوا فيه بالنساء والولدان لحمل الماء والطعام حتى جعلوه خندقاً عميقاً واسعاً وبنوا على شفيره جدار من جهة السور، ثم ألزمهم كل رجل غني يشتري من الحنطة بعدد معلوم من الريالات خوفاً أن يطول عليهم الحصار، فاشتروا من الطعام شيئاً كثيراً، ثم أمر على النخيل التي تلي الخندق والقلعة أن تشذب عسبانها ولا يبقى إلا خوافيها، ففعلوا ذلك وهم كارهون».

#### سقوط بريدة
سار إبراهيم باشا على رأس قواته بعد أن وطد سلطته في عنيزة قاصداً بلدة بريدة، فأخضعها، وقبل أن يرحل منها أخذ معه عبد الله بن حجيلان بن حمد التميمي وبعض رجالها، حيث كان يأخذ من كل بلدة إذا أراد أن يرتحل منها من زعماء أهلها رجلين أو ثلاثة خوفا من أن تقع عليه هزيمة فيحاربه أهلها.

#### استسلام المذنب وأشيقر والفرعة
سار إبراهيم باشا بعد إخضاع بريدة ناحية بلدة المذنب (الذنائب)، فأطاعوا له، ثم رحل من المذنب وقصد الوشم، ونزل بلدتي أشيقر والفرعة، فاستأمنوه ودخلوا في طاعته.

#### سقوط شقراء وجلاجل واستسلام حريملاء
بعد إخضاع أشيقر وجوارها، زحف إبراهيم باشا مع قواته ناحية بلدة شقراء، فوصلها في السابع عشر من ربيع الأول سنة 1233هـ/1818م مع خيمته وعساكره وقبوسه ومدافعه وقنابره وكان قد أتى إليه إمداد من العساكر والقبوس فصار في قوة عظيمة. قاتل أهل شقراء خارج البلدة عن بلدتهم ومزارعها المحيطة، فتكاثر القتل فيهم حتى احتموا ببلدتهم. روى ابن بِشر أحداثها في قوله: «فنزل أسفل البلد وشمالها فخرج إليه أهلها، فساق عليهم الباشا الروم، فوقع بينهم قتال شديد في وسط النخيل وخارجها، فقتل من الروم قتلى كثيرة وجرح عليهم جرحى عديدة، فتكاثرت عليهم أفزاع الروم»، إلى أن قال: «فدخلوا البلد واحتصروا فيها. ثم إن الباشا جر القبوس والقنابر والمدافع وجعلها فوق المرقب الجبل الشمالي، فرمى البلد منه رمياً هائلاً أرهب ما حوله من القرى والبلدان من أهل سدير ومنيخ والمحمل وغيرهم، حتى سمعه من كان في العرمه ومجزل وما حولها، فلما احتصر أهل البلد فيها أنزل قبوسه ومدافعه وقنابره من رأس الجبل وقربها من السور، وحقق عليهم الحرب والرمي المتتابع حتى قيل إنه رماها في ليلة بثلاثمائة حمل»، إلى أن قال: «وذكر لي رجل كان في وسطها، قال: إن رصاص المدافع والقنابر.. يتضارب بعضها ببعض في الهواء فوق البلد وفي وسطها، ثم إنه هدم ما يليه من سورها وقطع نخيلها إلا قليلها هذا وأهل البلد ثابتون، وفي أكنافها يقاتلون، فقرب الباشا القبوس من السور وهدم ما يليه من الدور والقصور»، إلى أن قال: «فلما هم الروم بالحملة عليهم انثنى عزمهم لأجل الخندق ولأجل ما أذاقوهم من شدة القتال أول نزولهم، فصار الخندق من الأسباب لثبات أهلها لأنه لا يرام، وفي كل يوم وليلة والباشا يناديهم ويدعوهم إلى المصالحة ويأبون عليه».
لاحقاً، خرج رسولين من حمد بن حمد بن يحيى آل غيهب أمير شقراء والوشم، والذي كان قد أُصِيب، وصالحَ إبراهيم باشا على الأمان، فقبل منه. ولما استقرت شقراء لإبراهيم باشا هدم جزء كبير من سورها ودفن خندقها وسير حملة بقيادة رشوان آغا ناحية بلدة جلاجل، حيث فرق رشوان آغا عساكره وأخذ ما وجد من الخيل والحنطة وبعث بها لإبراهيم باشا الذي مكث في شقراء قرابة الشهر حتى انقضى فصل الشتاء تقريبا. وصلت لإبراهيم باشا في تلك الأثناء مكاتبات أهل المحمل وبلدة حريملاء بالتسليم، فقبل منهم.

#### تعزيزات لبلدة ضْرُما

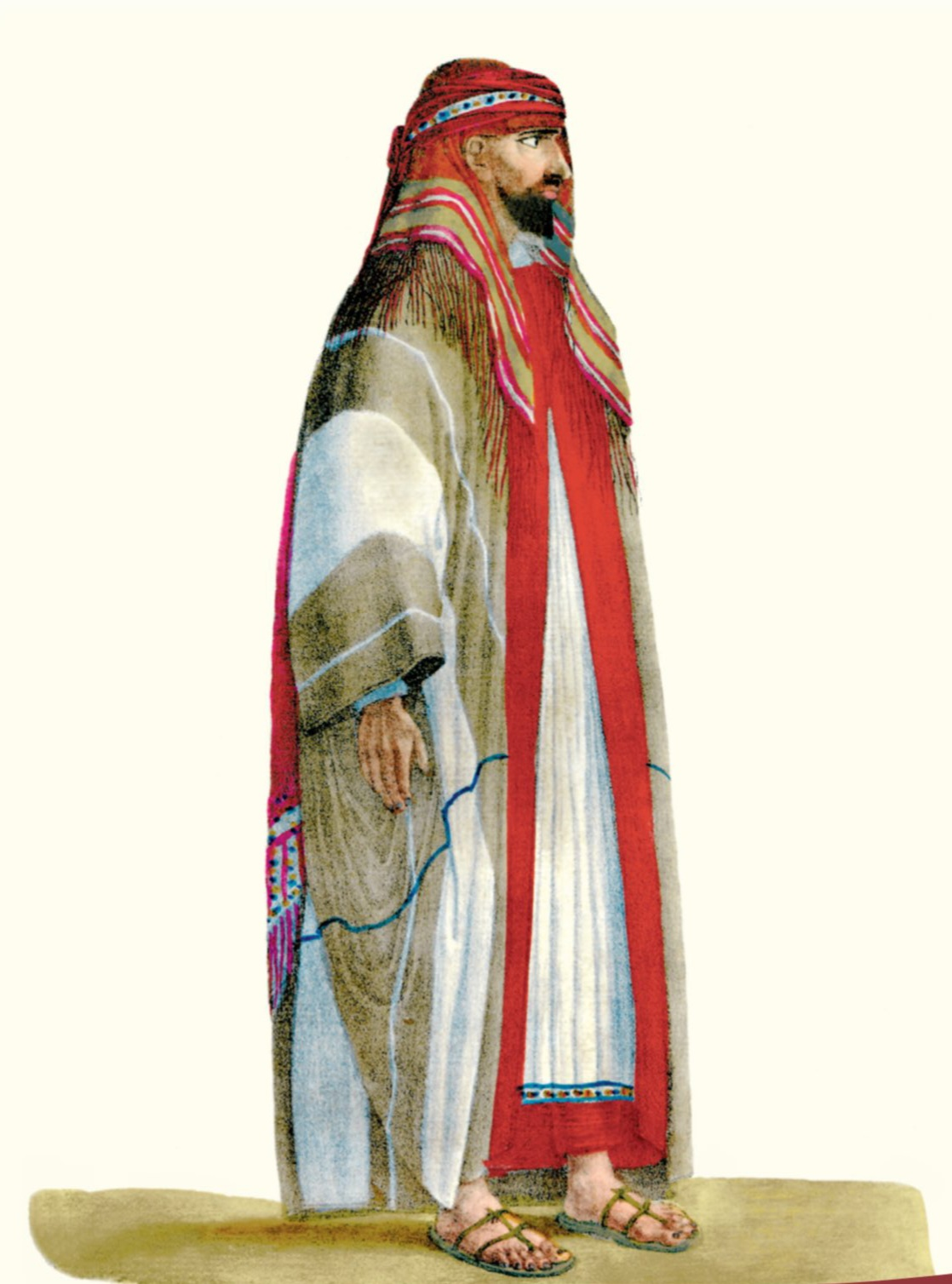
رسماً لعبدالله بن سعود الكبير بن عبدالعزيز بن محمد آل سعود، آخر أئمة الدولة السعودية الأولى، سنة 1818م؛ نشرت في كتاب بعنوان: تاريخ مصر في عهد حكومة محمد علي حتى سنة 1823م، لفيلكس مانجان الفرنسي، المقيم في بلاط محمد علي باشا عن سفارة الدولة الفرنسية.

أكمل إبراهيم باشا زحفه بعد إخضاع شقراء بالسير جنوبا، ناحية بلدة ضْرُما. فلما علم عبدالله بن سعود الكبير بمقصده، سير بعض أتباعه للدفاع عنها، حيث أمر سعود بن عبد الله ابن الإمام محمد بن سعود بالمسير إليها مع مرابطة من أهل الدرعية، ومتعب بن إبراهيم بن عفيصان العايذي مع مرابطة من أهل الخرج، ومحمد العميري مع مرابطة من أهل ثادق؛ وأمرهم جميعا أن يدخلوا ضْرُما ليصيروا عوناً لأهلها ردءاً لهم.

#### مذبحة ضْرُما
قال ابن بِشر المؤرخ النجدي المعاصر لسقوط الدولة السعودية: «فلما كان صبيحة أربعة عشر من ربيع الثاني، أقبل الباشا على البلد ونزل شرقيها قرب قصور المزاحميات بينها وبين البلد فحطوا ثقلهم وخيامهم، ثم سارت العساكر بالقبوس والمدافع والقنابر، ونزلوا بها شمال البلد قرب السور فثارت الحرب بين الروم وبين أهلها وحقق الباشا عليهم الرمي المتتابع، وحربهم حربا لم يرى مثله، وثبت الله أهل البلد، فلم يعبأوا به وطلب منهم المصالحة فأبوا عليه ولم يعطوه الدنية، وكانت هذه البلد ليس في تلك النواحي أقوى منها بعد الدرعية رجالاً وأموالاً وعدداً وعدة، ولكن الله سبحانه يفعل ما يريد، فحشدت عليهم عساكر الروم والمدافع فلم يحصلوا على طائل، ثم حشد الروم عليهم أيضا وقربوا القبوس من السور وحربوها حرباً عظيماً هائلاً. وذكر لي أنهم عدوا فيما بين المغرب والعشاء خمسة آلاف وسبعمائة رمية ما بين قبس ومدفع وقنبرة، فهدموا ما والاهم من السور، فلما رأى الباشا صبرهم وصدق جلادهم ساق الروم عليهم وأهل البلد فيه ثابتون»، إلى أن قال: «وبنوا بعض ما انهدم من السور، فلما رأى الباشا صبرهم وصدق جلادهم أمر على بعض القبوس وصرفها إلى جنوب البلد، وفيه متعب بن عفيصان المذكور ومن معه من أهل الخرج، ورماهم بتلك القبوس وعندها عسكر كثير، وكان الحرب والضرب والرمي تتابع على أهل البلد من الروم في الموضع الأول، وجميع أهل النجدة من أهل البلد والمرابطة قبالتهم عند السور المهدوم في وجه القبوس والقنابر، فلم يفجأهم إلا الصارخ من خلفهم أن الروم خلفكم في أهليكم وأولادكم وأموالكم فكروا لبلدهم راجعين»، إلى أن قال: «وكرت عساكر الروم في أثرهم، وذلك بعد صلاة الصبح سابع عشر ربيع الثاني، وكانت تلك الليلة التي حصل فيها شدة هذا الحرب من إرادة الله سبحانه وقدره، لما أراد أن يمضي أمره صب السماء عليهم بالمطر ومعه برد شديد يجمد منه في الجو القطر، ودخل الروم البلد من كل جهة، وأخذوها عنوة وقتلوا أهلها في الأسواق والسكك والبيوت وكان أهل البلد قد جالدوهم في وسطها إلى ارتفاع الشمس، وقتلوا من الروم قتلى كثيرة، لكن خدعوهم بالأمان». قال أيضا: «ذكر لي أنهم يأتون إلى أهل البيت والعصابة المجتمعة فيقولون: «أمان أمان»، ويأخذون سلاحهم ويقتلونهم، ونهبوا جميع ما احتوت عليه البلد من الأموال والأمتاع والسلاح واللباس والمواشي والخيل وغير ذلك»، إلى أن قال: «وهرب رجال من أهل البلد وغيرهم على وجوههم في البرية فبين ناج ومقتول وبقيت البلد خالية من أهلها». فر من بقي من النساء والذرية، وحملهم سعود بن عبد الله ابن الإمام محمد بن سعود إلى الدرعية. فلما قدموها، قام لهم عبدالله بن سعود الكبير وأهل الدرعية، وأنزلوهم وأعطوهم وأكرموهم، واستعدوا للدفاع عن الدرعية.

#### دفاعات الدرعية
كانت مدينة الدرعية تتألف من أحياء متجاورة يحيط بكل منها سور، فكانت المدينة محصنة تحصيناً منيعاً؛ إذ تمتد على ضفتي وادي حنيفة المليء بأشجار النخيل وعلى تلين مرتفعين وحُفِر لاحقاً خندق لزيادة تحصينها. كما يحيطها سور جامع يوفر لها الحماية المطلوبة مع أبراج المراقبة للتنبيه لكل حي والمزودة بالمدافع. من أحياءها: الطّرَيف، والبجيري، وظهرة سَمْحان، وغصيبة، والمليبيد.

#### معركة الدرعية

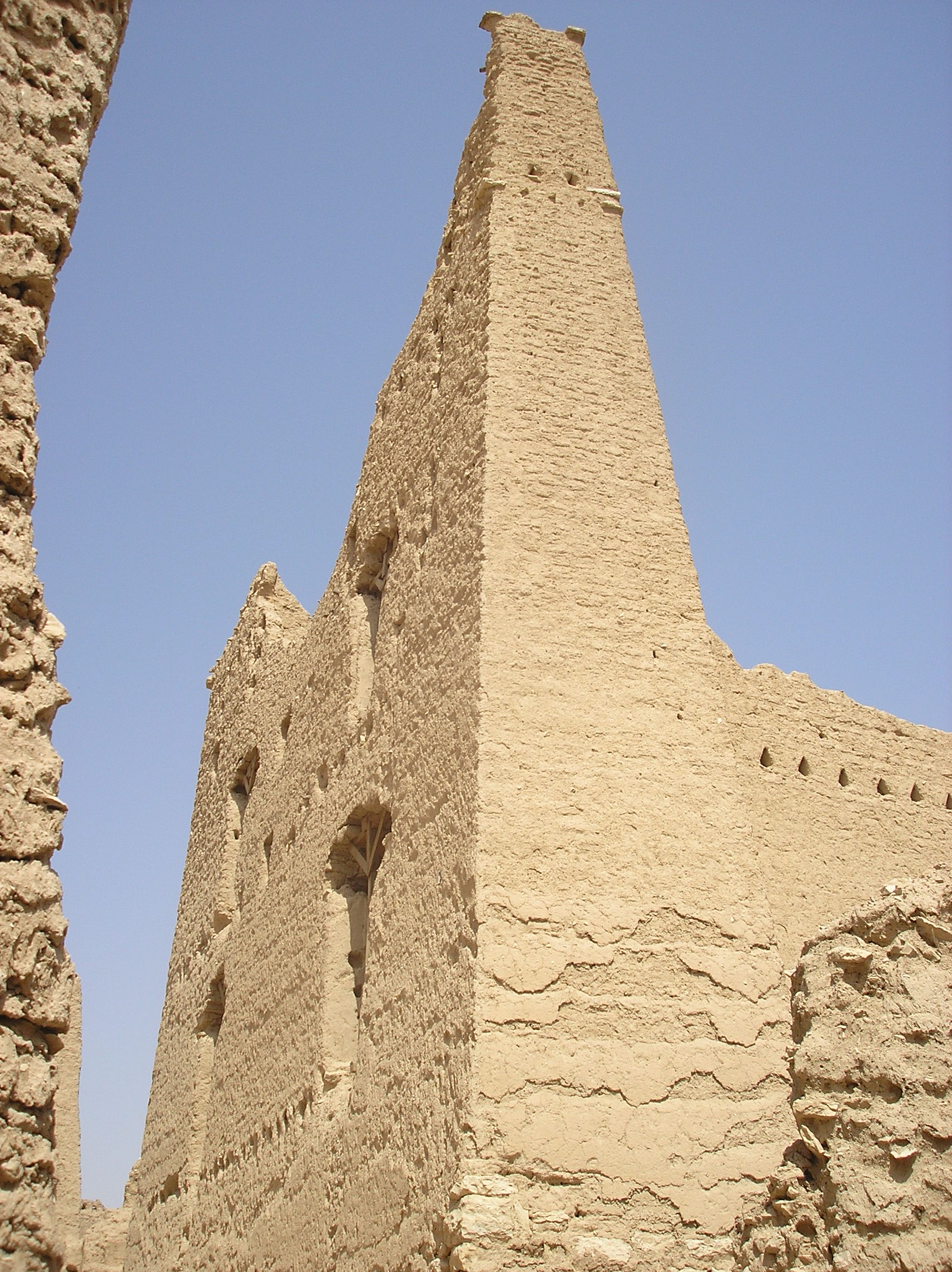
أحد بقايا تحصينات الدرعية الرئيسية.

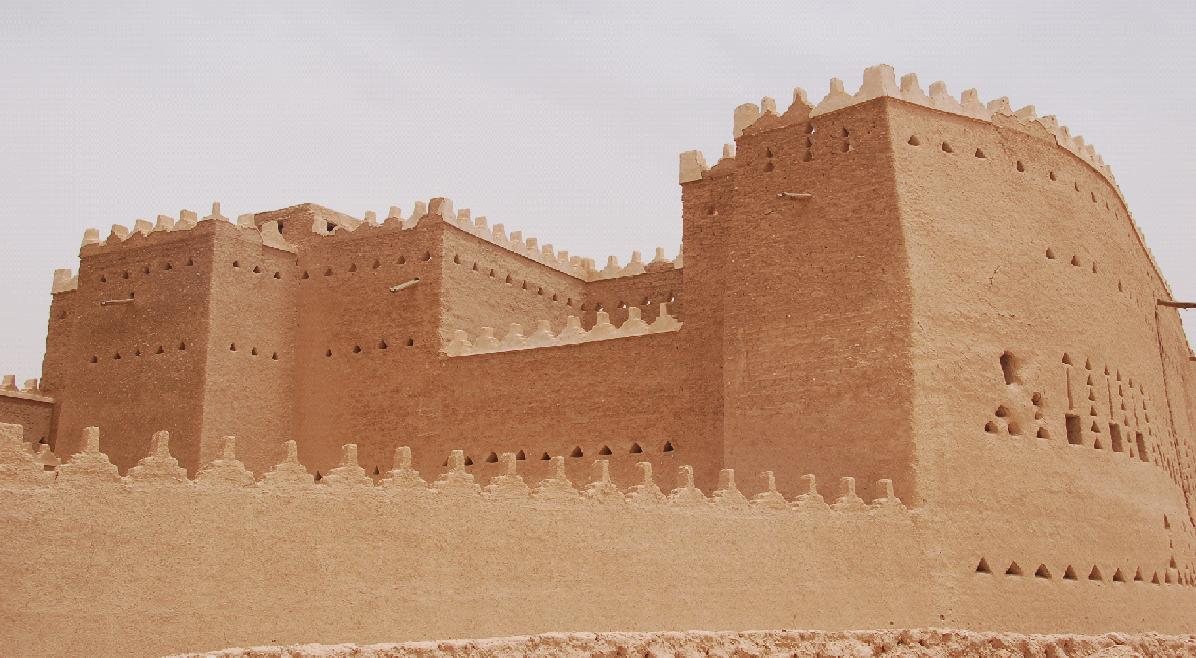
قصر سعد بن سعود الكبير بعد ترميم جُدُره، وهو أحد القصور القليلة المتبقية من قصور الدرعية القديمة والسالمة في قواعدها بعد خراب الدرعية.

وصل إبراهيم باشا بقواته إلى مشارف الدرعية وأطبق الحصار عليها في غرة جُمَادى الأولى سنة 1233هـ/1818م. عمل إبراهيم باشا على اقتحام الدرعية وثلم سورها 6 أشهر، ومن تلك الوقائع:
- وقعة العلب:

بعد أن عسكر إبراهيم باشا على مشارف الدرعية، سار مع بعض جنوده بالخيل ومعه بعض المدافع ليختار المواقع التي يريد النزول بها عند الدرعية حتى وصل إلى منطقة العلب، في أعلى الدرعية، فنزلوا فيه؛ إذ قام إبراهيم باشا عندها بحفر متاريس (خنادق)، مقابل متاريس عبدالله بن سعود الكبير، فابتدر عبد الله بن سعود الكبير بإطلاق النار من مدافعه. وقد ذكر إبراهيم باشا في رسالة وجهها إلى أبيه محمد علي باشا ضمن وثائق الأرشيف العثماني، ما نصه: «بما أن الدرعية كائنة بين جبلين فوزع وقسم المذكور -عبدالله- الوهابيين.. على الجبال وأطراف مضيق الدرعية وفي داخل الحدائق -المزارع- المختلفة، وبقية أعوانه في داخل الأسوار والأبراج، وقوى متاريسه تقوية جدية على وجه لا تنفذ فيها القذائف».
- وقعتي شعيب المغيصيبي وشعيب الحريقة:

وهي شعبان خارج الدرعية، جهة الشمال، وجهة الجنوب، حمل فيهما أهل الدرعية على قوات إبراهيم باشا؛ إذ منعوهم من ضرب أسوار الدرعية منهما.
- وقعة غبيراء:

وهي الشعيب الواقع في أقاصي المتاريس الجنوبية من الدرعية، وسببها أن إبراهيم باشا جمع خيلاً هاجم بهم أهل الدرعية ليلاً من الخلف وهم في متاريسهم (خنادقهم)، فتراجع أهل الدرعية وثبتوا لاحقاً بعد أن سقط منهم بعض الرجال من القادة، مثل: فهد بن تركي بن عبد الله ابن الإمام محمد بن سعود. روى ابن بِشر أحداثها، بقوله: «وتراجع أهل الدرعية وثبتهم الله تعالى، وقتل من الروم مقتلة، وهرب من الدرعية تلك الليلة عدة رجال من أهل النواحي. هذا وأهل الدرعية في متارسهم المذكورة لم يختلف منها شيء».
- وقعة سمحة النخل:

وهي في أعلى الدرعية، بعد شهر تقريباً من حصار الدرعية، وفيها انهزم أهل الدرعية وابتعدوا عن متاريسهم؛ وذلك أن أناسا من أهل البلد خرجوا إلى إبراهيم باشا وأخبروه بعورات البلد ومواطن الضعف فيها. جمع إبراهيم باشا قواته مع الخيالة وهاجم بهم على بعض متاريس الدرعية وبروجها حسبما أرشدهم إليه الذين انضموا إليهم من أهل الدرعية، فاقتحم مترس عمر بن سعود الكبير، ومترس أخاه فيصل بن سعود الكبير في سمحة، وغيرهم. كما سقط البرج الذي يحمي مترس عمر، بما فيه من مدافع، فتراجعوا. ذكر إبراهيم باشا أحداثها في رسالة وجهها إلى أبيه محمد علي باشا، وفيها: «وهجمنا على متاريسهم وطابية مدافعهم ودخلنا مع الأشقياء المقهورين في داخل الأسوار والأبراج مندمجاً لبعض.. وغنمنا أربعة أعداد من المدافع الصفر (النحاس الأصفر)، التي كانوا أخذوها في السنوات السابقة.. وإن عدد الوهابيين الذين قتلوا وفروا.. يبلغ ألفين».
- وقعة السلماني:

وذلك أن أهل الدرعية بعد انسحابهم من متاريس سمحة، عسكروا في السلماني، ووقع بينهم وبين جنود إبراهيم باشا قتال شديد؛ إذ صدوهم عن أسوار الدرعية. روى ابن بِشر عن أحداث انسحابهم وتحصنهم بالسلماني واسترداد ما فقدوه، ما نصه: «فلما اشتد القتال فيما تقدم وانهزم عمر بن سعود خرجت تلك العساكر من خلف متاريس أهل الدرعية.. وجعلت المغاربة والدالتلية على من في جهتهم من المتارس الشمالية والجنوبية فانهزم أهل الدرعية عن متارسهم، واتصلت الهزيمة في المتارس الشمالية والجنوبية وتركوا أكثر المدافع والأثقال. وحصل مقتلة عظيمة بين الروم وأهل الدرعية، فلم يتراجعوا إلا عند السلماني النخل المعروف على شفير الوادي لإبراهيم ابن الشيخ محمد بن عبدالوهاب، فوقف فيصل وأخوه سعد وكثير من الأعيان والشجعان فجالدوا الروم جلاد صادق حتى ردوهم على أعقابهم.. ثم جلس أهل مترس في الموضع الذي وقفوا فيه فوضعوا فيه محاجيهم في بطن الوادي وعلى يمنته ويسرته، وبنوها بالحجارة وأحكموها». قُتِل فيصل بن سعود الكبير لاحقاً، وحل مكانه أخاه تركي بن سعود الكبير. يُذْكر أن الأول هو قائد معركة بِسْل قَبْل ثلاث سنوات من حصار الدرعية.
- وقعة شعيب البليدة:

في الجهة الجنوبية من الدرعية حيث نشب في ذلك الموضع قتال بين الجانبين، ثم حصل قتال آخر من بعد الظهر إلى ما بعد العصر حيث حمل جنود إبراهيم باشا على متاريس أهل الدرعية، إلا أن أهل الدرعية حملوا عليهم بدورهم وأخرجوهم منها.
- وقعة شعيب قليقل:

في الجهة الشمالية من الدرعية حيث حصل فيها وقعة عظيمة حينما حمل جنود إبراهيم باشا على أهل الدرعية في ذلك المكان، فثبتوا لهم. ثم إن إبراهيم باشا قصد مع بعض جنوده بلدة عِرْقة القريبة؛ إذ كانت تمد الدرعية بالمؤن، فهجم عليها ودمرها.
- وقعة حريق المستودع:

وهو حريق خسر فيه إبراهيم باشا أعداد كبيرة من قواته ومعداته. روى المؤرخ المصري عبدالرحمن الجبرتي أحداثها في قوله: «وصل نجاب وأخبر بأن إبراهيم باشا ركب إلى جهة من نواحي الدرعية لأمر يبتغيه وترك عرضيه، فاغتنم الوهابية غيابه، وكبسوا على العرضى على حين غفلة، وقتلوا من العساكر عدة وافرة، وأحرقوا الجبخانة، فعند ذلك قوي الاهتمام، وارتحل جملة من العساكر في دفعات ثلاث برا وبحرا يتلو بعضهم بعضا في شعبان ورمضان.. وانقضى شهر الصوم، والباشا متكدر الخاطر ومتقلق ومنتظر ورود خبر ينْسَرُّ بسماعه».
- وقعة كتلة:

وهي إحدى المحاولات الكبيرة التي قام بها إبراهيم باشا لاقتحام الدرعية. روى ابن بِشر أحداثها وما تلاها في قوله: «جرى وقعة في كتلة الشعيب المعروف قبلة البلد حصل فيها مقتلة عظيمة بين الفئتين، وحصل فيها بعد ذلك وقعات عديدة.. شرقي البلد. ثم إن أهل الناحية الشمالية حملوا على قبوس الباشا فوقع عندها قتال شديد وقتلوا عدة قتلى من الروم، فأرادوا أن يجروها فوجدوها مربوطة بسلاسل من الحديد».
- وقعة الرفيعة:

وهي نخل في شعيب شرق الدرعية، شدد إبراهيم باشا هجومه على المتاريس التي تحمي أسوار الدرعية قبالتها؛ إذ سار إبراهيم باشا ببعض جنوده الخيالة ومعهم رجال من أهل الخرج ورجال من أهل الرياض الذين كانوا قد انضموا إلى إبراهيم باشا، فحملوا على متاريس الدرعية في الرفيعة، فقاتلهم من كان فيها وعلى رأسهم فهد بن عبد الله بن عبد العزيز آل سعود ومعه جمع من أهل الدرعية وأهل سدير وغيرهم، ودارت معركة قتل فيها فهد المذكور لكن لم يلبث أن خرج مدد من أهل الدرعية لنجدة من في المتاريس في الرفيعة، فأوقعوا في أتباع إبراهيم باشا القتل وانفضت الوقعة لاحقاً عن قتلى كثيرة بين الفريقين (كما نص ابن بِشر).
- وقائع الدرعية طوال فترة الحصار:

روى ابن بِشر أن الحرب استمرت على أسوار الدرعية وكانت في مجملها ما نصه: «وصار في كل يوم ووقت قتال، واستمر دائماً بالغدو والآصال.. وتطايرت القنابر في الجو كأنها رجوم الشياطين، فهذا منها في الأرض ثائرة وهذا تراه في الجو طائرة فصبر أهل الدرعية، ونزل عليهم الثبات، وقاتلوا الروم حتى ملأوا فجاجها من الأموات فمرة يحملون على الروم في محاجيهم، ومره يحملون الروم عليهم.. ونار الحرب مشتعلة دائماً في وسط المحاجي وجنوبها وشمالها، وفي كثير من جهات البلد، فإذا رأيت في موضع حرباً رأيت مثله في الموضع الثاني، ومثله في الآخر». كما قال أيضا: «وطال الحصار وبلغ سعر البر في بطن الدرعية صاع بالريال». في حين ذكر إبراهيم باشا أحداثها في رسالة وجهها إلى أبيه محمد علي باشا، وفيها: «لقد جرى أخذ وضبط ما وجد بين بساتين نخيل الدرعية.. عقب الاشتباكات الواقعة. وقد كان لحق بفريق الشهداء عدد من ضباطنا الكبار والصغار والرتباء وأفراد العساكر المشاة والخيالة.. كما قتل وأُعْدم عدد كبير من طائفة النجديين.. وقد أقمنا متاريس جديدة مقابل متاريس الدرعية القديمة وباشرنا بتعزيز الحصار الشديد عليها. إن هذه الحرب الجارية بصورة مستمرة في الدرعية هي كما شوهد وتحقق أصعب وأمّر من أية حروب مضت وأمر تسهيلها منوط بإرادة الباري، وقد سبق عرض ذلك تفصيلاً لحضرتكم العلية». روى عبدالرحمن الجبرتي عن حال محمد علي باشا مع طول مدة الحصار، ما نصه: «والباشا منفعل الخاطر لتأخر الأخبار وطول الانتظار.. ولضيق صدره، واشتغال فكره، لا يستقر بمكان، فيقيم بالقلعة قليلا، ثم ينتقل إلى قصر شبرا، ثم إلى الآثار، ثم الأزبكية، ثم الجيزة، وهكذا».
- سقوط الدرعية:

روى ابن بِشر أن ذلك الهجوم قد بدأ في الثالث من ذي القعدة سنة 1233هـ/1818م، أي بعد ستة أشهر من حصار الدرعية؛ إذ حمل إبراهيم باشا بقواته على جهات الدرعية الأربع مستغلاً وصول إمدادات تدفقت عليه منذ محرقة المستودع من مصر حينذاك، وكذلك ما توفر من معلومات هامة عن مواطن الضعف في الأسوار والأبراج والقوات لأهل الدرعية. وكان الاستعداد لهذا الهجوم قد بدأ من الليل. وقد وجه إبراهيم باشا مدافعه حول جهات الدرعية الأربع، وجمع أكثر خيالته وجنوده عند الجهة الجنوبية من الدرعية، بينما ركز مدافعه على الجهة الشمالية أكثر من غيرها. وعند الفجر، اتجه الخيالة والجنود إلى مشيرفة، في الجهة الجنوبية، وفيها نخل سعود الكبير بن عبدالعزيز، فوجدوا المكان خاليا كما أخبرهم من انحاز إليهم واتفق معهم، فنقبوا السور واستولوا عليه؛ كما ابتدأ الهجوم العام من جميع الجهات ليشغلوا أهل الدرعية عن استيلائهم على مشيرفة. فاشتد القتال بين الجانبين، ولم يلبث أن خرجت خيالة وجنود إبراهيم باشا على أهل الدرعية من جهة مشيرفة، ففاجأوا أهل الدرعية الذين حصل منهم الارتباك ثم الانهزام؛ إذ تركوا مواقعهم وتفرقوا، كل أهل منزلة قصدوا منزلتهم، وتوزعوا على الأحياء، واعتصموا فيها، ومنهم سعد ابن الإمام عبدالله بن سعود الكبير الذي تحصن في قصر غصيبة ومعه أعوانه، أما إمام الدولة السعودية عبدالله بن سعود الكبير فقد كان في سَمْحان عند بوابتها حينذاك مع مجموعة من أهل الدرعية يقاتلون عنها، فلما علم بهذا التطور انتقل من سَمْحان إلى قصره في الطّرَيف وتحصن فيه، فاستولى جنود إبراهيم باشا على سَمْحان وأخذوا يرمون أصحاب البيوت بالمدافع.
قال ابن بِشر: «فلما اشتغل بعضهم ببعض واشتعلت نار الحرب بين السماء والأرض، لم يفجأ أهل الدرعية إلا والروم قد أتوهم من خلفهم من جهة مشيرفة، وحمل عليهم الروم أيضاً من وجههم فانهزموا عن محاجيهم، وحمي الوطيس وصار قتالاً شديداً قتل بين الفئتين قتلى كثيرة، قتل فيها إبراهيم بن سعود بن عبدالعزيز وتفرق أهل الدرعية في بلدهم كل أهل منزلة قصدوا منزلتهم وترسوا في سورها ودورها وقصد سعد بن عبدالله بن سعود قصر غصيبة المشهور الذي بناه سعود بن عبدالعزيز وجعل بابه من حديد فدخله واحتصر فيه ومعه عدة رجال من الأعيان وغيرهم وجر الباشا القبوس والقنابر على القصر فحاربه حرباً لم ير مثله، وثلم رؤوس البروج والجدران وتفرقت العساكر على أهل الدرعية في منازلهم ودخلوا شيئاً منها».
فخرج عليهم أهل السهل من أهل حي البجيري بين التلين وعلى رأسهم الشيخ عبدالله بن محمد بن عبدالوهاب مستميتين في طرد قوات إبراهيم باشا، واستمر قتالهم في السكك وأمام الدور حتى الليل، واستطاعوا زحزحة قوات إبراهيم باشا من مكانها بعد أن سقط العديد من القتلى، وأرادوا الصلح مع إبراهيم باشا في السابع من ذي القعدة على البلد كلها فأبى إلا على السهل فقط أو أن يخرج إمام الدولة السعودية بنفسه إليه. قال ابن بِشر: «فشمر وشهر سيفه عبدالله ابن الشيخ محمد بن عبدالوهاب وانتدب واجتمعوا عليه أهل البجيري ونهضوا على الروم من كل جانب كأنهم الأسود وقاتلوا قتالاً يشيب من هوله المولود، فأظلمت الهجيرة كأنها الليل وصريخ السيوف في الرؤوس كأنه صهيل الخيل فأخرجوهم منها صاغرين.. حتى قال لي بعض من حضر ذلك: لو حلفت بالطلاق أني من الموضع الفلاني إلى الموضع الفلاني لم أطأ إلا على رجل مقتول لم أحنث.. ثم أرسلوا إلى الباشا وطلبوا الصلح فأجابهم إليه بعد أن كان آبياً.. فأرادوا منه أن يصالحهم على البلد كلها فأبى أن يصالحهم إلا على أهل السهل أو يحضر عبدالله بن سعود.. فانفصل الصلح بينهم يوم الأربعاء سابع ذي القعدة». عاد واشتد القتال بين الجانبين وركز إبراهيم باشا مدافعه على حي الطّرَيف حيث يعتصم إمام الدولة السعودية عبدالله بن سعود الكبير بقصره، فتهدمت جوانب من القصر، فخَرّج عبد الله مدافعه منه ونقلها إلى مسجد الطّرَيف وأخذ يرمي عدوه منه ومعه مجموعة من أهل الدرعية، واستمروا على ذلك؛ ثم حصل تناقص في أتباع عبدالله بن سعود الكبير حيث وقعت معظم الحصون في التاسع من ذي القعدة سنة 1233هـ/10 سبتمبر سنة 1818م. روى ابن بِشر أحداثها قائلاً: «فلما رأى عبدالله ذلك بذل نفسه للروم وفدى بها عن النساء والولدان والأموال، فأرسل إلى الباشا وطلب المصالحة، فأمره أن يخرج إليه فخرج إليه وتصالحا على أن يركب إلى السلطان فيحسن إليه أو يسيء. وانعقد الصلح على ذلك.. وأطاعت البلد كلها».
```
بنود صلح الدرعية:
```

- دخول الدرعية في طاعة إبراهيم باشا.
- بذل الأمان لأهل الدرعية على دمائهم وأموالهم.
- ترحيل إمام الدولة السعودية عبد الله بن سعود الكبير إلى القاهرة، فالأستانة.

| الحرب العثمانية السعودية | أنت قوي يا إبراهيم، وأبوك محمد علي أقوى منك، والسلطان محمود أقوى من أبيك، ولكن الله.. أقوى منكم جميعاً، وإذا لم يكن مقدراً علي أن أقتل فإن سيوفكم كلها لا تستطيع أن تقطع رأسي. | الحرب العثمانية السعودية |

لاحقاً بعد أن قَبِل عبد الله بن سعود الكبير بالشروط نكث إبراهيم باشا بما تعهد به؛ إذ قام بعد أن استولى على الدرعية بحرق وتدمير معظم قصورها وبيوتها وأسوارها، كما قطع نخيلها وأشجارها، وقتل علماءها، وصادر معظم المخطوطات والكتب التي وصل إليها. وعمل إبراهيم باشا أيضا على ملاحقة ذرية محمد بن سعود ومحمد بن عبد الوهاب وقتلهم. من جملة من فر من الدرعية، قاضي الدرعية ومندوبها إلى محمد علي باشا أواخر سنة 1815م، القاضي عبد العزيز بن حمد بن إبراهيم التميمي. في حين ألقي القبض على قاضي المدينة المنورة والذي كان قد لجأ إلى الدرعية، أحمد بن رشيد الحنبلي، وتم خلع أسنانه حياً وتعذيبه أشد العذاب. كما تم القبض على الشيخ علي بن محمد بن عبد الوهاب وأخيه عبد الله بن محمد بن عبد الوهاب، وابن أخيهما عبد الرحمن بن حسن آل الشيخ (فر من مصر بعد سنين لاحقة وانحدر من صلبه مفتي الحجاز ونجد وملحقاتهما في القرن الواحد والعشرين للميلاد عبدالعزيز بن عبدالله)، وغيرهم. وأُعْدم القاضي سليمان بن عبد الله، حفيد الشيخ محمد بن عبد الوهاب؛ وأخا سليمان القاضي علي بن عبد الله بن محمد بن عبد الوهاب. كما لوحِقَ وأُعْدم قاضي الخرج والدلم علي بن حمد العريني، وقاضي الحريق والحوطة رشيد السردي، وقاضي الأحساء عبد الرحمن النمي، وغيرهم.
| «كان الجميع في الدرعية في حالة ذعر شديد.. كانت أسرة هذا الأمير الواثق بنفسه حزينة.. لقد أدت الحرب وآثار الحصار والمجاعة التي عانى منها الناس إلى انتشار الوباء بينهم، كما هاجم الوباء الجنود الذين أرهقهم الحرمان من كل شيء. جمع إبراهيم باشا زعماء البلدان الذين استدعاهم إلى الدرعية وأمرهم بهدم أسوار بلدانهم وتحصيناتها خلال مدة محددة وحملهم مسؤولية تنفيذ أوامره.. دمرت معظم الأسوار والتحصينات.. وبعد مغادرة الباشا مباشرة أصدر الحاكم محمود أفندي أوامره إلى الجنود بقطع أشجار النخيل في حين كان السكان منشغلين بهدم الأسوار.. وما إن تخرج أسرة من منزلها حتى يبادر الجنود بالدخول إليه وإحراقه دون التأكد من خلو المنازل المجاورة من سكانها. كانت القوات تعسكر في الساحة، وكنا في أشد فصول السنة حرارة، ولذلك أبيدت جميع النباتات الأمر الذي نتج عنه مشهد مرعب» |
| —مُدوَّن أحد جنود إبراهيم باشا والمُؤرَّخْ في تاريخ فيلكس مانجان. |

روى سادلير الذي كان مبعوثا من قِبَل الإمبراطورية البريطانية لملاقاة وتهنئة إبراهيم باشا، وللتباحث معه بشأن حشد القوى المحلية من سلطان مسقط في عمان والإقليمية المتمثلة فيه؛ لغاية تنفيذ هجوم مشترك على الشيوخ القواسم الذين يعتبرون آخر موالين متبقين للدولة السعودية في رأس الخيمة والشارقة ولتحجيم نفوذهم، ما نصه: «إبراهيم باشا قد برر الدمار والحرق الذي طال الدرعية وأهلها بأنه أمر من والده محمد علي باشا».
روى هارفرد بريدجز عن نهايتهم، ما نصه: «هكذا تنتهي في الوقت الحاضر القوة والحكومة التي أقامها هذا الشعب الذي تمكن من التحول من الضعف إلى القوة، كان في وقت من الأوقات يثير أشد حالات الذعر لكل الباشوات الأتراك في كل قارة آسيا، وسيدهم السلطان في القسطنطينية على حد سواء، بالإضافة إلى أتباع النبي محمد التقليديين بشكل عام. لقد سمح الوهابيون لأنفسهم في الواقع أن ينخدعوا فيما يخص مدى قوتهم الحقيقية إلى درجة أنهم تصوروا بكل تهور أنهم يستطيعون تحدي الحكومة البريطانية. كان تعاقب الحكام الوهابيون على النحو التالي: الأول: محمد بن سعود؛ الثاني: عبدالعزيز بن محمد بن سعود؛ الثالث: سعود بن عبدالعزيز؛ الرابع: عبدالله بن سعود».
يُذْكر أن بعض علماء الدرعية وأعيانها فروا إلى رأس الخيمة والشارقة، تحت ظل الشيوخ القواسم؛ إذ أصبحت آخر مناطق متبقية تدين بالولاء للدرعية وبعيدة عن إبراهيم باشا. من جملة من فر إليهم القاضي علي بن حسين بن محمد بن عبدالوهاب وعمته فاطمة بنت محمد بن عبد الوهاب؛ وكان ذلك قَبْل أن تطلق الإمبراطورية البريطانية حملتها الرابعة على رأس الخيمة مستغلة دمار الدرعية. مكث إبراهيم باشا تسعة أشهر بالدرعية بعد دخولها، وقام منها بتوطيد سلطته على البلدات التي أخضعها من قَبْل. كما صادر الأموال ناحية الأحساء، وشتت شمل من كان تابعاً للدرعية فيها، ورجع إلى مصر سنة 1235هـ/1819م بعد أن دمر الدرعية. وحرص إبراهيم باشا قَبْل مغادرة شبه الجزيرة العربية على اغتيال وأسر كل عمال الدرعية المتبقين تحت يديه؛ إذ اغتيل أمير الجبل محمد بن عبد المحسن آل علي في قصره، واغتيل أمراء الخرج والدلم من آل عفيصان جميعاً، وتم أسر أمير القصيم حجيلان بن حمد التميمي.
قَدَّر سادلير الذي كان قد قصد إبراهيم باشا للتهنئة بسقوط الدرعية، وللتباحث معه بشأن أمر الشيوخ القواسم، أن قوات إبراهيم باشا التي بقيت معه بعد سقوط الدرعية تناهز الثمانية آلاف مقاتل نظامي؛ في حين لا يُعْرف كم كانت عند بداية حملته، ولا عن أعداد القوات الغير نظامية التي نجح في استمالتها وحاربت معه. قَدَّر ابن بِشر خسائر حملة إبراهيم باشا على نجد نقلاً عن كاتب إبراهيم باشا الذي جلى إلى القاهرة مع من أُسِر من أهل بَيْتَي محمد بن سعود ومحمد بن عبدالوهاب -وهم أربعمائة نفس- بعد سقوط عاصمتهم باثني عشر ألف مقاتل، ومعظمها إبان معركة الدرعية، في حين خسرت الدرعية سيادتها وقواتها ونظامها عن آخره. وروى الجبرتي عن حجم النفقات التي بذلت في سبيل تذليل العقبات أمام إبراهيم باشا، ما نصه: «فمنها: وهو أعظمها شدة الأذية والضيق وخصوصا بذوي البيوت.. بسبب قطع إيرادهم وأرزاقهم.. وتحول المصرفجي على بعض الجهات، فكان كلما اجتمع لديه قدر يلحقه الطلب بحوالة من لوازم عساكر السفر المجردين، وانقضى العام وأكثر الناس لم يحصل على شيء، وذلك لكثرة المصاريف والإرساليات.. والغلال والمؤن، وخزائن المال من أصناف خصوص الريال الفرانسة، والذهب البندقي، والمحبوب الإسلامي بالأحمال، وهي الأصناف الرائجة بتلك النواحي.. أخبرني أحد أعيان كتاب الخزينة عن أجرة حمل.. على جمال العرب خاصة في مرة من المرات خمسة وأربعين ألف فرانسة، وذلك من الينبع إلى المدينة، حسابا عن أجرة كل بعير ستة فرانسة يدفع نصفها أمير الينبع، والنصف الأخير يدفعه أمير المدينة عند وصول ذلك، ثم من المدينة إلى الدرعية ما يبلغ المائة والأربعين ألف فرانسة، وهو شيء مستمر التكرار والبعوث ويحتاج إلى كنوز قارون وهامان، وإكسير جابر بن حيان. ومنها: أن الباشا زاد في هذه السنة الخراج، وجعل على كل فدان ستة قروش وسبعة وثمانية، وذكر أنها مساعدة على حروب الحجاز».

## وَقعْ سقوط الدرعية

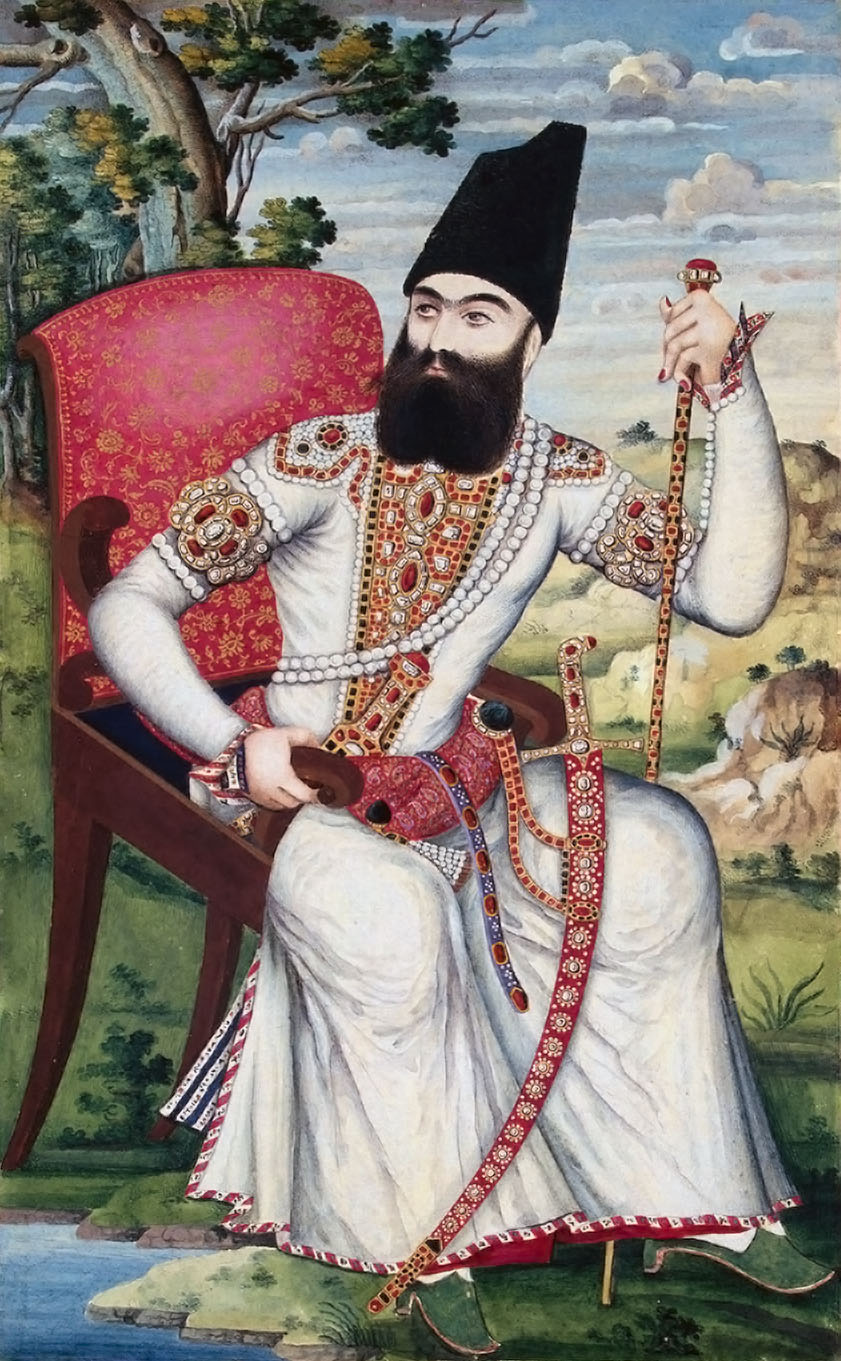
عباس ميرزا، ولي عهد القاجار لبلاد فارس.

روى عبد الرحمن الجبرتي المؤرخ المصري المعاصر لتلك الحقبة رد فعل محمد علي باشا عن نبأ سقوط الدرعية في تاريخه، ما نصه: وردت بشائر من شرق الحجاز بمراسلة من عثمان آغا الورداني أمير الينبع بأن إبراهيم باشا استولى على الدرعية والوهابية، فانسر الباشا لهذا الخبر سرورا عظيما، وانجلى عنه الضجر والقلق وأنعم على المبشر، وعند ذلك ضربوا مدافع كثيرة من القلعة والجيزة وبولاق والأزبكية، وانتشر المبشرون على بيوت الأعيان لأخذ البقاشيش.
وقال أيضا: واستهلت سنة أربعة وثلاثين ومائتين وألف.. ووردت الأخبار من شرق الحجاز والبشائر، بنصرة حضرة إبراهيم باشا على الوهابية قبل استهلال السنة بأربعة أيام، فعند ذلك نودي بزينة المدينة سبعة أيام.. ونصبت الصواوين خارج باب النصر عند الهمايل، وكذلك صيوان الباشا، وباقي الأمراء والأعيان خرجوا بأسرهم لعمل الشنك والحرائق، وأخرجوا من المدافع مائة مدفع وعشرة، وتماثيل وقلاعا، وسواقي وسواريخ، وصورا من بارود بدأوا في عمل الشنك من يوم الأربعاء، فيضربون بالمدافع مع رماحة الخيالة من أول النهار مقدار ساعة زمانية وربع قريبا من عشرين درجة، ضربا متتابعا لا يتخلله سكون على طريقة الإفرنج في الحروب، بحيث أنهم يضربون المدفع الواحد اثني عشرة مرة، وقيل أربع عشرة مرة في دقيقة واحدة، فعلى هذا الحساب يزيد ضرب المدافع في تلك المدة على ثمانين ألف مدفع، بحيث يتخيل الإنسان أصواتها.. رعودا هائلة، ورتبوا المدافع أربع صفوف، ورسم الباشا أن الخيالة ينقسمون كذلك طوابير، ويكمنون في الأعالي، ثم ينزلون مترامحين.. ويهجمون على المدافع في حال اندفاعها بالرمي، فمن خطف شيئا من أدوات الطبجية الرماة يأتي به إلى الباشا، ويعطيه البقشيش والإنعام، فمات بسبب ذلك أشخاص وسواس}}.
وقال أيضا في وصف الحفلات: «وحول محل الحراقة حلقة دائرة متسعة حولها ألوف من المشاعل الموقدة، وطلبوا لعمل أكياس بارود المدافع مائتي ألف ذراع من القماش البز»، إلى أن قال: «وبعد انقضاء السبعة أيام المذكورة، حصل السكون».
| الحرب العثمانية السعودية | أنه قد بلغ إلينا، مجاري أمرك، ومعالي قدرك، وأنباء ظفرك، ونصرك ما ينشد أبهج عنه، ويبشر المبهج به، وتحار العقول لديه، وتطير القلوب إليه، فاطلعنا على ما صنعت في قتال العرب، وصبرت في احتمال التعب، واجتهدت في تجهيز الكتائب وتشميد الغواضب، حتى وطئت أرجاء التهامة، بأقدام الشهامة، وخلصت أرض النجد بالعز والمجد، فتحت باب الأمنية، بفتح الدرعية، وبالغت في دفع البدع، ونفي الدين المخترع، وقطع دابر المفسدين. | الحرب العثمانية السعودية |

### الاحتفالات بعاشوراء وبوصول إمام الدولة السعودية أسيراً إلى القاهرة
قال عبدالرحمن الجبرتي عن دخول عاشوراء، ما نصه: «وكان الباشا قد أمر بإنشاء قصر لخصوص جلوسه بالجزيرة على تجاه بولاق، قبلي قصر ابنه إسماعيل، وتمموا بياضه ونظامه في هذه المدة القليلة، فلما كان ليلة الإثنين، وهو يوم عاشوراء خرج الباشا في ليلته وعدى إلى القصر المذكور، وخرج أهل الدائرة والأعيان إلى الأماكن التي استأجروها -حول نهر النيل-، وكذلك العامة أفواجا، وأصبح يوم الإثنين المذكور، فضربت المدافع الكثيرة التي صففوها بالبرين، وزين أهالي بولاق أسواقهم وحوانيتهم، وأبواب دورهم ودقت الطبول المزامير والنقرزانات في السفائن وغيرها، وطبلخانة الباشا تضرب في كل وقت، والمدافع الكثيرة في ضحوة كل يوم وعصره وبعد العشاء كذلك، وتوقد المشاعل، وتعمل أصناف الحراقات والسواريخ والنفوط والشعل، وتتقابل القلاع المصنوعة على وجه الماء، ويرمون منها المدافع على هيئة المتحاربين، وفيها فوانيس وقناديل، وهيئة باب مالطة بوابة مجسمة مقوصرة لها بدنات، ويرى بداخلها سرج وشعل، ويخرج منها حراقات وسواريخ، وغالب هذه الأعمال من صناعة الإفرنج، وأحضروا سفائن رومية صغيرة، تسمى الشلبنات يرمى منها مدافع وشنابر وشيطيات، وغلايين مما يسير في البحر المالح، وفي جميعها وقدات وسرج وقناديل، وكلها مزينة بالبيارق الحرير والأشكال المختلفة الألوان، ودبوس أوغلي ببولاق التكرور وعنده أيضاً الحراقات الكثيرة والشعل والمدافع والسواريخ، وبالجيزة عباس بيك ابن طوسون باشا، والنصارى الأرمن بمصر القديمة وبولاق، والإفرنج، وأبرز الجميع زينتهم وتماثيلهم وحرائقهم، وعند الأعيان حتى المشايخ في القنج والسفائن المعدة للسروح والتفرج والنزاهة، والخروج عن الأوضاع الشرعية والأدبية، واستمروا على ما ذكر إلى يوم الإثنين سابع عشره».
روى عبدالرحمن الجبرتي أن آخر أيام الاحتفالات كانت عند وصول إمام الدولة السعودية عبدالله بن سعود الكبير في يوم الإثنين السابع عشر من شهر المحرم، قال: وفي ذلك اليوم وصل عبد الله بن سعود الوهابي، ودخل من باب النصر، وصحبه عبد الله بكتاش قبطان السويس، وهو راكب على هجين، وبجانبه المذكور، وأمامه طائفة من الدلاة، فضربوا عند دخوله مدافع كثيرة من القلعة وبولاق وخلافهما، وانقضى أمر الشنك وخلافه من ساحل النيل وبولاق، ورفعوا الزينة وركب الباشا إلى قصر شبرا في تلك السفينة، وانفض الجمع وذهبوا إلى دورهم، وكان ذلك من أغرب الأعمال التي لم يقع نظيرها بأرض مصر.. فذهبوا به إلى بيت إسماعيل باشا ابن الباشا، فأقام يومه، وذهبوا به في صبحها عند الباشا بشبرا، فلما دخل عليه قام له وقابله بالبشاشة وأجلسه بجانبه وحادثه، وقال له: ما هذه المطاولة؟ فقال: الحرب سجال، قال: وكيف رأيت إبراهيم باشا؟ قال: ما قصر وبذل همته، ونحن كذلك حتى كان ما كان قدره المولى، فقال: أنا إن شاء الله تعالى أترجى فيك عند مولانا السلطان، فقال: المقدر يكون، ثم ألبسه خلعة، وانصرف عنه إلى بيت إسماعيل باشا ببولاق.. وفي يوم الأربعاء تاسع عشره، سافر عبد الله بن سعود إلى جهة الإسكندرية وصحبته جماعة من الططر إلى دار السلطنة ومعه خدم لزومه.

## تجدد المعارك في عسير وسقوط المخلاف السليماني
روى ابن بِشر عن تجدد المعارك في عسير وسقوط المخلاف السليماني ما نصه: سار أبو مسمار حمود بن محمد الشريف بجنوده، وقد استنجده محمد بن أحمد وقومه من عسير، وكان قد سار إليهم عساكر الروم مع سنان آغا، ومعه عدد من أهل الحجاز وتهامة، فاجتمع أبو مسمار بعسير فوقعت الملاقات بينهم وبين الروم في حجيلا من نواحي عسير، وكثرت القتلى بين الفريقين، فانهزم الروم.. وبعد هذه الوقعة مرض أبو مسمار، ولم يلبث إلا عشرة أيام ومات، وقام مقامه ابنه أحمد.. ثم سار إليهم خليل باشا بعسكر كثيف من الروم وآخر الأمر أنه أمسك أحمد بن حمود.. ثم سار عسكر ثالث ومعهم محمد بن عون الشريف ورجال من العرب وتوجهوا إلى عسير، وكانوا قد أمسكوا محمد بن أحمد وهو مريض وقتلوه.

## إعدام إمام الدولة السعودية
روى عبدالرحمن الجبرتي في تاريخه عن نهاية الدولة السعودية بإعدام إمامها:

روى الرحالة روتير في تاريخه «رحلة من تفليس إلى القسطنطينية» والذي شهد مقتل آخر أئمة الدولة السعودية: 
 يُذْكر أن القسطنطينية هي الأستانة أو إسلامبول حيث غالباً ما وصفت بالمصادر الأوروبية والأمريكية الغربية بالقسطنطينية للإشارة إلى المدينة ككل.
كما جرى إعدامه مع عدد من رجالات دولته وفي نواحي متفرقة، منهم:
1. عبد الله السراء، خازنه.
2. عبد العزيز بن سلمان آل راجح، كاتبه.

قال ابن بِشر في وصف آخر أئمة الدولة السعودية، عبد الله بن سعود الكبير:
كان عبد الله بن سعود ذا سيرة حسنة، مقيما للشرائع، آمرا بالمعروف، ناهيا عن المنكر، كثير الصمت، حسن السمت، باذل العطاء، موقراً للعلماء، ولكن لم يساعده القدر، وهذه سنة الله في عباده منذ خلق الخلق حتى لا يبقى إلا وجه ربك ذو الجلال والإكرام. وقال فيلكس مانجان الفرنسي المقيم في بلاط محمد علي باشا في وصف آخر أئمة الدولة السعودية عبد الله بن سعود الكبير:
لم يرث عبد الله عن أبيه شيئا من مزاياه. لم يكن حليماً، وكان يعاقب بطَيْش. وكان شجاعاً ولكن الشجاعة لا تكفي.. لم يكن بعيد النظر.. لقد خلف له والده جيشاً قوياً يحتاج إلى قائد ماهر، ولكنه لم يحسن القيادة.

## مصير أسرى الدولة السعودية
روى عبدالرحمن الجبرتي عنهم، ما نصه: «واستهل شهر صفر بيوم الجمعة سنة 1235 وفيه، وصل جماعة من عسكر المغاربة والعرب الذين كانوا ببلاد الحجاز وصحبتهم أسرى من الوهابية نساءً وبنات وغلماناً، نزلوا عند الهمايل، وطفقوا يبيعونهم على من يشتريهم مع أنهم مسلمون وأحرار».

## الفترة التي تلت سقوط الدولة السعودية

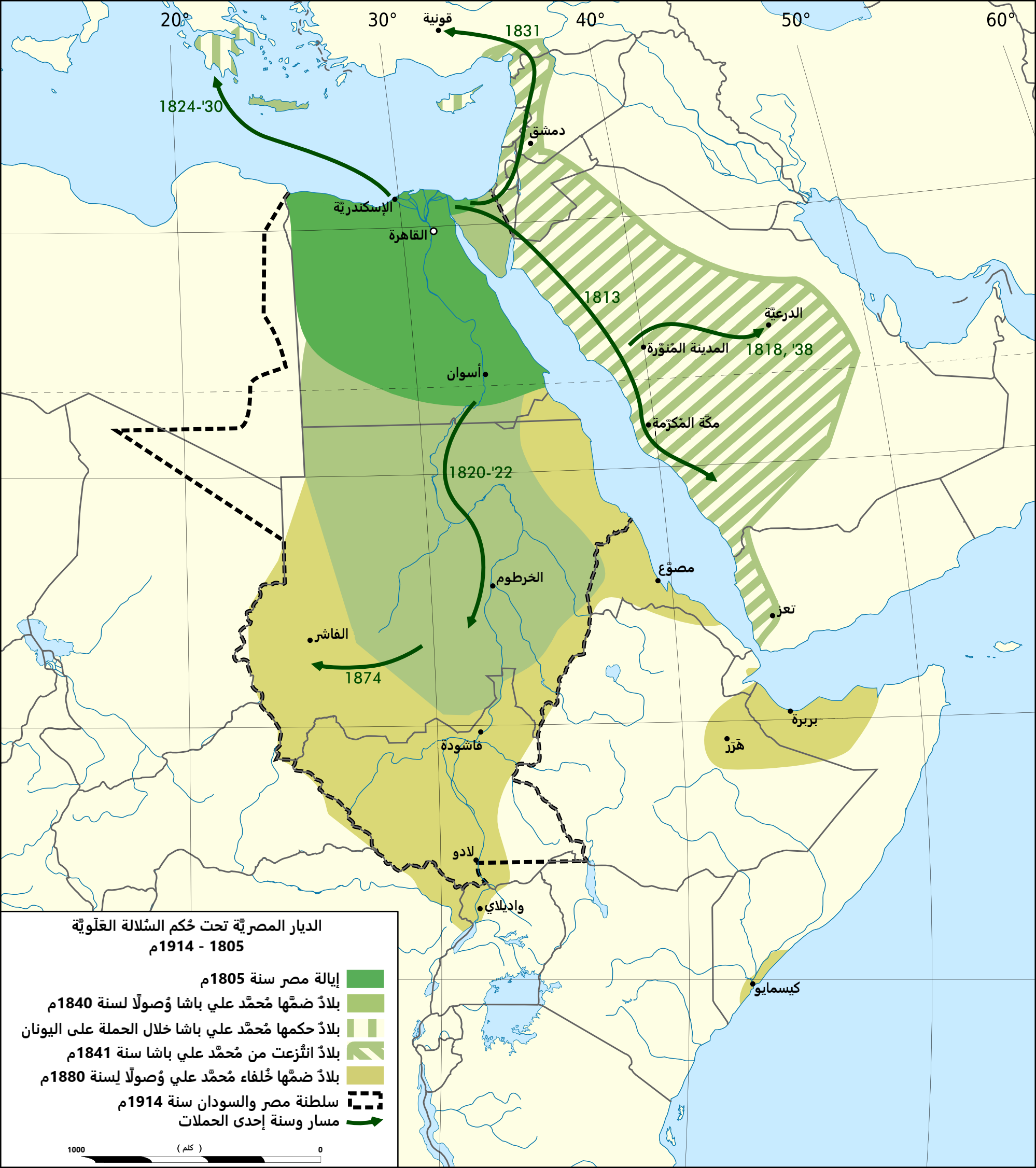
المناطق الخاضعة لمحمد علي باشا والممتد نفوذه فيها سنة 1838م.

في أعقاب سقوط الدولة السعودية، لاحقت الحاميات العثمانية علماء الدرعية وأعيانها وأخذت في تقتيلهم. وقد جد الطلب فيهم بعد ثورة تركي بن عبد الله ابن الإمام محمد بن سعود؛ إذ قدم على بلدة ثرمداء حسين بيك مع قواته سنة 1236هـ/1820م، وأمر المنادي ينادي لأهل الدرعية: من أراد بلدة ينزلها فليأتنا نكتب له كتاباً يرحل إليها، ثم أردف ابن بِشر قائلاً: ثم قال لهم: اجتمعوا حتى نكتب لكم كتبكم، فحضر من كان منهم غائباً أو مختفياً أو محترفاً، فلما اجتمعوا عنده أمر الترك أن يقتلوهم أجمعين، فجالت عليهم خيول الروم ورجالها.. حتى قتلوهم عن آخرهم.. وهم نحو مائتين وثلاثين رجلاً، وأخذ الترك من أموالهم وشيئا من أطفالهم، إلى أن قال: ثم إن حسيناً فرق العساكر في النواحي والبلدان، فجعل في القصيم عسكراً وفي بلدان الوشم عساكر، وفي بلدان سدير، وفي بلدان المحمل، فنزلت العساكر البلدان واستقروا في قصورها وثغورها وضربوا على أهلها ألوفاً من الريالات، كل بلد أربعة آلاف وعشرة آلاف وعشرين ألف ريال. فأخذوا أولاً من الناس ما عندهم من الدراهم، ثم أخذوا ما عندهم من الذهب والفضة، وما فوق النساء من الحلي، ثم أخذوا الطعام والسلاح والمواشي والأواني، وحبسوا النساء والرجال والأطفال، وعذبوهم بأنواع العذاب، وأخذوا جميع ما بأيديهم، فمنهم من مات بالضرب، ومنهم من صار منه عائباً، فلما رأى الناس أنهم لا يغني عنهم ما أخذوه منهم، هرب أكثرهم في البراري والجبال والقفار، ونهبت دورهم وقطعت أكثر نخيلهم، وصار مع الترك أناس في كل بلد من أهلها يخبرونهم بعوراتهم، ومن كان تاجراً ومن كان فقيراً، ومن كان يحب الترك ومن كان يبغضهم، وصارت محن عظيمة.
في حين سار آبوش آغا ناحية سدير، وقطع نخيلها. روى محمد بن عمر الفاخري التميمي المعاصر لتلك الحقبة أحداثها قائلاً: «قدم آبوش آغا سدير.. وضربوا ضريبة عظيمة أخذوا بها ما أمكنهم من ذهب وفضة وطعام وسلاح ومتاع، وحبسوا وقتلوا وأصاب الناس قلق ووجل وهرب إلى البرية من هرب وإلى البدو وإلى غير بلدة، واختفى من اختفى، وقطعوا من نخيل الداخلة أكثر من ألف نخلة وقطع من جلاجل والتويم والحوطة شيئاً قليلاً، وقطع من المجمعة أيضاً، وحبسوا النساء والأطفال، وأذاقوا جميعهم الذل والهوان (إن الله لا يغير ما بقوم حتى يغيروا ما بأنفسهم)».

أرخها ابن بِشر في قوله:

## مفتي الشافعية والشيخ محمد بن عبد الوهاب بعد موت حفيد الأخير

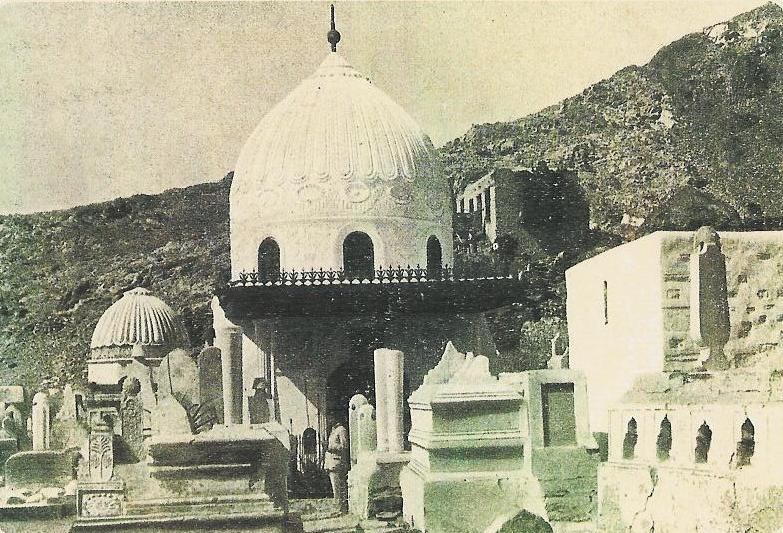
أضرحة مقبرة المعلاة التي أعيد بناؤها بعد سقوط الدولة السعودية سنة 1818م.

روى أحمد بن زيني دحلان (1815م-1886م)، مفتي الشافعية، أواخر عهد الدولة العثمانية، مهاجماً الشيخ محمد بن عبدالوهاب وأبناءه في قوله:
فأظهر العقيدة الزائغة بنجد.. فقام بنصرته وإظهار عقيدته محمد بن سعود، أمير الدرعية، بلاد مسيلمة الكذاب، فحمل أهلها على متابعة محمد بن عبد الوهاب، إلى أن قال: راموا حج بيت الله الحرام وكان ذلك في دولة الشريف مسعود بن سعيد بن سعد بن زيد، فأرسلوا يستأذنونه في الحج، وأرسلوا قبل ذلك ثلاثين من علمائهم ظنا منهم أنهم يفسدون عقائد علماء الحرمين، ويدخلون عليهم الكذب والمين، وطلبوا الإذن في الحج ولو بمقرر يدفعونه كل عام، وكان أهل الحرمين يسمعون بظهورهم في الشرق وفساد عقائدهم ولم يعرفوا حقيقة ذلك، فأمر مولانا الشريف مسعود أن يناظر علماء الحرمين العلماء الذين أرسلوهم، فناظروهم، فوجدوهم ضحكة ومسخرة، كحمر مستنفرة، فرت من قسورة، ونظروا إلى عقائدهم فإذا هي مشتملة على كثير من المكفرات، فبعد أن أقاموا عليهم البرهان والدليل، أمر الشريف مسعود قاضي الشرع أن يكتب حجة بكفرهم الظاهر، ليعلم الأول والآخر، وأمر بسجن أولئك الملاحدة الأنذال، ووضعهم في السلاسل والأغلال، إلى أن قال: قال بعض العلماء أن ذلك كفر في المذاهب الأربعة بل هو كفر عند جميع أهل الإسلام، ومن ذلك أنه كان يكره -محمد بن عبد الوهاب- الصلاة على النبي صلى الله عليه وسلم ويتأذى بسماعها، وينهى عن الإتيان بها ليلة الجمعة، وعن الجهر بها على المنائر، ويؤذي من يفعل ذلك، ويعاقبه أشد العقاب، حتى أنه قتل رجلا أعمى كان مؤذنا صالحا ذا صوت حسن نهاه عن الصلاة على النبي صلى الله عليه وسلم في المنارة بعد الأذان فلم ينته وأتى بالصلاة على النبي صلى الله عليه وسلم فأمر بقتله فقتل، ثم قال: أن الربابة في بيت الخاطئة يعني الزانية أقل إثما ممن ينادي بالصلاة على النبي صلى الله عليه وسلم في المنائر، ويلبس على أصحابه وأتباعه بأن ذلك كله محافظة على التوحيد، إلى أن قال: والحاصل أنه -محمد بن عبد الوهاب- لبَّس على الأغبياء ببعض الأشياء التي توهمهم بإقامة الدين، وذلك مثل أمره للبوادي بإقامة الصلاة والجماعة ومنعهم من النهب، ومن بعض الفواحش الظاهرة كالزنا واللواط، وكتأمين الطرق والدعوة إلى التوحيد، فصار الأغبياء الجاهلون يستحسون حاله وحال أتباعه. كما قال أيضا: وقد عاش من العمر سنين حتى كاد أن يُعد من المنظرين، فإن ولادته كانت سنة ألف ومائة وإحدى عشرة، ووفاته ألف ومائتين وسبعة، وأرخ بعضهم وفاته بقوله (بهلاك الخبيث)، فعمره اثنان وتسعون سنة، وخلف أولادا أخبث منه، قاموا بنشر دعوته بعده، وأولاده هم: عبد الله وحسن وحسين وعلي، وكان عبد الله القائم بالدعوة بعد أبيه وخلف: سليمان وعبدالرحمن، وكان سليمان متعصبا تعصبا شديدا في أمرهم قتله إبراهيم باشا سنة ثلاث وثلاثين وعبدالرحمن قبض عليه وأرسل إلى مصر فعاش مدة ثم مات بمصر، وأما حسن بن محمد بن عبد الوهاب فخلف: عبد الرحمن، وولي قضاء مكة في بعض السنين التي كانوا يحكمون فيها بمكة وعمر عبد الرحمن هذا حتى قارب المائة ومات قريباً.

## الملاحظات
1. ↑  الولاة هم على التوالي:يوسف باشا، أحمد باشا الجزار، صالح بك، عبد الله باشا العظم.[43]
2. ↑  الخيف هو ما انحدر من غِلظِ الجبل وارتفع عن مَسِيل الماءِ.

## وصلات خارجية
- كتاب عنوان المجد في تاريخ نجد
- الدولة السعودية الأولى
- تاريخ البلاد العربية السعودية
- دارة الملك عبد العزيز